# Regno delle Due Sicilie
Il Regno delle Due Sicilie fu una monarchia assoluta che governò l'Italia meridionale e la Sicilia tra il 1816 e il 1861, ovvero dalla Restaurazione alla proclamazione del Regno d'Italia.
Prima della Rivoluzione francese del 1789 e delle successive campagne napoleoniche, la dinastia dei Borbone aveva regnato sui medesimi territori sin dal 1735, ma essi risultavano divisi in due reami distinti: il Regno di Napoli e il Regno di Sicilia. Un anno dopo il Congresso di Vienna e a seguito del trattato di Casalanza, il sovrano Ferdinando di Borbone, che prima d'allora assumeva in sé la corona napoletana (al di qua del Faro) come Ferdinando IV e quella siciliana (di là del Faro) come Ferdinando III, riunì in un'unica entità statuale i due reami, attraverso la Legge fondamentale del Regno delle Due Sicilie dell'8 dicembre 1816, a quasi quattrocento anni dalla prima proclamazione del Regno Utriusque Siciliae da parte di Alfonso V d'Aragona. Nelle prime fasi di vita del regno la capitale era Palermo, secolare sede del Parlamento Siciliano, ma l'anno successivo (1817) fu spostata a Napoli. Palermo continuò ad essere considerata "città capitale" dell'isola di Sicilia.
Il Regno ebbe fine con la spedizione dei Mille, la firma dell'armistizio e la resa di Francesco II il 17 febbraio 1861, con la proclamazione del Regno d'Italia il 17 marzo dello stesso anno.

## Origine del termine Due Sicilie
Giovanni Antonio Summonte, storico vissuto a cavallo tra il XVI e il XVII secolo, all'interno del secondo volume della sua Historia della città e Regno di Napoli (i cui primi due volumi furono pubblicati negli anni 1601-1602 e gli altri due postumi), inserisce un trattato dal titolo Dell'Isola di Sicilia, e de' suoi Re; e perché il Regno di Napoli fu detto Sicilia. In questo scritto l'origine della distinzione tra due «Sicilie» separate dal Faro di Messina viene individuata nella bolla pontificia con cui papa Clemente IV investì Carlo I d'Angiò del Regno di Napoli nel 1265:
La stessa tesi è sostenuta da Pietro Giannone nella sua Istoria civile del Regno di Napoli (1723), in cui si citano vari stralci della bolla pontificia, con la quale Clemente IV concesse l'investitura a Carlo d'Angiò «pro Regno Siciliae, ac Tota Terra, quae est citra Pharum, usque ad confiniam Terrarum, excepta Civitate Beneventana [...]». In un altro passo la bolla proclamava: «Clemens IV infeudavit Regnum Siciliae citra, et ultra Pharum». Secondo Giannone è dunque questa l'origine del titolo rex utriusque Siciliae, che tuttavia Carlo d'Angiò non usò mai nei suoi atti ufficiali, preferendo gli antichi titoli dei sovrani normanni e svevi.

## Storia

### Genesi

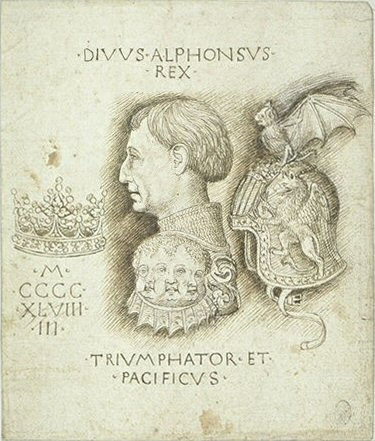
Alfonso il Magnanimo

Il Regno di Sicilia, nato nel 1130, iniziò ad essere indicato come Regno di Sicilia al di là del faro (o ulteriore) e Regno di Sicilia al di qua del faro (o citeriore), in riferimento al faro di Messina e quindi all'omonimo stretto. Nel 1268 Carlo I d'Angiò fu incoronato da papa Clemente IV rex Siciliae, appena ascese al trono trasferì la capitale a Napoli e diede il via ad un'aspra politica vessatoria contro i siciliani che culminò nel 1282 nella Rivoluzione del Vespro siciliano e nella conseguente secessione della Sicilia (che prenderà il nome di Regno di Sicilia Ulteriore) dal Continente. Il Parlamento siciliano offrì la Corona dell'Isola a Pietro I di Sicilia, legittimo erede di re Manfredi, considerando Carlo I d'Angiò un usurpatore. Fu l'inizio della prima fase della guerra del Vespro che ebbe una tregua con la pace di Caltabellotta, nel 1302, e sancì la separazione in due Stati indipendenti e distinti. Secondo gli accordi, alla morte del re Federico III di Sicilia, l'isola sarebbe dovuta tornare agli Angioini, cosa che in realtà non avvenne mai.
La prima menzione ufficiale del toponimo "Due Sicilie" si ebbe invece quando Alfonso V d'Aragona nel 1442 ne assunse il titolo senza però unificare il Regno di Sicilia ed il Regno di Napoli, che rimasero regni separati; la corona di Rex Utriusque Siciliae allora rappresentava quindi l’unione personale dei due regni omonimi, distinti talvolta come “citra pharum” (di Napoli) e “ultra pharum” (di Sicilia propriamente detto). Dopo la breve parentesi alfonsina, i due regni tornarono ad essere del tutto separati, uno con capitale Napoli, l'altro con capitale Palermo.

#### Il XVIII secolo

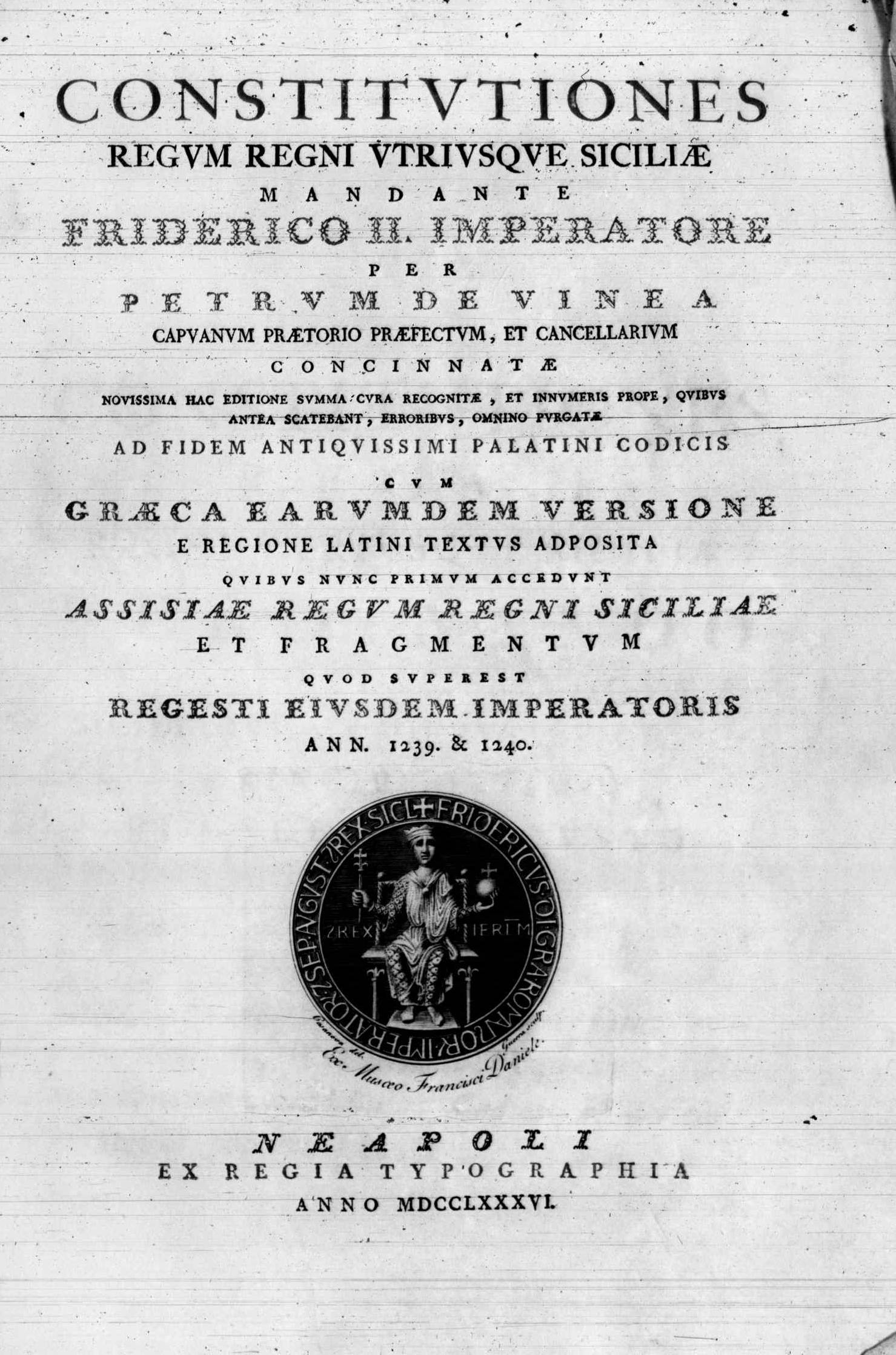
Constitutiones regum regni utriusque Siciliae, 1786

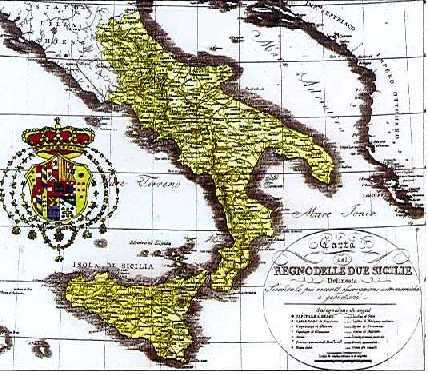
Mappa del XIX secolo del Regno delle Due Sicilie

Nel 1734 Carlo di Borbone, figlio di Filippo V re di Spagna e di Elisabetta Farnese, portò a termine con successo la conquista militare del Regno di Napoli e del Regno di Sicilia, facendo il suo ingresso a Napoli il 10 maggio; il 25 maggio sconfisse gli austriaci a Bitonto e il 2 gennaio 1735 assunse il titolo di re di Napoli "senza numerazione specifica". Quindi completò la conquista della Sicilia e nel luglio 1735 venne incoronato a Palermo re di Sicilia.
Mantenne quindi la separazione tra i due regni: a Napoli regnò con sovranità assoluta come despota illuminato, in Sicilia come monarca parlamentare, e mantenne e convocò il Parlamento siciliano. Le capitali restarono due, ma mantenne la corte a Napoli.
Carlo non ebbe un'effettiva autonomia dalla Spagna fino alla pace di Vienna del 1738, con la quale si concluse la guerra di successione polacca. Secondo gli accordi stipulati, l'Austria cedeva a Carlo di Borbone lo Stato dei Presidii, il Regno di Napoli nonché il Regno di Sicilia, che essa aveva scambiato con la Sardegna nel 1720 a seguito della Pace dell'Aia.
Nel 1759, alla partenza di Carlo, divenuto re di Spagna, salì al trono all'età di soli 8 anni suo figlio Ferdinando. Principali esponenti del Consiglio di Reggenza furono Domenico Cattaneo Della Volta, principe di San Nicandro, e il marchese Bernardo Tanucci. Durante la reggenza, come nel periodo successivo, fu principalmente il Tanucci ad avere in mano le redini dei due regni ed a continuare le riforme iniziate in età carolina.

#### Giuseppe Bonaparte

Stemma del Regno di Napoli al tempo di Giuseppe Bonaparte (1806-1808).

Il successivo quinquennio vide il Regno seguire una politica altalenante nei confronti della Francia napoleonica che, per quanto ormai egemone sul continente, rimase sostanzialmente sulla difensiva sui mari: questa situazione non consentì al regno napoletano, strategicamente posizionato nel Mediterraneo, di mantenere una stretta neutralità nel conflitto a tutto campo fra francesi e inglesi, i quali a loro volta minacciavano di invadere e conquistare la Sicilia.
Dal 1805 i francesi tornarono ad occupare la parte continentale del regno, stanziando in Puglia un presidio militare.
Il Regno di Napoli borbonico l'11 settembre 1805 era entrato nella terza coalizione antifrancese. Dopo la vittoria di Austerlitz del 2 dicembre 1805, Napoleone Bonaparte regolò definitivamente i conti con Napoli. Il 27 dicembre emise un proclama da Schönbrunn dichiarando decaduta la dinastia borbonica, che Ferdinando aveva perso il suo regno e che "il più bello dei paesi è sollevato dal giogo del più infedele degli uomini".
Dopo la vittoria di Austerlitz del 2 dicembre 1805, Napoleone Bonaparte regolò definitivamente i conti con Napoli: promosse l'occupazione del napoletano, condotta con successo dal Gouvion-Saint-Cyr e dal Reynier, e dichiarò quindi decaduta la dinastia borbonica, che l'11 aprile dello stesso anno era entrata nella terza coalizione antifrancese, palesemente ostile a Napoleone. Ferdinando con la sua corte se ne tornò a Palermo, sotto la protezione inglese. L'imperatore dei francesi nominò quindi il fratello Giuseppe "Re di Napoli". Intanto nelle province del Mezzogiorno (soprattutto in Basilicata e Calabria) tornò ad organizzarsi la resistenza antinapoleonica: fra i vari capitani degli insorti filoborbonici (tra cui vi erano sia militari di professione che banditi comuni) si distinsero, in Calabria e Terra di Lavoro, il brigante di Itri Michele Pezza, detto Fra Diavolo, e in Basilicata il colonnello Alessandro Mandarini di Maratea. La repressione del moto antifrancese fu affidata, principalmente, ai generali André Massena e Jean Maximilien Lamarque i quali riuscirono a frenare la ribellione, anche se con espedienti estremamente crudeli, come accadde ad esempio nel cosiddetto massacro di Lauria, perpetrato dai soldati di Massena.Lo stesso anno fra Diavolo venne catturato dai francesi ed impiccato a Napoli.
Sotto un'amministrazione prevalentemente straniera, composta dal còrso Antoine Christophe Saliceti, André-François Miot e Pierre-Louis Roederer, furono tentate, ancora una volta, e finalmente per buona parte attuate, riforme radicali quali l'eversione della feudalità e la soppressione degli ordini regolari; in più furono istituiti l'imposta fondiaria e un nuovo catasto onciario.
(legge di eversione della feudalità del 2 agosto 1806)
La lotta alla feudalità fu efficace anche grazie al contributo di Giuseppe Zurlo e dei giuristi componenti l'apposita Commissione, che, presieduta da Davide Winspeare (già al servizio dei Borboni in veste di mediatore fra la corte di Palermo e le truppe francesi nel Mezzogiorno), ebbe l'incarico di dirimere le controversie tra municipi e baroni, e alla fine riuscì a produrre un taglio netto col passato e dunque la nascita della proprietà borghese anche nel Regno di Napoli, sostenuta poi dallo stesso Gioacchino Murat. A fianco di una serie di riforme che coinvolsero anche il sistema tributario e giuridico, il nuovo governo istituì il primo sistema di province, distretti e circondari del regno, ad organizzazione civile, con a capo rispettivamente un intendente, un sottintendente e un governatore, poi giudice di pace. Le nuove province erano Abruzzo Ultra I, Abruzzo Ultra II, Abruzzo Citra, Molise (con capoluogo Campobasso), Capitanata (con capoluogo Foggia), Terra di Bari, Terra d'Otranto, Basilicata, Calabria Citra, Calabria Ultra, Principato Citra, Principato Ultra, Terra di Lavoro (con capoluogo Capua), Napoli.. Infine l'alienazione dei beni dei monasteri e dei feudatari attirò a Napoli un cospicuo numero di investitori francesi, gli unici in grado, insieme ai vecchi nobili locali, di disporre dei capitali necessari per acquistare terreni e beni immobili. Sull'esempio della Legion d'onore in Francia, Giuseppe Bonaparte istituì a Napoli l'Ordine Reale delle Due Sicilie per conferire riconoscimenti ai meriti delle nuove personalità che si distinguevano nello Stato riformato.

#### Gioacchino Murat
(Gioacchino Murat, Proclama di Rimini, 30 marzo 1815)

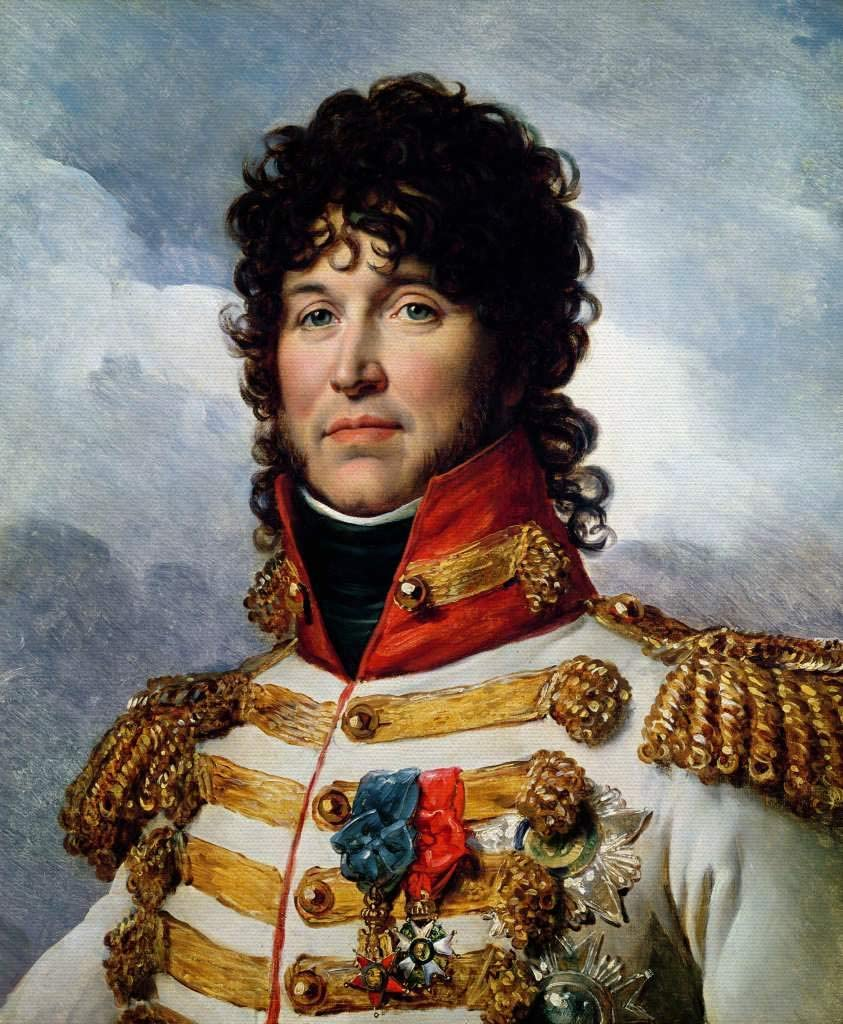
Gioacchino Murat, re di Napoli.

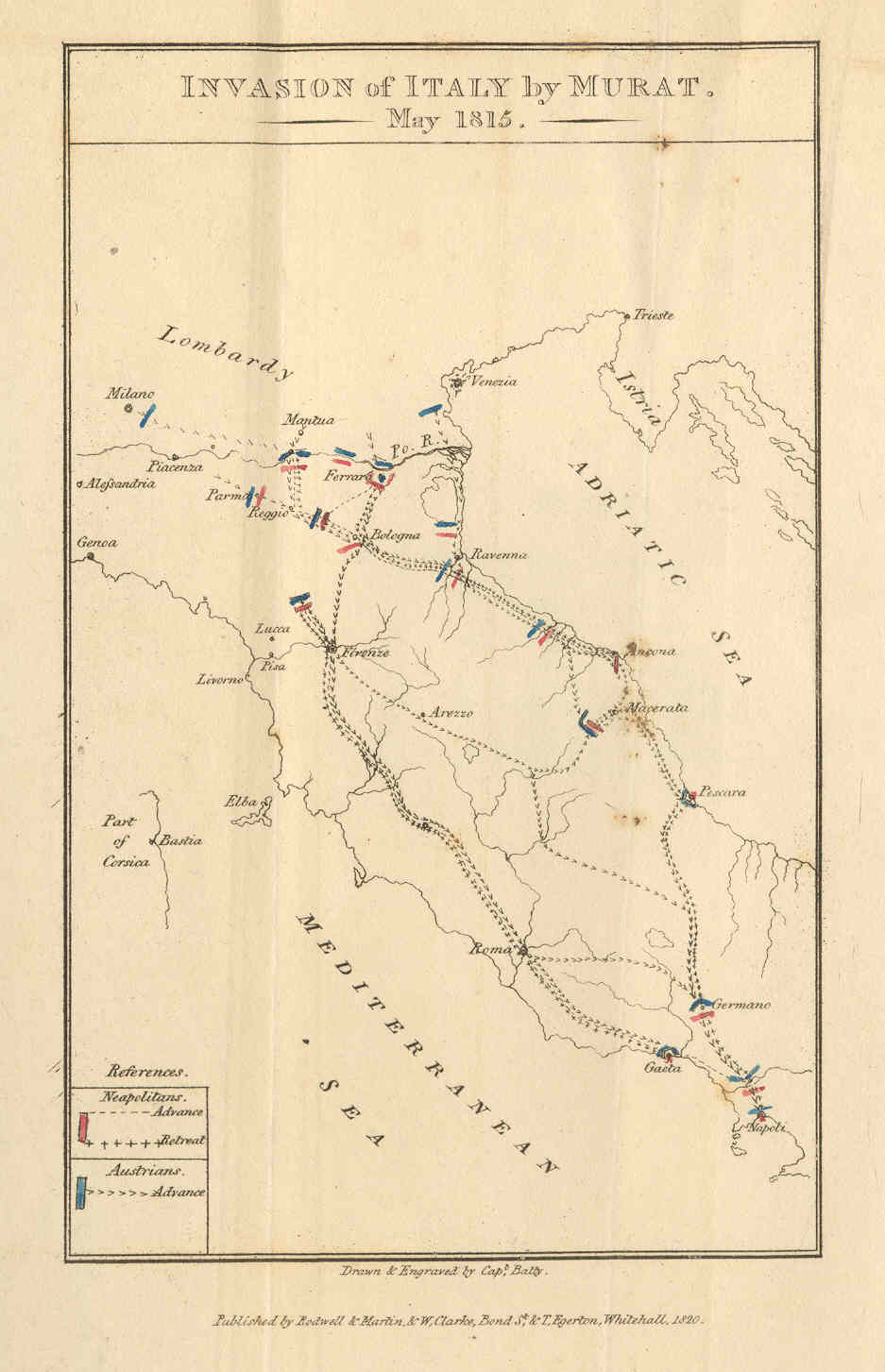
La campagna militare del Murat nell'Italia settentrionale.

Stemma del Regno di Napoli sotto Gioacchino Murat (1808-1815).

A Giuseppe Bonaparte, nel 1808 destinato a regnare sulla Spagna, succedette Gioacchino Murat, che fu incoronato da Napoleone il 1º agosto dello stesso anno, col nome di Gioacchino Napoleone, re delle Due Sicilie, par la grace de Dieu et par la Constitution de l'Etat, in ottemperanza allo Statuto di Baiona che fu concesso al regno di Napoli da Giuseppe Bonaparte. Il nuovo sovrano catturò immediatamente la benevolenza dei cittadini liberando Capri dall'occupazione inglese, risalente al 1805.
Aggregò poi il distretto di Larino alla provincia di Molise. Fondò, con decreto del 18 novembre 1808, il Corpo degli ingegneri di Ponti e Strade e avviò opere pubbliche di rilievo non solo a Napoli (il ponte della Sanità, via Posillipo, nuovi scavi ad Ercolano, il Campo di Marte, area dove oggi sorge l'Aeroporto di Napoli-Capodichino), ma anche nel resto del Regno: l'illuminazione pubblica a Reggio di Calabria, il progetto del Borgo Nuovo di Bari, l'istituzione dell'ospedale San Carlo di Potenza, Guarnigioni dislocate nel Distretto di Lagonegro con monumenti e illuminazioni pubbliche, più l'ammodernamento della viabilità nelle montagne d'Abruzzo. Fu promotore del Codice Napoleone, entrato in vigore nel regno il 1º gennaio 1809, un nuovo sistema legislativo civile che, fra le altre cose, consentiva per la prima volta in Italia il divorzio e il matrimonio civile: il codice suscitò subito polemiche nel clero più conservatore, che vedeva sottratto alle parrocchie il privilegio della gestione delle politiche familiari, risalente al 1560. Nel 1812, grazie alle politiche del Murat, fu impiantata la prima cartiera del regno a sistema di produzione moderno presso Isola del Liri, nell'edificio del soppresso convento dei carmelitani, ad opera dell'industriale francese Carlo Antonio Beranger.
Nel 1808, il sovrano incaricò di soffocare la recrudescenza del brigantaggio nel Regno il generale Charles Antoine Manhès, che si distinse per metodi talmente feroci da essere soprannominato "lo Sterminatore" dai calabresi. Dopo aver domato con poche difficoltà le rivolte nel Cilento e negli Abruzzi, Manhès pose il suo quartier generale a Potenza, proseguendo con successo l'attività repressiva nelle restanti zone meridionali, soprattutto in Basilicata e Calabria, province più vicine alla Sicilia, da cui i briganti ricevevano sostegno dalla corte borbonica in esilio. Napoleone rifiutò qualsiasi concessione e pretese invece che i dazi di importazione sui tessuti e altri prodotti francesi a Napoli fossero dimezzati. Murat rispose sconvolto: «Se le intenzioni di Sua Maestà fossero messe in pratica, si determinerebbe la rovina totale del mio Regno».
I rapporti con Parigi divennero nuovamente tesi. Il 30 gennaio il duca di Bassano pretese che Napoli fornisse in breve tempo 16.000 fanti, 2.500 cavalieri e 20 pezzi di artiglieria per la Grande Armée. Il ministro plenipotenziario napoletano a Parigi, il duca di Carignano, osservò che era impossibile soddisfare tali richieste, visto che le coste del regno erano minacciate e non si poteva rischiare di impiegare truppe su altri fronti. Era possibile, al massimo, ordinare una nuova coscrizione. Le truppe rimaste per difendere il Sud e mantenere l’ordine erano meno della metà rispetto alle stime e c’era bisogno di acquistare moschetti, armi corte e cavalli dalla Francia. Anche le difese marittime erano rimaste senza mezzi militari per mancanza di fondi.
Il generale Tugny, il ministro napoletano della Guerra, calcolò che, entro dicembre del 1812, Napoli avrebbe fornito 11.971 fanti, 2.050 cavalieri e 1.994 cavalli agli eserciti impegnati in Spagna ed Europa centrale, sottolineando anche che il contributo complessivo per le guerre dell’Imperatore a partire dal 1808 era stato di 19.501 uomini e 2.471 cavalli.
Nell'estate del 1810 Murat tentò uno sbarco in Sicilia per riunire politicamente l'isola al continente; giunse a Scilla il 3 giugno dello stesso anno e vi restò sino al 5 luglio, quando fu completato un grande accampamento presso Piale, frazione di Villa San Giovanni, dove il re si stabilì con la corte, i ministri e le più alte cariche civili e militari. Il 26 settembre poi, constatando impresa difficile la conquista della Sicilia, Murat dismise l'accampamento di Piale e ripartì per la capitale.
Grazie allo statuto di Baiona, la costituzione con cui Murat era stato proclamato da Napoleone re delle due Sicilie, il nuovo sovrano si considerava svincolato dal vassallaggio nei confronti dell'antica gerarchia francese, rappresentata a Napoli da molti funzionari nominati da Giuseppe Bonaparte, e forte di questa linea politica, trovò maggior sostegno nei cittadini napoletani, che videro pure di buon occhio la partecipazione del Murat a diverse cerimonie religiose e la concessione regia di alcuni titoli dell'Ordine Reale delle Due Sicilie a vescovi e sacerdoti cattolici. Re Gioacchino prese parte fino al 1813 alle campagne napoleoniche ma la crisi politica del Bonaparte non fu un ostacolo alla sua politica internazionale. Cercò fino al congresso di Vienna il sostegno delle potenze europee, schierando le truppe napoletane anche contro la Francia ed il Regno napoleonico d'Italia, sostenendo invece l'esercito austriaco che scendeva a sud per la conquista della Val Padana: con l'occasione occupò le Marche, l'Umbria e l'Emilia-Romagna fino a Modena e Reggio Emilia, bene accolto dalle popolazioni locali.
Conservò più a lungo la corona, ma non si liberò dell'ostilità britannica e della nuova Francia di Luigi XVIII, inimicizie che impedirono l'invito di una delegazione napoletana al Congresso, e così ogni sanzione alla occupazione napoletana di Umbria, Marche e Legazioni, risalenti alla campagna del 1814.
Tale incertezza politica spinse il re ad una mossa azzardata: prese contatto con Napoleone all'isola d'Elba e si accordò con l'imperatore in esilio, in vista del tentativo dei Cento giorni. Murat diede inizio alla guerra austro-napoletana, attaccando gli stati alleati dell'Impero austriaco; a seguito di questa seconda svolta militare, Murat lanciò il famoso Proclama di Rimini, un appello all'unione dei popoli italiani, convenzionalmente considerato l'inizio del Risorgimento. La campagna unitaria però naufragò il 4 maggio 1815, quando gli austriaci lo sconfissero nella battaglia di Tolentino: col trattato di Casalanza infine, firmato presso Capua il 20 maggio 1815 dai generali austriaci e murattiani, il regno di Napoli tornava alla corona borbonica. L'epopea murattiana terminò con l'ultima spedizione navale che il generale tentò dalla Corsica verso Napoli, dirottata poi verso la Calabria dove, a Pizzo Calabro, Murat fu catturato e fucilato sul posto.

#### Ferdinando in Sicilia e la restaurazione

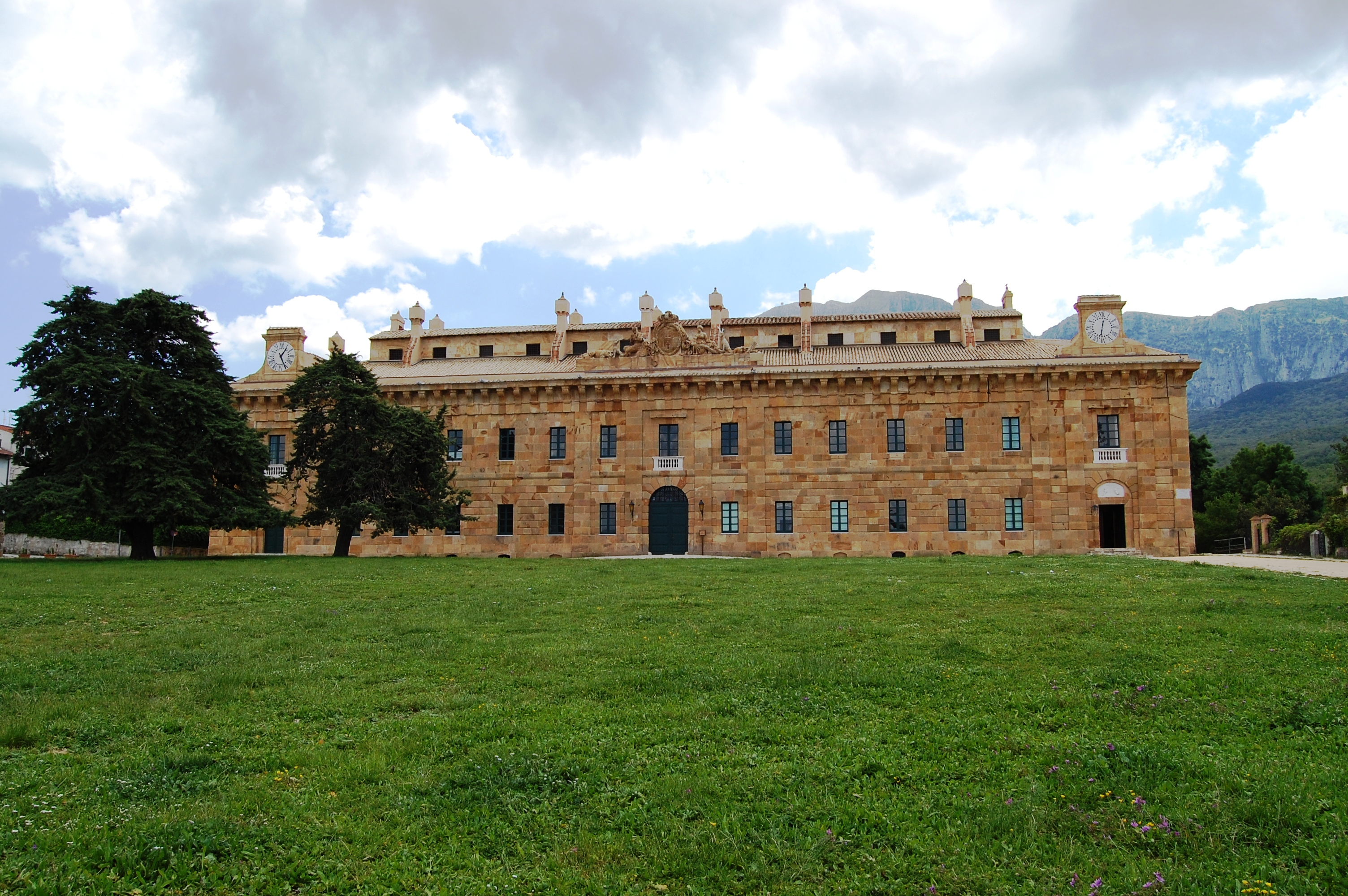
Palazzo reale della Ficuzza, nei Monti Sicani, dove Ferdinando visse alcuni anni

Ferdinando, rifugiatosi per la seconda volta a Palermo nel 1806 a causa dell'invasione francese, trovò un'atmosfera tutt'altro che festosa, non volendo il popolo siciliano sottostare al suo predominio. Il re, nel 1810, riunì il Parlamento siciliano, domandando personalmente aiuti adeguati per la salvaguardia del regno minacciato dai francesi, ma la rivolta esplose nell'isola. Il 12 luglio 1812 il re promulgò la Costituzione siciliana, mentre il figlio Francesco venne nominato reggente, e un nuovo governo fu insediato con i notabili siciliani. Solo nel 1815 poterono tornare a Napoli.
Il secondo ritorno di Ferdinando a Napoli non fu caratterizzato da repressioni. Il sovrano mantenne gran parte delle riforme attuate dai francesi (fu però, ad esempio, abolito il divorzio), incluse le norme del Codice Napoleonico adottato durante il decennio francese, che venne ribattezzato "Codice per lo Regno delle Due Sicilie". Unico taglio di rilievo con il periodo napoleonico si ebbe nei rapporti con la chiesa, che tornò ad occupare un ruolo di primo piano nella vita civile del regno. Questo processo di "amalgama" venne gestito dal primo ministro Luigi de' Medici di Ottajano, nominato nel giugno 1816, il quale mirava a fondere in un unico ceto il personale politico e burocratico di epoca murattiana con quello borbonico, volendo guadagnare il primo alla causa della monarchia restaurata.

### Nascita del Regno delle Due Sicilie

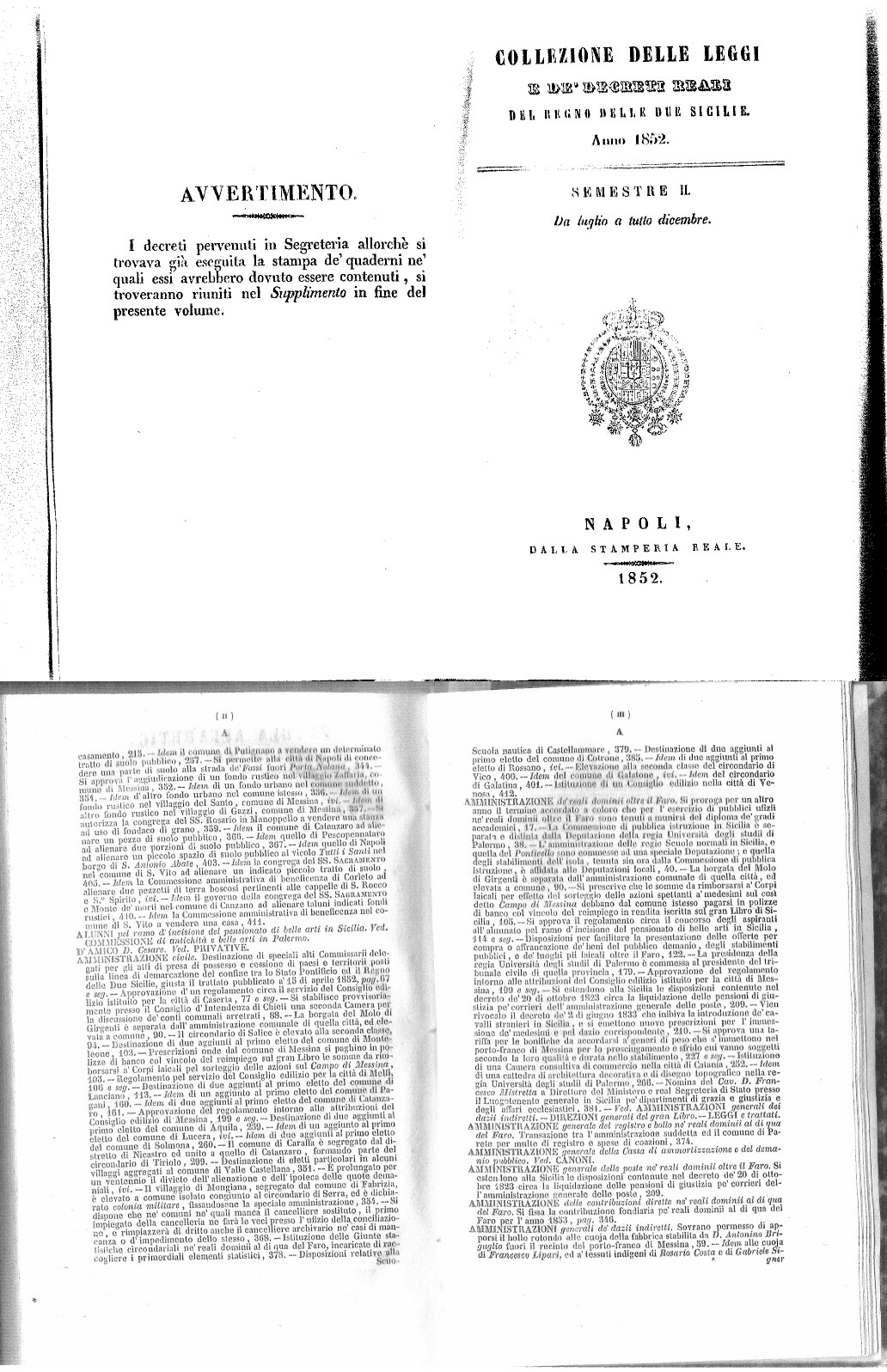
Pubblicazione ufficiale del Regno delle Due Sicilie

La politica di assolutismo riformistico condotta dal governo napoletano del Medici portò inoltre all'effettiva unificazione delle province napoletane con quelle siciliane. Dopo il congresso di Vienna ed il trattato di Casalanza (20 maggio 1815), l'8 dicembre 1816, Ferdinando IV riunì in un unico Stato i regni di Napoli e di Sicilia con la denominazione di Regno delle Due Sicilie, abbandonando per sé il nome di Ferdinando IV di Napoli e III di Sicilia ed assumendo quello di Ferdinando I delle Due Sicilie. Tale atto ebbe anche la conseguenza di privare di fatto la Sicilia della Costituzione promulgata dallo stesso Ferdinando nel 1812, che tra l'altro obbligava espressamente il re di Sicilia, in caso di riacquisizione del Regno di Napoli, a rinunziare a uno dei due regni.

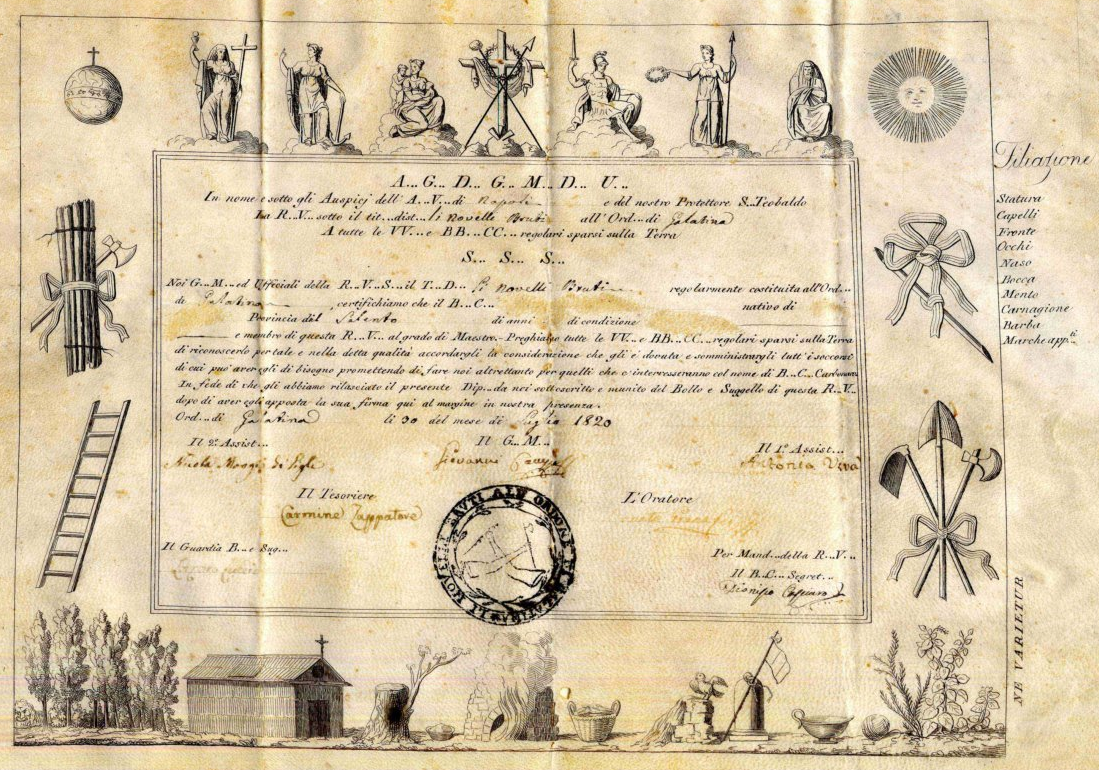
Diploma da carbonaro, 1820

Sino al Congresso di Vienna, il Regno di Sicilia, rappresentato dal Parlamento siciliano, aveva mantenuto una propria formale indipendenza, nonostante l'unione personale (ovvero unico re per due regni) con il Regno di Napoli.
L'atto di unificazione venne visto dalla classe politica e nobiliare siciliana come un affronto verso quello che ininterrottamente, e da circa 600 anni, era stato un regno indipendente a tutti gli effetti. Quasi immediatamente ebbe inizio una campagna anti-borbonica, accompagnata da una propaganda dell'identità siciliana, soprattutto per azione delle élite aristocratiche di Palermo. Anche la capitale del nuovo regno fu spostata a Napoli, mentre il principe Francesco diventava Luogotenente generale di Sicilia. Come privilegi furono mantenuti per i siciliani il porto franco a Messina, l'esclusione dalla leva militare, la non applicazione dalle tasse sul sale e la libera coltivazione del tabacco. Nel governo fu istituito dal 1820 un Ministero per gli Affari di Sicilia.
La restaurazione, benché condotta in maniera riformistica e con un approccio opposto rispetto al 1799, in ultima analisi non riuscì a colmare il distacco fra la monarchia borbonica ed i ceti più progrediti apertosi nel 1799, anzi, finì per estenderlo anche alla classe dirigente siciliana. Questa situazione contribuì a creare un terreno fertile al diffondersi di società segrete, che reclutavano adepti in larghi strati della borghesia del reame. Tra le più importanti società segrete del tempo vi era la Carboneria, i cui adepti erano uniti da un comune desiderio di rinnovamento che si esprimeva principalmente nella richiesta di una costituzione. Vicini alla Carboneria erano anche gli elementi murattiani, che con la politica riconciliatrice del Medici avevano rioccupato molte posizioni all'interno dell'amministrazione statale e delle Forze Armate.

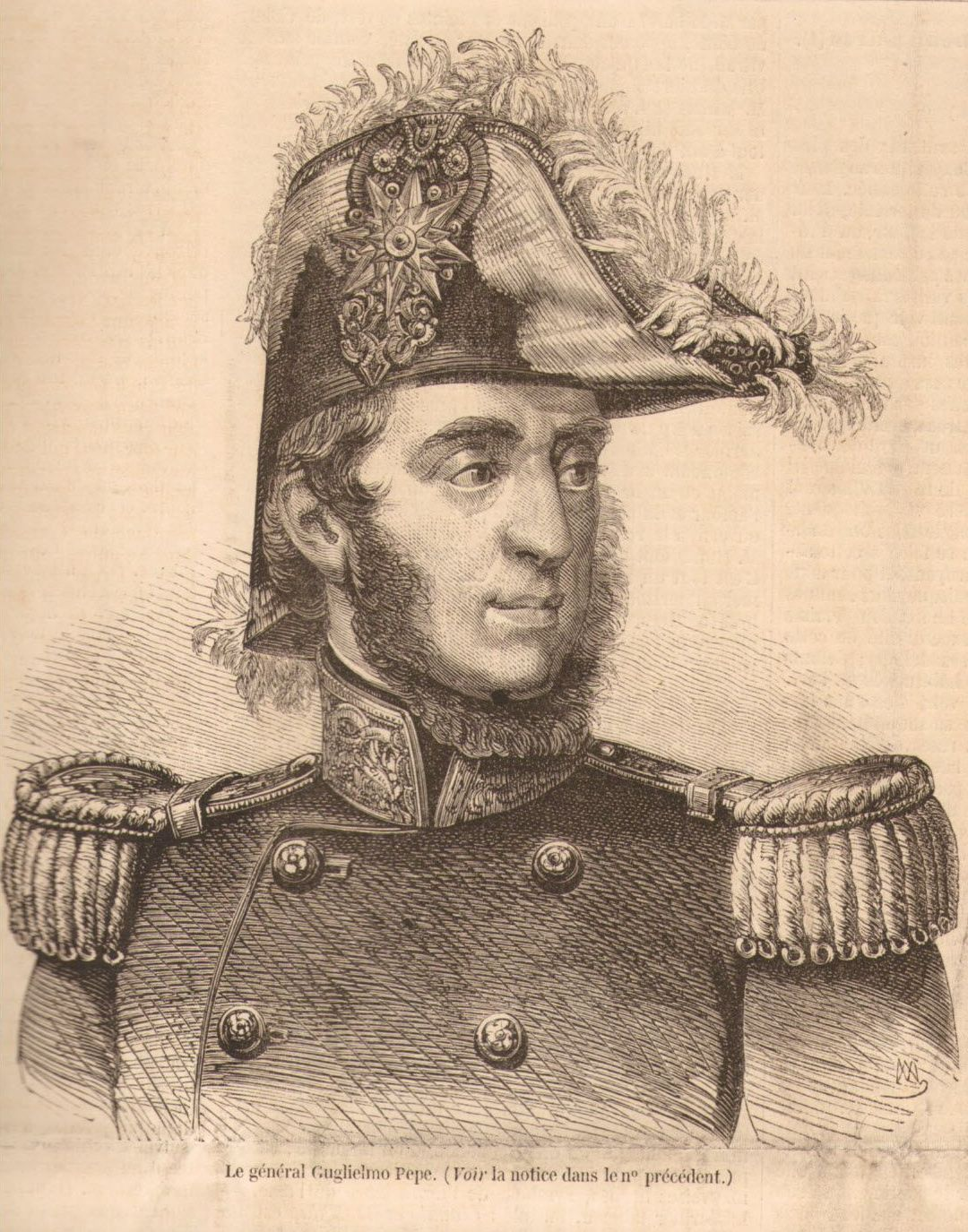
Guglielmo Pepe, figura di spicco dei moti del '20 e successivamente difensore di Venezia.

#### I moti del 1820
In Sicilia il crescente malcontento nei confronti delle autorità napoletane (unitamente alla recente svolta costituzionale), causò lo scoppio il 15 giugno 1820 di una rivolta popolare, mentre Francesco di Borbone, Luogotenente generale di Sicilia, il 27 giugno fu costretto a lasciare la Sicilia per Napoli.
Anche nel napoletano questa crescente richiesta di rinnovamento portò, nella notte tra il 1° ed il 2 luglio 1820, al pronunciamento a Nola di un gruppo di militari di cavalleria, capeggiato dai sottotenenti Michele Morelli e Giuseppe Silvati. L'iniziativa del moto rivoluzionario nel napoletano fu presa in seguito al successo della rivolta costituzionale spagnola del gennaio 1820. Il colpo di Stato nel Regno delle Due Sicilie fu attuato con l'ausilio dalla Carboneria e degli alti ufficiali delle Forze Armate, tra cui Guglielmo Pepe, che assunse il comando delle forze rivoluzionarie.
Re Ferdinando I, constatata l'impossibilità di soffocare la rivolta (rapidamente diffusasi in molte province), il 7 luglio 1820 concesse la Costituzione, sulla falsariga della Costituzione spagnola del 1812, e nominò suo vicario il figlio Francesco. Il primo ottobre iniziarono i lavori del nuovo parlamento napoletano eletto alla fine di agosto, nel quale prevalevano gli ideali borghesi diffusi nel decennio francese. Tra gli atti del parlamento vi furono la riorganizzazione delle amministrazioni provinciali e comunali e provvedimenti sulla libertà di stampa e di culto.
Il 16 luglio ci fu intanto l'insediamento a Palermo di un governo provvisorio dichiaratamente indipendentista, che chiese al governo rivoluzionario di Napoli il ripristino del Regno di Sicilia, seppur sempre a guida borbonica, e un proprio parlamento.
Il governo napoletano in un primo momento inviò il 30 agosto in Sicilia il generale Florestano Pepe, che, con l'accordo di Termini Imerese del 22 settembre, concesse ai siciliani la possibilità di eleggere una propria assemblea di deputati, accordo che non fu ratificato dal neoeletto parlamento di Napoli.
Tuttavia la borghesia dell'isola vide in questo gesto il tradimento delle proprie aspirazioni indipendentistiche, il che costrinse il governo napoletano ad inviare il 14 ottobre nell'isola il generale Pietro Colletta, con l'ordine di imporre con la forza ai siciliani la volontà unitaria del governo centrale. La mancata coordinazione delle forze delle varie città siciliane portò all'indebolimento del governo provvisorio (Messina e Catania osteggiarono la rivendicazione di Palermo a voler governare l'Isola), che ben presto cadde sotto i colpi della repressione borbonica. Il 22 novembre così la Sicilia tornò sotto il controllo del governo costituzionale di Napoli.
Le novità introdotte nel Regno Due Sicilie con i moti del 1820 non furono però gradite dai governi delle grandi potenze europee, specie dall'Austria di Metternich che, dopo il congresso di Troppau del 27 ottobre 1820, convocò Ferdinando I a Lubiana perché chiarisse il suo atteggiamento riguardo alla costituzione che aveva concesso. Alla partenza del re si oppose, tra gli altri, il principe ereditario Francesco. Metternich, preoccupato delle conseguenze che il moto napoletano avrebbe potuto suscitare negli altri stati italiani, organizzò col favore di Ferdinando un intervento armato austriaco con lo scopo di sopprimere il governo costituzionale napoletano, nonostante i pareri discordi di altre potenze europee.
Il governo napoletano, che sperava invano in una difesa della Costituzione da parte del re a Lubiana, decise per la resistenza armata contro l'aggressione austriaca.
Nel marzo 1821 il Regno delle Due Sicilie fu attaccato dalle truppe austriache, le quali sconfissero l'esercito costituzionale napoletano, comandato da Guglielmo Pepe nella battaglia di Rieti-Antrodoco. A fiaccare lo spirito combattivo delle altre truppe dell'esercito napoletano valse anche un proclama di re Ferdinando che, al seguito degli austriaci, invitava a deporre le armi e a non combattere «coloro che venivano a ristabilire l'ordine nel Regno».

Francesco I e famiglia reale

Il 23 marzo 1821 Napoli venne occupata, la costituzione venne sospesa e cominciarono le repressioni: si contarono alla fine 13 ergastoli e 30 condanne a morte, tra cui si ricordano quelle di Morelli e Silvati – eseguite nel 1822 – e quelle di Michele Carrascosa e Guglielmo Pepe, che non vennero mai eseguite in quanto i due ufficiali riuscirono a fuggire dal regno.

### Francesco I delle Due Sicilie

Monogramma reale di Francesco I

Ai primi di gennaio del 1825 il re Ferdinando I morì e salì al trono suo figlio Francesco I. Sul piano politico egli perseguì una politica reazionaria aderente alle direttive austriache del 1821 (pur avendo avuto un atteggiamento favorevole nei confronti dei moti rivoluzionari durante il regno del padre).
Il governo di Francesco I ottenne un importante successo politico nel 1827, quando riuscì a far sgomberare il regno dalle truppe austriache che lo occupavano dal 1821. Allo stesso tempo si provvide a riorganizzare il Real Esercito, affidando il suo comando al principe ereditario Ferdinando e portandolo alla consistenza che aveva prima del 1820. Questa volta si cercò di fare della forza armata un valido puntello della monarchia, escludendo quindi tutti quei militari con precedenti esperienze carbonare o murattiane e reclutando 4 reggimenti svizzeri.
Nonostante l'introduzione di metodi duramente repressivi e la nascita di influenti movimenti culturali cattolico-reazionari, non si riuscì a domare l'opposizione settaria e ad impedire lo sviluppo di un pensiero politico liberale. Nel Regno delle Due Sicilie l'insurrezione settaria esplose nuovamente nel giugno 1828 nel Cilento, capeggiata da elementi del Parlamento del 1820, con la proclamazione della costituzione secondo il modello francese. Tuttavia questa rivolta fu rapidamente stroncata dalla Gendarmeria Reale guidata dal colonnello Francesco Saverio del Carretto.

### Ferdinando II, le riforme e il 1848

Statua in ghisa di Ferdinando II

Il Monarca, vascello dell'Armata di Mare. Al momento del varo (1850) era la più potente nave da guerra italiana

Alla morte di Francesco I, l'8 novembre 1830, il regno passò al figlio Ferdinando II, allora solo ventenne. Il giovane sovrano dimostrò subito idee più liberali e un atteggiamento affabile verso il popolo: provvide a richiamare in patria e a reinserire negli incarichi numerosi esuli (tra i quali il generale Guglielmo Pepe, chiamato per sedare i moti scoppiati in Sicilia, ed il Carrascosa) e reintegrare nelle loro funzioni i più meritevoli, non solo tra gli ufficiali che avevano servito sotto Murat, tentando di assicurarsi la fedeltà dei militari, degli impiegati e dei funzionari congedati dopo il decennio francese.
Il suo governo fu caratterizzato da riforme volte a migliorare l'economia al fine di eliminare gradualmente il deficit formatosi tra il '21 e il '30. Furono abolite le tenute di caccia e ridotte le spese della corte e di alcuni ministeri.
In questo periodo a Portici sorsero le officine di Pietrarsa, uno dei maggiori opifici specializzati d'Europa per la costruzione e manutenzione delle locomotive a vapore, divenuto in seguito un museo. Il centro industriale ebbe grande risonanza internazionale, e fu visitato dallo zar Nicola I che lo prese d'esempio per la costruzione del complesso ferroviario di Kronstadt. Nel regno operava la maggior industria navalmeccanica d'Italia (a Napoli e Castellammare di Stabia quest'ultimo, con 1.800 operai, era il primo cantiere navale italiano per grandezza), la prima nave da guerra a vapore d'Italia (la pirofregata Ercole), la prima nave a propulsione ad elica (la Giglio delle Onde), la prima nave munita di macchina a vapore costruita interamente in Italia (la Ettore Fieramosca), la prima nave militare ad elica ed in metallo (la Borbone), la prima ferrovia e prima stazione in Italia (1839, la Napoli-Portici), la galleria ferroviaria presso Nocera, il primo sistema di fari lenticolari in Italia, il primo osservatorio sismologico al mondo (l'Osservatorio Vesuviano).
In politica estera Ferdinando cercò di mantenere il regno fuori dalle sfere di influenza delle potenze dell'epoca: "la sua parola d'ordine era «Indipendenza»". Tale indirizzo era concretamente perseguito pur favorendo l'iniziativa straniera nel reame, ma sempre in un'ottica di acquisizione di conoscenze tecnologiche che consentissero, in tempi relativamente brevi, l'affrancamento da Francia e Regno Unito.
A tal proposito bisogna ricordare che nel 1816 il governo britannico si era fatto concedere da Ferdinando I il monopolio dello sfruttamento dello zolfo siciliano a prezzi molto bassi (va ricordato che lo zolfo era una materia d'importanza strategica per l'industria del tempo). Ferdinando II, deciso a ridurre la tassazione attraverso l'abolizione della tassa sul macinato, decise di affidare il monopolio ad una società francese che concedeva un pagamento più che doppio rispetto agli inglesi: questa misura innescò la cosiddetta "questione degli zolfi". Il primo ministro britannico Lord Palmerston mandò una flotta militare davanti al Golfo di Napoli, minacciando di bombardare la città. Ferdinando II a sua volta mise sul piede di guerra flotta ed esercito. La guerra fu evitata solo con l'intervento di Luigi Filippo re dei Francesi: Ferdinando II infine dovette rimborsare sia gli inglesi sia i francesi per il danno arrecato.

#### I moti rivoluzionari
Nel gennaio del 1848, con la riaffermazione di movimenti regionalistici risvegliati dalla recente crisi europea, il Regno delle Due Sicilie vide scoppiare una nuova insurrezione in Sicilia, avvenimento che innescò moti similari nel resto del reame e di conseguenza nel resto d'Italia, con risvolti decisivi per la successiva storia nazionale. La rivoluzione siciliana scoppiò il 12 gennaio 1848 in Piazza della Fieravecchia a Palermo, capitanata da Giuseppe La Masa. In un primo momento la rivolta vide la partecipazione massiccia dei popolani palermitani a cui seguì l'adesione della borghesia liberale, mossa soprattutto dalla volontà di ripristinare il Regno insulare di Sicilia e la Costituzione del 1812. Dopo sanguinosi scontri, La Masa, al comando di un esercito popolare, riuscì a scacciare la luogotenenza generale e gran parte dell'esercito borbonico dalla Sicilia, costituendo un «comitato generale rivoluzionario». Il comitato generale istituì un governo provvisorio a Palermo; tra le felicitazioni generali e l'ottimismo, Ruggero Settimo, un liberale moderato appartenente alla nobiltà siciliana, venne nominato presidente.

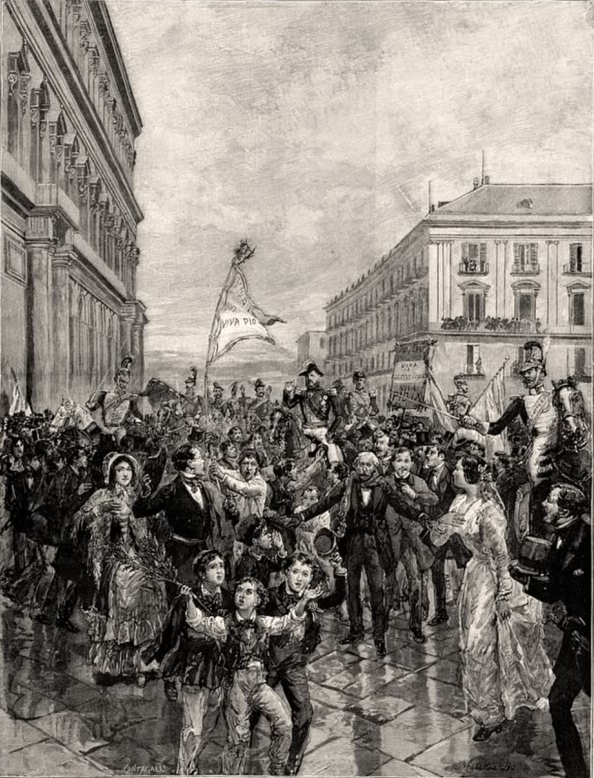
Ferdinando II giura fedeltà alla Costituzione (24 febbraio 1848)

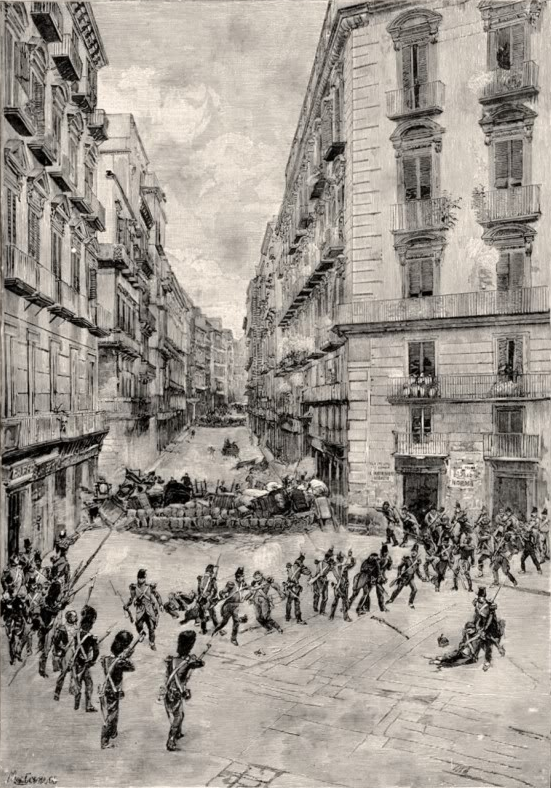
Barricate a Napoli (15 maggio 1848)

L'estensione del movimento insurrezionale alla Campania e al resto del regno fu immediato. Il re, dopo alcuni tentativi di frenare il movimento con piccole concessioni, cercò di arginare le richieste liberali concedendo la Costituzione con Regio Decreto del 29 gennaio, ispirandosi al modello francese. Paradossalmente i moti quarantotteschi in Francia travolgevano, a fine febbraio, proprio quel miglior modello di Costituzione ed il re Luigi Filippo di Borbone - Orleans.
Concessa la Costituzione Ferdinando II, avallando le richieste del nuovo governo, si fece promotore di nuove riforme di stampo schiettamente liberale. Tra le molte riforme progettate dal governo costituzionale del '48 si ricorda ad esempio quella della Pubblica Istruzione, che venne affidata dal re a Francesco de Sanctis. La Costituzione tuttavia non intaccava in modo sostanziale il potere regio, in quanto al re spettava il potere esecutivo, mentre condivideva quello legislativo con il Parlamento.
Intanto in Sicilia, l'11 febbraio, venne promulgata la Costituzione, giurata il 24 febbraio, nel medesimo giorno della fuga di Luigi Filippo da Parigi. Il 25 marzo del 1848 si riunì il Parlamento Generale di Sicilia, con un governo rivoluzionario presieduto da Ruggero Settimo e composto da ministri eletti dallo stesso presidente, che proclamò l'indipendenza dell'isola ricostituendo il Regno di Sicilia.
All'ottimismo tuttavia seguì ben presto la disillusione; le forze politiche in coalizione apparvero infatti assai in contrasto: vi era nutrita presenza di liberali moderati, contrapposta a democratici e a qualche mazziniano.
I campi che accesero la miccia delle rivalità furono soprattutto l'istituzione di una Guardia Nazionale e del suffragio universale, entrambe sostenute soprattutto da Pasquale Calvi, membro democratico del governo. Scarse prese di posizione vi erano su che linea di comportamento intraprendere verso il governo di Napoli e la possibilità di prendere o meno parte alla formazione dello Stato Italiano, quest'ultima sostenuta solo dalla minoranza mazziniana. Intanto, nonostante l'appoggio concreto delle città siciliane al governo provvisorio di Settimo, le aree rurali divennero scarsamente controllate e agitazioni contadine misero in serie difficoltà le amministrazioni locali.
Le elezioni nel Regno delle Due Sicilie continentale invece si tennero nel mese di aprile. Il superamento di questa delicata fase non pose termine ad una disputa fra il sovrano, che considerava la Costituzione appena concessa come base del nuovo ordinamento rappresentativo, e la parte più radicale dei neoeletti che, al contrario, intendeva "svolgerla" (come si diceva con terminologia apparentemente neutra), ovvero il primo atto del Parlamento avrebbe dovuto essere la modifica della Costituzione appena promulgata.
Il 15 maggio 1848 a Napoli, il giorno successivo all'apertura della Camera, ci furono clamorose manifestazioni da parte dei deputati costituzionali (ed in particolare di quelli repubblicani). Fu quello il giorno decisivo per le sorti della Costituzione delle Due Sicilie: si ebbero a Napoli sbarramenti delle vie cittadine (in specie quelle prossime alla reggia) con barricate da cui partirono fucilate in direzione dei reparti schierati. Questi disordini determinarono l'inevitabile reazione regia e quindi lo scioglimento della Camera da parte di Ferdinando II. Un mese dopo, il 15 giugno, si tennero nuove elezioni ma gli eletti furono in gran parte quelli della passata elezione. Dopo la prima seduta la riapertura della Camera fu rinviata diverse volte di mese in mese fino al 12 marzo 1849, quando fu riaggiornata "a tempo indeterminato".

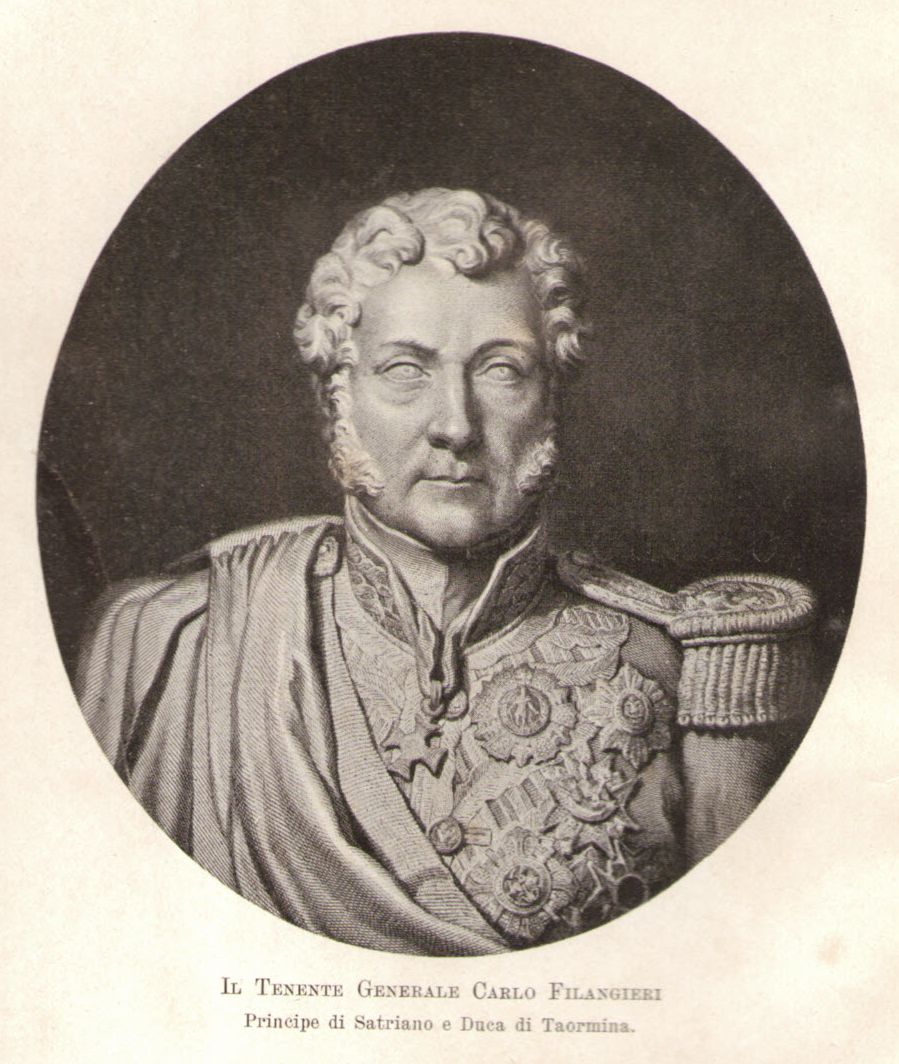
Carlo Filangieri, principe di Satriano. Protagonista delle guerre napoleoniche, soffocò la rivoluzione siciliana del 1848, fu successivamente primo ministro e ideatore della Costituzione del 1860

Ferdinando II in seguito ai fatti del 15 maggio decise di intraprendere una risoluta restaurazione assolutistica. Nel settembre 1848, dopo aver richiamato in patria l'armata napoletana schierata in Lombardia ed aver sospeso le attività parlamentari, il re decise di reprimere con la forza anche il separatismo siciliano. Già con il cosiddetto decreto di Gaeta Ferdinando II di Borbone riconquistò il possesso della Sicilia grazie alle azioni militari guidate del Generale Carlo Filangieri, sciogliendo l'assise e bombardando le piazzeforti della città di Messina (azione che fece guadagnare a Ferdinando II l'appellativo di "re bomba").
La dura repressione borbonica dell'estate del 1849 contro un governo provvisorio ormai instabile, decretava la fine dell'esperienza rivoluzionaria del 1848-1849 e l'ulteriore allargamento del preesistente divario tra la classe politica siciliana e quella napoletana.

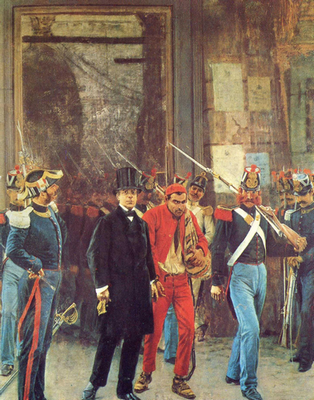
Carlo Poerio condotto all'ergastolo, esce dalla Vicaria di Castel Capuano ammanettato con un comune detenuto (Nicola Parisi)

Ferdinando II nominò Filangieri duca di Taormina e governatore della Sicilia. Con un decreto del re di Napoli del 15 dicembre 1849 venne imposto all'isola un debito pubblico di 20 milioni di ducati.

#### L'immobilismo politico e l'ostilità britannica
Anche se non vi fu una formale revoca della Costituzione, ma una sua "sospensione" a tempo indeterminato, dopo l'insurrezione siciliana e quella napoletana Ferdinando II decise di non intraprendere più alcuna riforma politica nel regno. Anche in questo caso vi fu un seguito di processi e condanne, tra cui quelle di Luigi Settembrini (illustre figura di filosofo ed educatore, già autore dalla Protesta del popolo delle Due Sicilie), Filippo Agresti e Silvio Spaventa. Al ristabilimento dell'assolutismo seguì una decisa repressione del movimento liberale e dei tentativi insurrezionali (F. Bentivegna, Carlo Pisacane).
Domate le fiamme divampate nel 1848, per far ritornare all'ombra della corona le amministrazioni locali, in tutto il regno furono sottoscritte delle petizioni con le quali i cittadini, rappresentati dai sindaci, richiedevano l'abolizione dello Statuto. Gli esponenti del mondo liberale sostennero che, per riconciliare la borghesia alla corona, fosse stato l'allora ministro segretario di stato Giustino Fortunato a concepire l'ingegnoso espediente legislativo della petizione. L'iniziativa della petizione, che suscitò polemiche da parte della stampa liberale, fu infine posta in atto sia al di qua, sia al di là del Faro, dove fu fondamentale l'opera persuasiva compiuta dal generale Filangieri nei confronti della classe politica siciliana. Solo una piccola minoranza di sindaci rifiutò di firmare, subendo via via la destituzione dalle cariche e la sorveglianza della polizia. Grandissima parte dei proprietari e della popolazione, invece, aderì spontaneamente all'iniziativa, in quanto stanca dei disordini provocati dagli avvenimenti di quegli anni. D'altronde, secondo Acton e il ceto dominante, le masse si sentivano estranee alle rivoluzioni volute dalle élite ed anelavano a vivere pacificamente.

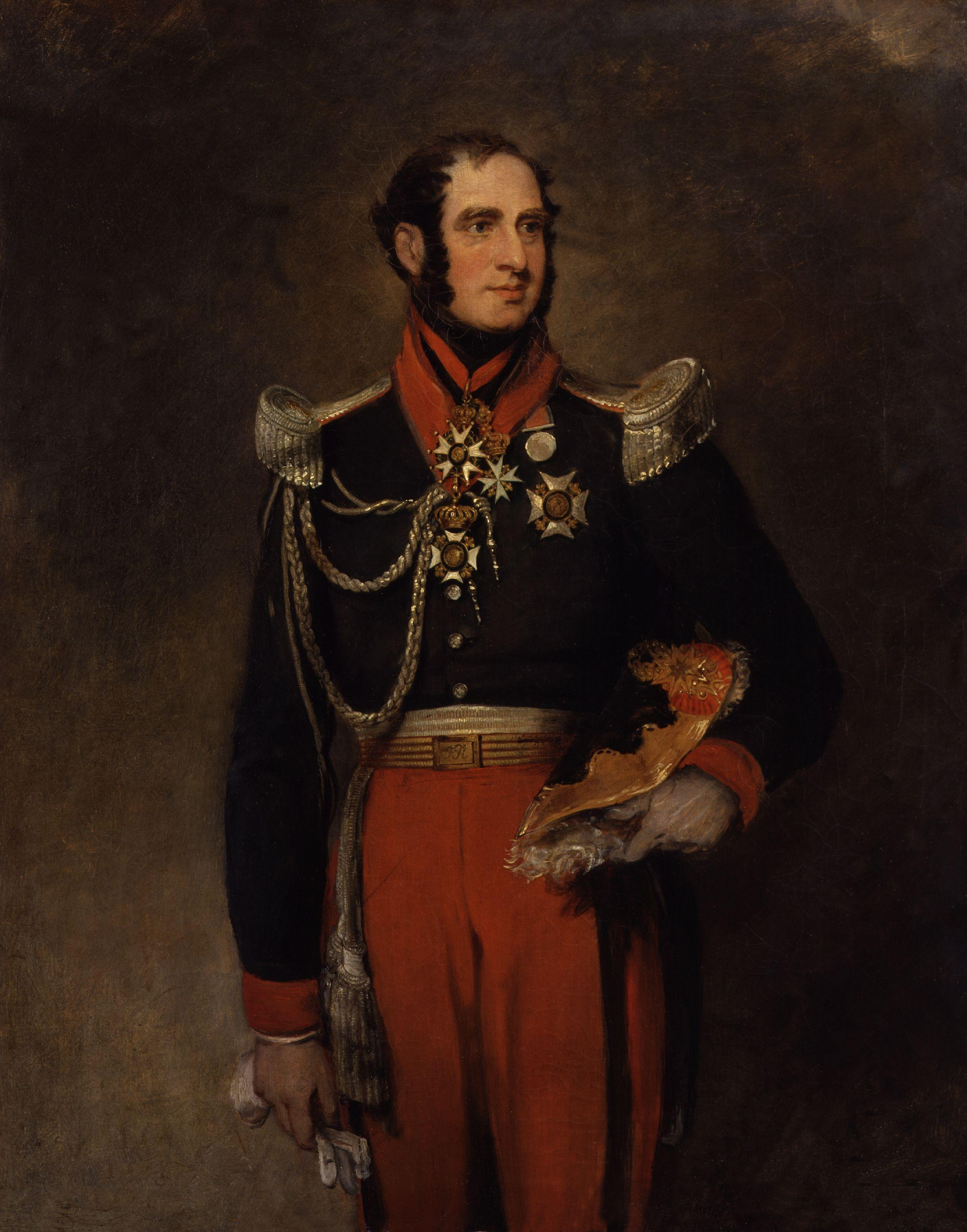
Il principe Paolo Ruffo di Castelcicala, ambasciatore napoletano a Londra e poi successore di Filangieri in Sicilia

Con gli eventi del biennio 1848-1849 quindi le idee liberali e l'atteggiamento tollerante di Ferdinando II vennero meno: il sovrano assunse una condotta inflessibile che, da un lato, gli consentì di riprendere il controllo del suo regno ma, dall'altro, fece sì che egli fosse dipinto come un "mostro" dalla stampa liberale europea. A tal proposito fecero grande impressione a Napoli gli scritti di Antonio Scialoja, tanto da indurre Ferdinando II a costituire un'apposita commissione atta a confutare pubblicamente le tesi dell'economista esule a Torino. Risonanza internazionale invece ebbero le lettere del politico britannico William Ewart Gladstone pubblicate nel 1851, il quale, descrivendo le condizioni delle carceri borboniche, arrivò a definire il governo napoletano "negazione di Dio". Quest'ultimo episodio irritò molto Ferdinando II, che intravedeva dietro la penna di Gladstone (il quale probabilmente non entrò mai in un carcere del Regno delle Due Sicilie) la mano dei liberali napoletani e, soprattutto, il ricatto del governo britannico.
A questo proposito, prima della pubblicazione delle missive di Gladstone, il primo ministro inglese Lord Aberdeen sollecitò più volte l'ambasciatore napoletano a Londra, il principe Ruffo di Castelcicala, a fare pressioni sul governo borbonico affinché adottasse una linea politica più liberale, paventando una futura diffusione delle lettere. Tuttavia il primo ministro delle Due Sicilie, Giustino Fortunato, non si rese conto della gravità della situazione e trascurò gli avvertimenti di Lord Aberdeen. In seguito allo scandalo suscitato dalla pubblicazione del carteggio, Ferdinando II costrinse il marchese Giustino Fortunato a dare le dimissioni dalla carica di primo ministro.
Ad aggravare ulteriormente l'ostilità del re verso le aperture politiche contribuì l'attentato compiuto da Agesilao Milano alla sua persona nel 1856. Questi, soldato calabrese mazziniano, nel giorno 8 dicembre 1856, approfittando della vicinanza del re (intento a passare in rassegna le truppe), colpì Ferdinando II con la baionetta procurandogli una profonda ferita all'addome che non ebbe esiti fatali.

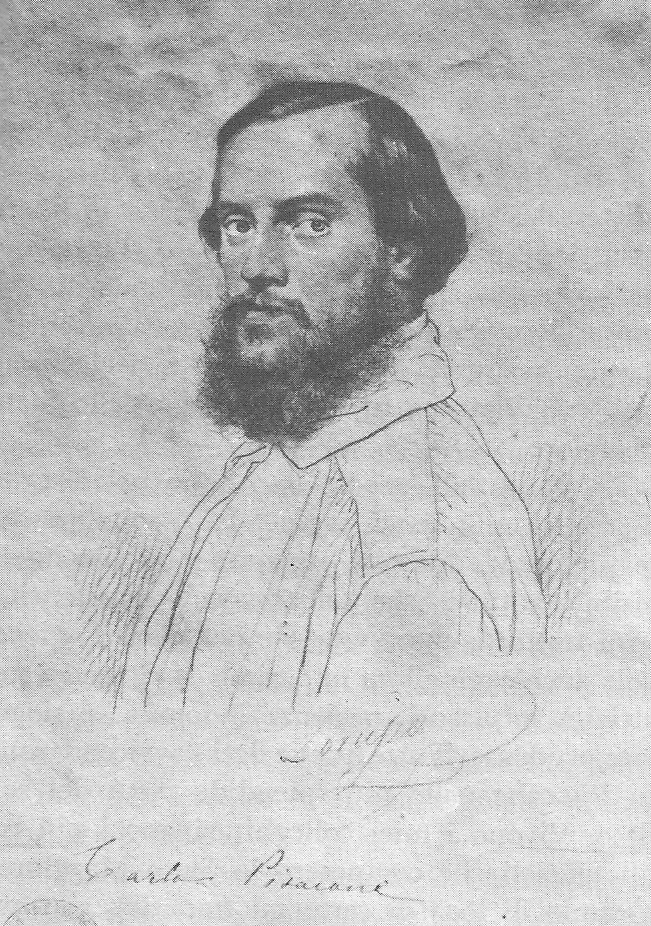
Carlo Pisacane

Pur di rompere l'immobilismo in cui era piombato il regno borbonico dopo il 1848, gli esuli rifugiatisi a Torino e a Parigi decisero di sostenere nel 1857 un piano ideato da Giuseppe Mazzini volto a sollevare le popolazioni italiane con spedizioni di rivoluzionari in vari punti della penisola. Il piano mazziniano prevedeva che la spedizione nelle Due Sicilie fosse affidata a Carlo Pisacane, ex ufficiale del Real Esercito, reduce delle battaglie di Lombardia e della difesa di Roma del 1848. Carlo Pisacane era un rivoluzionario dotato di ideali socialisti, su posizioni ben più radicali rispetto a Mazzini. Tuttavia l'idea della spedizione nel regno borbonico riuscì a riconciliare i due uomini, nonostante le grandi difficoltà che questa operazione comportava. Il 25 giugno 1857 Pisacane salpò da Genova col piroscafo "Cagliari" alla volta del Cilento meridionale, sperando di trovare in quei luoghi una popolazione pronta a sollevarsi contro i Borbone. Le autorità del reame, dopo lo sbarco di Pisacane a Sapri, riuscirono a fermare immediatamente il tentativo insurrezionale, aizzando la stessa popolazione locale contro gli insorgenti. Pisacane, ferito negli scontri di Padula, si suicidò il 2 luglio 1857 a Sanza.
Ferdinando II morì il 22 maggio 1859 a soli 49 anni in seguito ad una setticemia le cui cause sono tuttora controverse. Egli fu colpito da un'infiammazione all'inguine durante il viaggio da Napoli a Bari, città dove sarebbe sbarcata la giovane sposa bavarese del duca di Calabria; questa infiammazione non fu curata per tempo e gli ultimi tentativi di cura avvennero ormai in fase avanzata di sepsi, dopo un travagliato viaggio in nave da Bari a Napoli.
La reazione assolutistica, intrapresa da Ferdinando II per ristabilire l'ordine nel reame dopo le rivoluzioni del 1848, inaugurò nel Regno delle Due Sicilie quello che fu definito come un vero e proprio "decennio di immobilismo". Questo decennio fu caratterizzato da un crescente isolamento da parte delle potenze straniere, specialmente quelle facenti capo al Regno Unito, e da una cristallizzazione delle istituzioni borboniche su standard reazionari. Ferdinando II, estremamente deluso dall'esperienza costituzionale e fermamente convinto di dover conservare l'assolutismo, di fatto si rese responsabile dell'esodo di un'intera generazione di intellettuali e militari, a cui i campi di battaglia della prima guerra d'indipendenza, e le riforme intraviste nel 1848, avevano impresso un'indelebile volontà innovatrice. Questa generazione, delusa dalla mancata svolta costituzionale del regno e dalla reazione ferdinandea, trovò un'accettabile valvola di sfogo nella capitale del Regno di Sardegna, Torino, stato che invece dopo il 1848 aveva conservato il proprio "Statuto Albertino" e un primordiale ma significativo nucleo di libertà fondamentali e diritti civili. Il consolidamento di una sorta di monarchia costituzionale in Piemonte al contrario aveva inaugurato nel reame sabaudo un "decennio di preparazione", che vide il regno dei Savoia come unico punto di riferimento in Italia per la generazione votata alla "causa nazionale". Il decennio 1849-1859 fu quindi decisivo per i successivi avvenimenti che portarono alla conquista delle Due Sicilie nel 1860: il regno borbonico, ormai isolato diplomaticamente e dotato di una classe dirigente invecchiata e conservatrice, doveva confrontarsi in Italia con il reame dei Savoia, diplomaticamente favorito e sostenuto da nuove energie morali e politiche, compresi coloro che, oppressi, avevano abbandonato il Regno delle Due Sicilie. Il nuovo sovrano delle Due Sicilie, Francesco II, era ben consapevole di dover imprimere una rapida svolta al regno per recuperare il tempo perduto, ma suo malgrado fu costretto a gestire una crisi imprevedibile.

### Francesco II
Desiderando di dare a' Nostri amatissimi sudditi un attestato della nostra Sovrana benevolenza, Ci siamo determinati di concedere gli ordini costituzionali e rappresentativi nel Regno in armonia co' principii italiani e nazionali in modo da garantire la sicurezza e prosperità in avvenire e da stringere sempre più i legami che Ci uniscono a' popoli che la Provvidenza Ci ha chiamati a governare.
A quest'oggetto siamo venuti nelle seguenti determinazioni:
1 - Accordiamo una generale amnistia per tutti i reati politici fino a questo giorno;
2 - Abbiamo incaricato il commendatore D. Antonio Spinelli della formazione d'un nuovo Ministero, il quale compilerà nel più breve termine possibile gli articoli dello Statuto sulla base delle istituzioni rappresentative italiane e nazionali;
3 - Sarà stabilito con S. M. il Re di Sardegna un accordo per gl'interessi comuni delle due Corone in Italia;
4 - La nostra bandiera sarà d'ora innanzi fregiata de' colori nazionali italiani in tre fasce verticali, conservando sempre nel mezzo le armi della nostra Dinastia;
5 - In quanto alla Sicilia, accorderemo analoghe istituzioni rappresentative che possano soddisfare i bisogni dell'Isola; ed uno de' Principi della nostra Real Casa ne sarà il Nostro Viceré.
Portici, 25 giugno 1860.
firmato: FRANCESCO

La nuova bandiera tricolore voluta da Francesco II

Francesco II salì al trono a soli 23 anni il 22 maggio del 1859 assieme alla sua giovane consorte, Maria Sofia di Baviera (sorella della famosa "Sissi", moglie dell'imperatore Francesco Giuseppe). Di carattere mite, il suo regno per quanto breve fu molto intenso, in quanto dovette far fronte prima a una sommossa scoppiata nel 3º Reggimento Svizzero a Napoli, poi dovette affrontare la spedizione dei Mille e la delicata trasformazione costituzionale del suo regno. Travolto dagli eventi non riuscì a rompere l'isolamento politico del regno e a impedirne la dissoluzione, egli tuttavia si impegnò a riconcedere la Costituzione (cosa che fece con l'ausilio del Filangieri durante l'avanzata dei garibaldini in Sicilia) e alcune fonti storiche affermano che fosse sua volontà riprendere il percorso "riformista" interrotto nel 1849. Sotto il regno di Francesco II la vecchia classe dirigente ferdinandea venne completamente messa da parte: essa fu sostituita ovunque da personaggi di fede liberale.
Nello stesso periodo rientrarono in patria gran parte degli esuli che avevano lasciato le Due Sicilie dopo il 1848 per motivi politici, spesso andando ad occupare posizioni nel nuovo governo napoletano. Questo brusco cambio di regime fu uno dei principali motivi dell'indebolimento del Regno delle Due Sicilie nei convulsi giorni del 1860: le nuove istituzioni governative si ritrovarono in una situazione che richiedeva una risolutezza che mancò completamente in quei frangenti.
Il reame sopravvisse fino al 1861, quando, dopo la conquista della massima parte del suo territorio a opera di Giuseppe Garibaldi (in seguito alla spedizione dei Mille in Sicilia, iniziativa capace da un lato di raccogliere le volontà rivoluzionarie dei democratici del Partito d'Azione, dall'altro di agire con un tacito e parziale, ma reale, appoggio dei Savoia), le ultime fortezze borboniche (Gaeta, Messina e Civitella del Tronto) si arresero agli assedianti piemontesi.
La situazione siciliana nel 1860 era estremamente tesa. Dal 1849 fino alla morte di Ferdinando II si visse in Sicilia un decennio di relativa quiete, grazie all'azione repressiva ed allo stesso tempo riconciliatrice svolta dai luogotenenti del re Carlo Filangieri e Paolo Ruffo. Tuttavia alla morte dell'autoritario sovrano si riaccesero nell'Isola aspirazioni rivoluzionarie. Gran parte della nobiltà isolana, specialmente quella palermitana, era nettamente schierata dalla parte della fazione liberale ed unitaria, e molti dei suoi giovani rampolli avevano un ruolo attivo nelle attività cospirative. Dopo la vittoria di Solferino si ebbe in tutto il Reame una grande ondata di entusiasmo verso la causa italiana, che alimentò le fiamme insurrezionali che di lì a poco sarebbero divampate. Nei primi mesi del 1860 partirono dall'Isola accorati appelli a Garibaldi affinché si mettesse alla testa di una nuova rivoluzione siciliana. Garibaldi dal canto suo rispondeva che sarebbe partito appena i siciliani avessero preso le armi. Con l'intento di provocare una rivolta generale quindi alcuni giovani nobili organizzarono una sommossa armata per il giorno 4 aprile 1860, accumulando di nascosto armi in un vecchio deposito all'interno del convento della Gancia. La polizia borbonica, efficacemente guidata dal Maniscalco, venne a conoscenza della rivolta ed il giorno 4 aprile le Reali Truppe fecero irruzione nel convento della Gancia, sequestrando le armi ed arrestando i cospiratori.

Cacciatori del Real Esercito

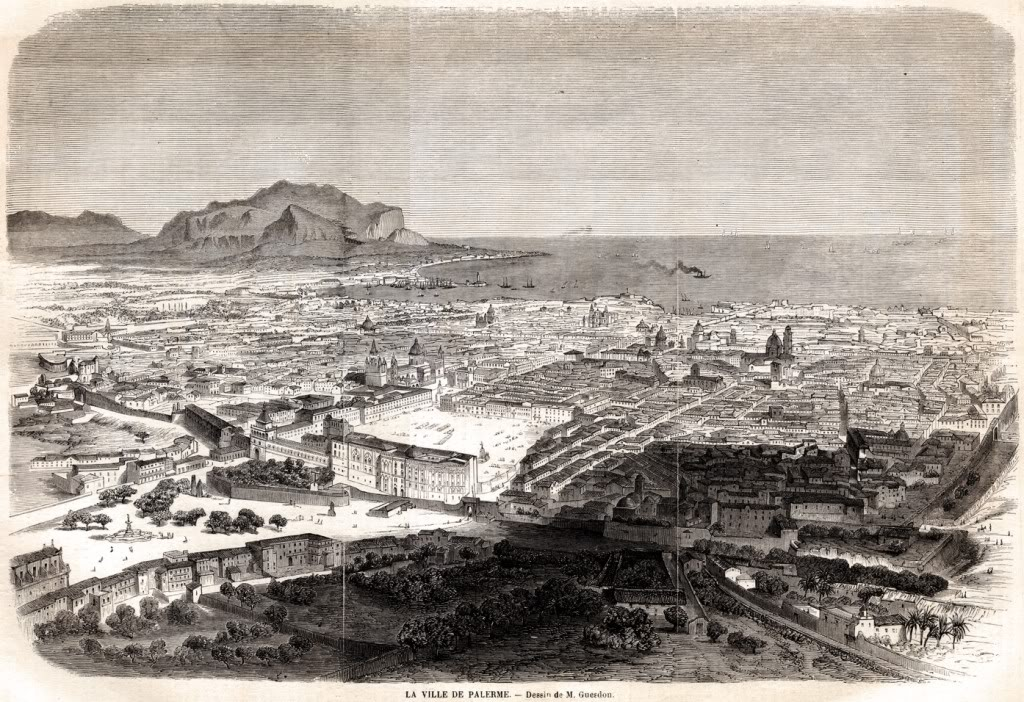
Palermo nel 1860

Da quel giorno il Distretto di Palermo venne posto in stato di assedio e i Consigli di Guerra del Real Esercito eseguirono 13 fucilazioni tra i giovani cospiratori, contribuendo ad esasperare gli animi nella capitale siciliana.

### La spedizione dei Mille
Garibaldi quindi, preceduto da Rosolino Pilo e supportato dagli esuli siciliani a Torino Francesco Crispi e Giuseppe La Farina, decise di sbarcare in Sicilia per guidare l'insurrezione dell'isola, con l'ambigua copertura diplomatica e militare del governo sabaudo. La polizia borbonica anche in questo caso venne a sapere anticipatamente del progetto di Garibaldi, e subito si organizzò un piano di pattugliamento delle coste siciliane da parte dell'Armata di Mare e dell'Esercito. Tuttavia, in modo del tutto fortunoso, le due navi piemontesi su cui erano imbarcati i Mille di Garibaldi, riuscirono ad attraversare il tratto di costa presieduto dalla pirofregata Stromboli e, nelle prime ore dell'11 maggio 1860, i garibaldini iniziarono tranquillamente le operazioni di sbarco nel porto di Marsala.
Lo Stromboli, che quel giorno aveva dovuto fermarsi per alcune ore al porto di Trapani, arrivò a Marsala solo a sbarco avvenuto, insieme alle navi Partenope e Capri, e non poté fare altro che effettuare un tardivo quanto inefficace bombardamento. Il ritardo decisivo con cui venne aperto il fuoco contro i Mille fu causato innanzitutto della presenza di navi inglesi nel porto siciliano, le quali rischiavano di essere bersagliate dalle granate borboniche con gravissime conseguenze politiche. Nel frattempo l'ufficio telegrafico di Marsala aveva già spedito a Palermo la notizia dello sbarco, ed il giorno successivo il governo napoletano emise una nota ufficiale in cui si deplorava duramente il governo di Torino per aver permesso un simile atto di pirateria.
Francesco II reagì facendo pressioni su alcuni celebri generali napoletani, tra cui l'esperto ex-primo ministro Carlo Filangieri, affinché andassero a dirigere le operazioni in Sicilia. Tuttavia nessuno accettò il gravoso compito, e Filangieri, in alternativa, propose come comandante in capo delle Reali Truppe in Sicilia il generale Ferdinando Lanza, suo vecchio commilitone, il quale assunse questo incarico il 15 maggio 1860. Appena insediatosi Lanza apprese della ritirata di Landi a Calatafimi senza prendere nessun provvedimento atto a contrastare l'avanzata di Garibaldi, che poteva fare affidamento ora anche su migliaia di siciliani organizzati in bande armate. L'unica decisione presa da Lanza in quei giorni riguardò l'eliminazione dei posti di guardia a Palermo, rendendo così la città incontrollabile. Egli non compì nessuna azione offensiva all'interno dell'isola, nonostante le continue esortazioni del re, convinto di dover aspettare Garibaldi a Palermo e vanificando così le lunghe marce di inseguimento della colonna "Von Mechel".
A Napoli la fiducia in Lanza crollò repentinamente e Francesco II poté ben poco per rimediare ai suoi errori.
Il giorno 27 maggio, dopo aver perso preziosissimi giorni, Lanza fu finalmente attaccato da Garibaldi a Palermo. Seguirono 3 giorni di aspri combattimenti per le vie cittadine, in cui le truppe borboniche furono più volte sul punto di sopprimere le improvvisate difese rivoluzionarie. Ma proprio nel momento in cui i garibaldini sembravano essere sopraffatti, anche grazie all'ingresso in città della colonna "Von Mechel", Lanza decise di stipulare un armistizio che di fatto decretò la conquista di Palermo da parte degli insorti.
Il principe Filangieri, capendo che la situazione stava precipitando, propose al giovane sovrano una soluzione diplomatica alla crisi: egli, facendosi portavoce delle intenzioni di Napoleone III, esortò caldamente Francesco II ad abbandonare la fallimentare linea politica austriaca e ad avvicinarsi alla causa francese (da sempre cara al principe di Satriano), concedendo la Costituzione ed occupando lo Stato Pontificio al posto delle truppe francesi: solo così l'Impero Francese avrebbe potuto supportare i diritti delle Due Sicilie in Italia, contrastando al contempo gli interessi inglesi nel Mediterraneo. Francesco II rifiutò decisamente questo piano, parendogli cosa indegna occupare i territori del papa, e si limitò a promulgare una nuova Costituzione di tipo francese. L'atteggiamento di Francesco II causò le dimissioni del Filangieri, il quale si ritirò dalla vita politica e militare.
L'impresa di Garibaldi stupì i contemporanei per le capacità di comando dimostrate dal condottiero nizzardo e dai suoi ufficiali e per la rapidità con cui i Mille, aumentati progressivamente a 50.000, riuscirono a conquistare il regno, nonostante l'iniziale disparità delle forze in campo. Dopo la decisiva occupazione della Sicilia, nel reame avvennero insurrezioni guidate dai numerosi liberali di nuova e vecchia data (coordinati da Silvio Spaventa) che, non soddisfatti dagli ordinamenti costituzionali concessi dal governo borbonico, si schierarono decisamente a favore dell'unificazione. Il movimento unitario nelle Due Sicilie pescava a piene mani nella borghesia meridionale: l'apporto di questa classe sociale fu importantissimo in quel periodo.

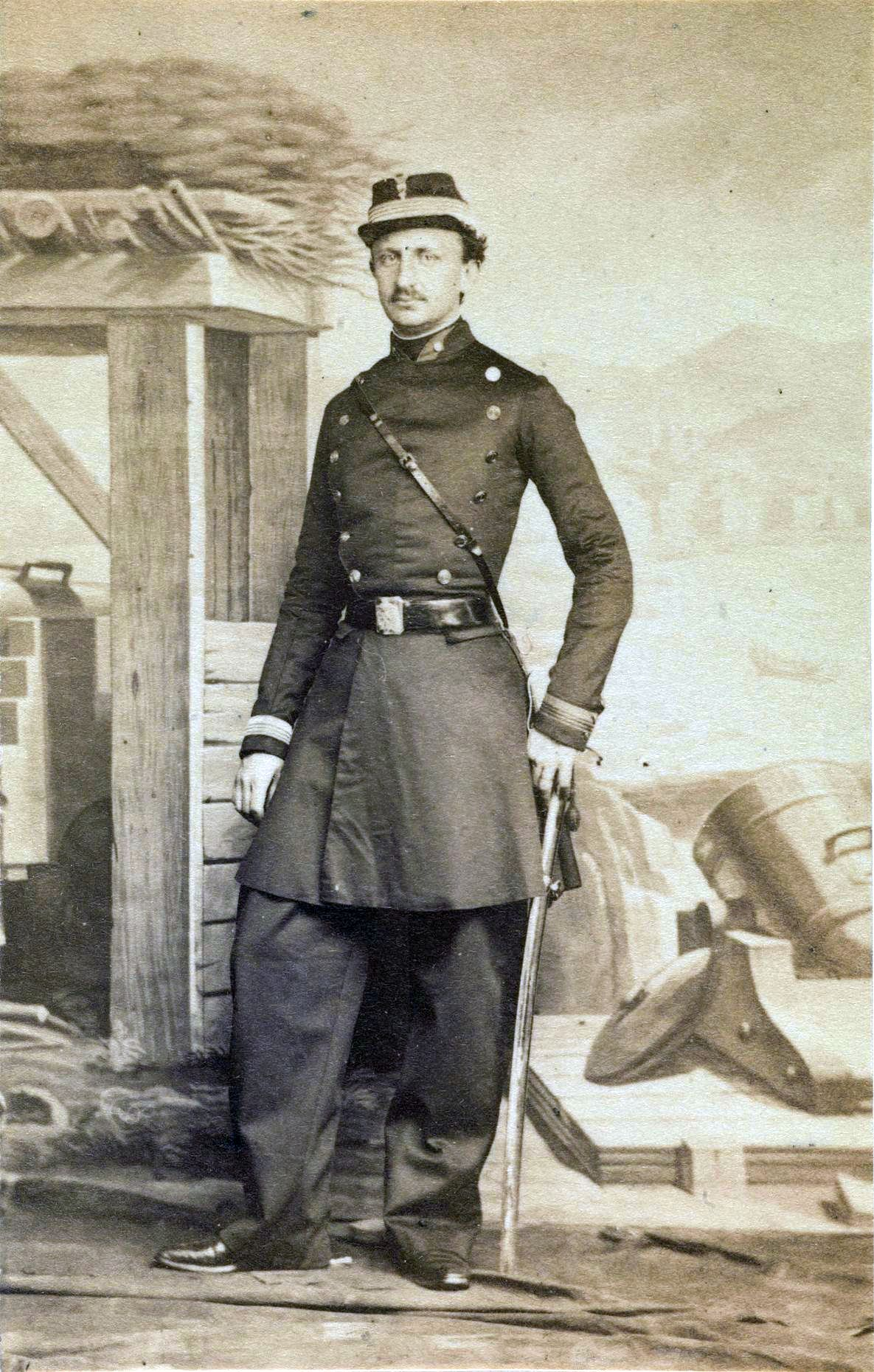
Francesco II in uniforme, in una foto di Pierre Petit

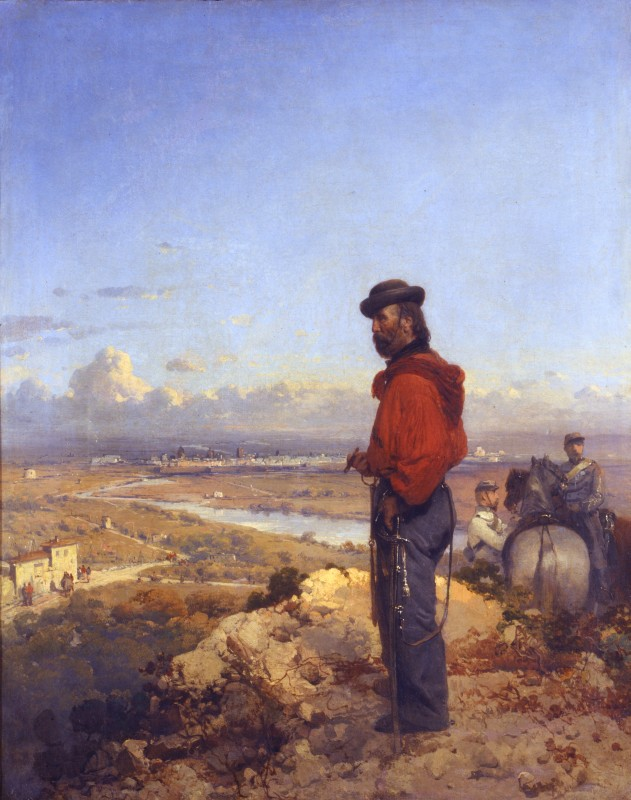
Garibaldi dinanzi a Capua

Non erano certo bande di straccioni, perché la borghesia più eletta vi dava largo contingente. La rivoluzione si compiva in nome dell'idea morale; e i ricordi storici, e le poesie patriottiche infiammavano di ardore lirico quei cospiratori e quei soldati. Disfarsi dei Borboni, conseguire la libertà durevolmente, tradurre in atto il pensiero di Dante e di Machiavelli e confidare in una rigenerazione morale ed economica di un nuovo stato di cose, che non fosse Repubblica, ritenuta sinonimo di disordini, ma Monarchia costituzionale e nazionale, con un Re, divenuto anche lui una leggenda: ecco l'ideale che sfuggiva alle analisi e alle riflessioni, e mutava la conservatrice e ricca borghesia in forza rivoluzionaria; ideale non fumoso, anzi in via di realizzazione per un provvidenziale concorso di circostanze.»
(Raffaele de Cesare, La fine di un Regno, Volume II, pag. 350)

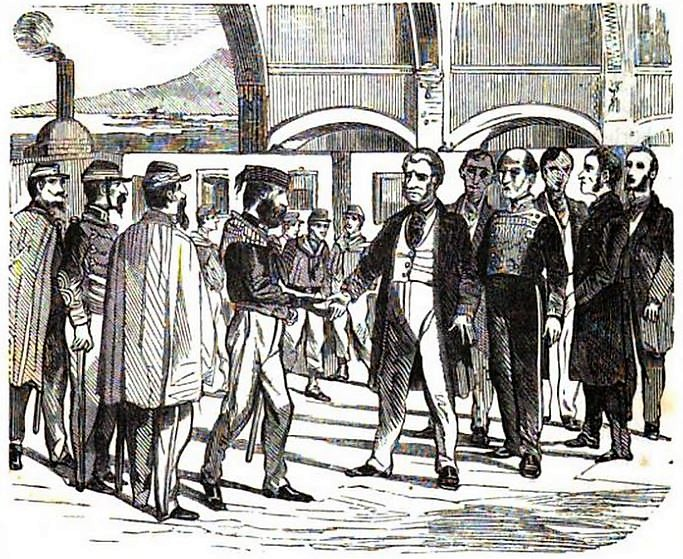
Liborio Romano riceve Garibaldi alla stazione di Napoli

La prima insurrezione fu quella della provincia di Basilicata, iniziata a Corleto Perticara il 16 agosto e culminata con la presa di Potenza del 18 agosto e successiva proclamazione di un governo provvisorio in nome di Garibaldi e Vittorio Emanuele II. Ne seguirono altre, con o senza proclamazioni ufficiali, in Terra di Bari con l'insurrezione di Altamura del 21 agosto, in Calabria Citeriore con Cosenza il 24 agosto, in Calabria Ulteriore Prima con Catanzaro il 26 agosto e nel Principato Citeriore con Auletta il 31 agosto. Con la città di Benevento, enclave dello Stato Pontificio, che aveva costretto alla fuga i soldati bavaresi che la tenevano già dal 22 luglio, insorse il Principato Ulteriore il 2 settembre. In Abruzzo un governo provvisorio fu proclamato il 9 settembre.
Le armate borboniche sulle prime non riuscirono ad organizzare un'efficace resistenza, sebbene in ciò ebbero parte anche numerosi episodi documentati di insubordinazione e di corruzione degli stessi ufficiali generali, generalmente ultrasettantenni, per gran parte ex carbonari ed ex murattiani richiamati in servizio da Ferdinando II nel 1831, i quali non si potevano dire sostenitori del partito filo-austriaco dominante nella corte borbonica. Il giovane ed inesperto Francesco II, ricevendo a Napoli notizie contrastanti, non riuscì a contenere la fallimentare conduzione delle operazioni in Sicilia del generale Lanza, che non fece niente per avvalersi della sua netta superiorità in uomini e mezzi (disponeva in Sicilia di circa 24.000 uomini), provocando profondi malumori nelle stesse Truppe Reali. In particolare si ricorda la grave decisione del generale Landi a Calatafimi di far ritirare i Cacciatori napoletani proprio nel momento di massima difficoltà per i Mille.
L'esasperazione dei soldati del Real Esercito raggiunse il culmine in Calabria: qui il generale Briganti (già fautore del bombardamento di Palermo nei giorni dell'Insurrezione), dopo aver dato alle truppe l'ennesimo ordine di ritirarsi senza combattere di fronte ai garibaldini, fu fucilato dai suoi stessi uomini che, credendolo un traditore, non tollerarono l'ulteriore rifiuto da parte del proprio comandante di attaccare un nemico tanto più debole. Decisivo fu anche il ruolo svolto dagli alti ufficiali dell'Armata di Mare che sostanzialmente si rifiutarono di affondare le navi garibaldine nel loro passaggio dalla Sicilia alla Calabria e che, successivamente, secondo gli storici filoborbonici consegnarono gran parte delle proprie navi deliberatamente alla Marina Sabauda.
L'inazione degli ufficiali superiori borbonici, a ragione o a torto sospettati di tradimento dai posteri, è però parzialmente spiegabile se si considera che in quel periodo, tra i vertici dei ministeri napoletani, era diffusa la convinzione che ci sarebbe stata una rapida reazione diplomatica da parte delle potenze straniere contro quella che a Napoli si considerava un'invasione del tutto illegittima o, più semplicisticamente, un atto di pirateria. Effettivamente l'attività diplomatica in quei giorni fu frenetica, ma il re si accorse troppo tardi di essere stato ormai abbandonato al proprio destino da parte delle principali potenze, soprattutto a causa delle politiche di isolamento attuate dal padre Ferdinando II dopo il 1848/49.

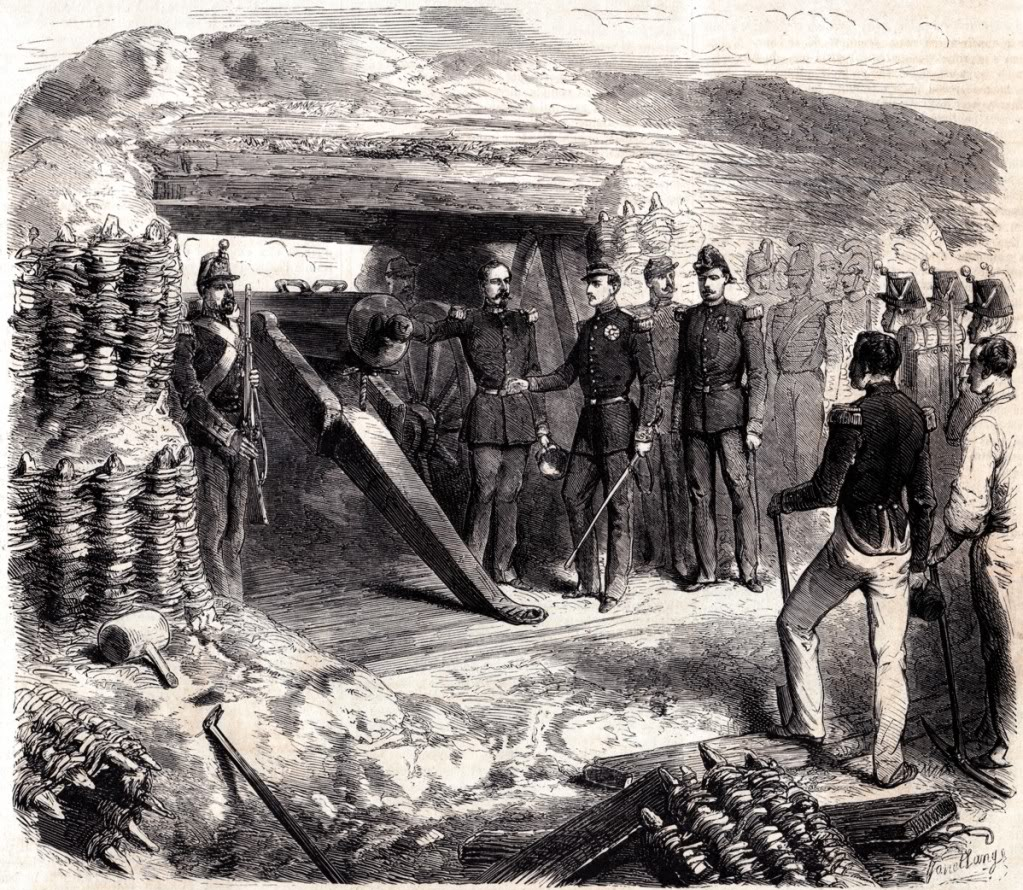
Castello di Gaeta, Francesco II passa in rassegna una postazione d'artiglieria del Real Esercito durante l'assedio

Secondo Raffaele de Cesare il problema era costituito dal fatto che i generali, sospettosi e gelosi l'uno dell'altro e con tendenza a schivare le responsabilità, non avevano nessuna intenzione di rischiare la vita o la reputazione per un re che non era amato, né temuto..
Lo storico borbonico de' Sivo così descriveva la situazione delle forze armate del Regno delle Due Sicilie nel 1860;
«... Gli uffiziali in gran parte né onesti, né sapienti, surti per favori, beneficiati oltre misura, avean grosse mercedi, croci cavalleresche, percettorie, collegi gratis a' figliuoli, e a' figliuoli e nepoti uffizii per grazia in magistratura, in amministrazioni, nelle finanze e nell'esercito. Fatto i Sardanapali all'ombra de' gigli, presero la croce sabauda piuttosto per iscansar fatiche, che per congiurazione. Non che congiuratori vi mancassero, ma i più subirono la congiurazione per codardia. » .

«… Da più anni si sussurrava di furti grandi nella costruzione di legni, negli arsenali, sulle mercedi agli operai, sulle tinte de' bastimenti, e su vettovaglie, polvere e carbone. ...[ ]...Ma il male interno era la mancanza di nesso tra gli uffiziali, i pensieri diversi, le avidità, le malizie, l'ignavia di ciascuno. Pochi eran buoni.»
(Storia delle Due Sicilie dal 1847 al 1861, vol. III, p.122)
Solo nella parte conclusiva della campagna, con la battaglia del Volturno, il regno ritrovò la dignità di un'ultima resistenza. Il re Francesco II decise di non combattere nella città di Napoli (seppur ben munita e fortificata), ma di attestarsi nelle piazzeforti della pianura campana per tentare la controffensiva e la successiva riconquista del reame. Le Truppe Reali si batterono valorosamente sul Volturno, mettendo in difficoltà le schiere garibaldine. Tuttavia l'intervento delle armate sarde, in fase di congiunzione ai garibaldini, e soprattutto gli errori strategici commessi dallo Stato Maggiore, decretarono la decisiva sconfitta. La volontà di non arrendersi fu dimostrata anche dalla fortezza assediata di Gaeta, dove si rifugiò la famiglia reale e nella quale circa 13.000 soldati, ciò che rimaneva dell'esercito napoletano, si trovarono a fronteggiare in un logorante assedio le armate del Regno di Sardegna, che sostituirono in parte l'esercito meridionale, in fase di scioglimento per volontà dello stato maggiore piemontese.
Circondata, Gaeta fu sottoposta ad un blocco navale e pesantemente bombardata dal mare e da terra, sino alla resa (Assedio di Gaeta), la fortezza poté resistere cento giorni anche perché per settanta giorni fu protetta dal mare dalla flotta francese.

### Fine del regno
La fine del regno si articolò in una serie di momenti distinti successivi alla spedizione dei Mille, tra l'ottobre del 1860 e il marzo del 1861.
Il 13 febbraio 1861 Francesco II di Borbone si arrese a Gaeta, ultimo baluardo del suo regno capitolando dopo 102 giorni di resistenza ai bombardamenti e all'assedio delle truppe sabaude del generale Enrico Cialdini (assedio di Gaeta 1860-1861): cessò così di esistere il Regno delle Due Sicilie.
Formalmente, le Due Sicilie furono annesse a larga maggioranza al Piemonte-Sardegna dopo l'esito dei due plebisciti d'annessione tenutisi nelle province napoletane e nelle province siciliane il 21 ottobre 1860, i cui risultati furono formalizzati con i regi decreti 17 dicembre 1860, nn. 4498 e 4499 («Le province napoletane fanno parte del Regno d'Italia» e «Le province siciliane fanno parte del Regno d'Italia»). La decisione dell'annessione immediata ed incondizionata delle Due Sicilie al Regno di Sardegna fu fortemente voluta dal primo ministro conte di Cavour, che, spaventato dalla prospettiva di un'affermazione democratico-popolare e repubblicana nei territori meridionali conquistati da Garibaldi, fece di tutto affinché la spedizione dei Mille non scivolasse verso una soluzione di sinistra. Annessione voleva dire vaccinazione contro il rischio rivoluzionario, contro il "disordine sociale", perciò si cercò subito di stabilire delle intese con gli esponenti meno compromessi del vecchio regime (esemplare fu il comportamento ambiguo tenuto in quei frangenti da Liborio Romano), e soprattutto si cercò di rassicurare il vecchio ceto agrario, il cui appoggio era indispensabile per il controllo politico del Mezzogiorno.

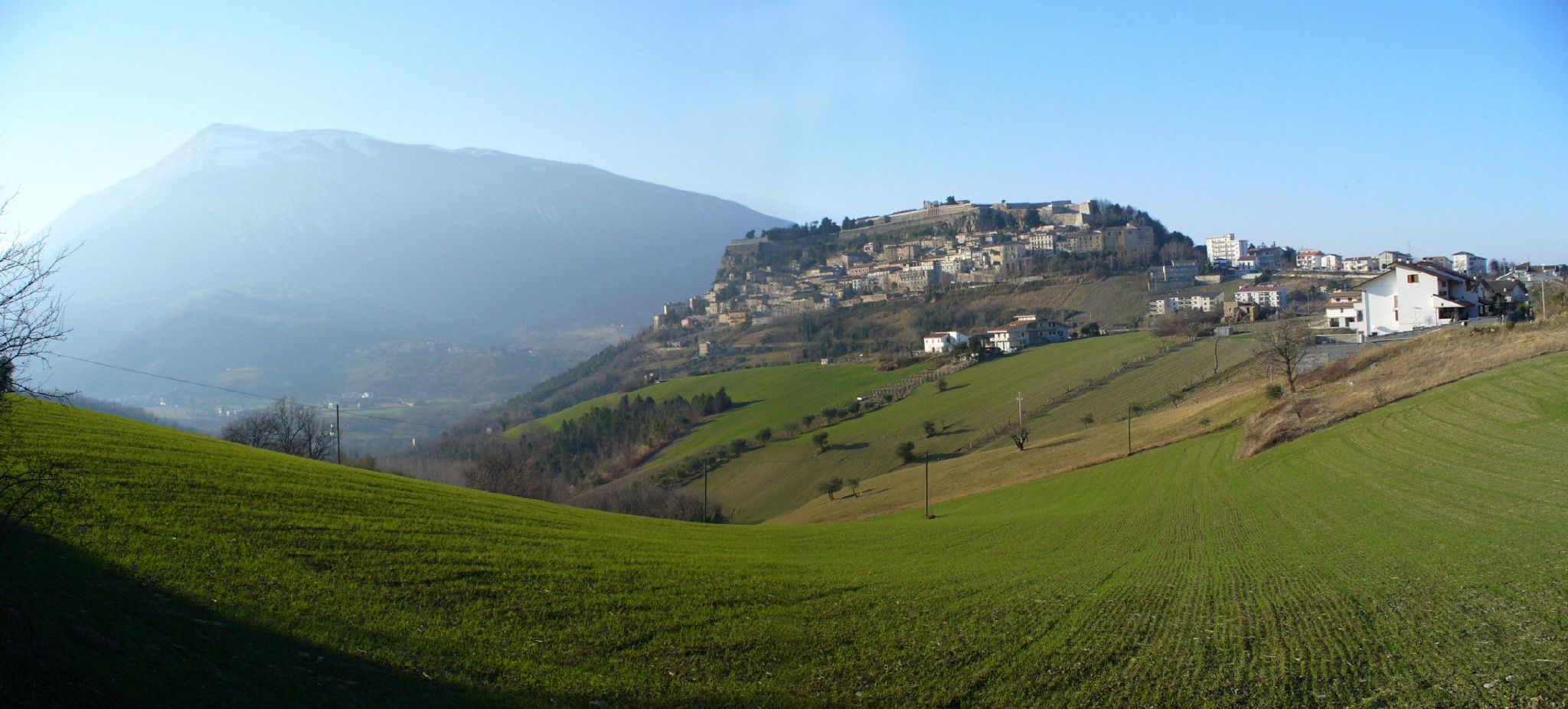
Panorama della fortezza di Civitella del Tronto oggi

Il Regno Delle Due Sicilie cessò formalmente di esistere con l'elezione del nuovo parlamento italiano il 27 gennaio 1861, successiva ai plebisciti d'annessione. Al nuovo parlamento italiano, comprendente anche i deputati dei territori di recente annessione, fu quindi presentato un progetto di legge del 21 febbraio per la proclamazione del nuovo Regno d'Italia, che divenne atto normativo il 17 marzo 1861. La guerra contro le forze dei Borbone era intanto formalmente terminata con la conclusione dell'assedio di Gaeta e la resa di Francesco II, il 17 febbraio; la cittadella di Messina si arrese solo il 12 marzo e la fortezza di Civitella del Tronto, ultima roccaforte borbonica, con 400 uomini, il 20 marzo.
I governi della nuova Italia furono ben lontani dall'assicurare la realizzazione di quegli ideali di unità della patria e di eguaglianza dei cittadini adombrati dall'idealismo di Giuseppe Mazzini e della generazione protagonista delle lotte risorgimentali. Raffaele de Cesare, nella sua opera La fine di un Regno, giudicò così le conseguenze dell'annessione:
Nei primi anni del nuovo regime, gli odi locali furiosamente riscoppiarono, e i maggiori ricchi furono bollati per retrivi ed esclusi dalla vita pubblica, si sfogarono vecchi rancori e si compirono non poche vendette, soprattutto nel periodo della legge Pica del 1863, e della legge Crispi del 1866. Poi si fecero le paci in apparenza, ma in sostanza gli odi non si prescrissero. (…) Le province dell'antico regno ebbero leggi e ordinamenti contrari al loro carattere e alle loro tradizioni. Anche i piccoli comuni della Sicilia, della Basilicata, dell'Abruzzo e delle Calabrie sono governati dalle stesse leggi che regolano le maggiori città d'Italia. Non si tenne conto di nulla; ma tutto fu confuso in un'unità meccanica, che, a considerarla bene, è la causa dei presenti malanni e dei pericoli che minacciano il regno. Se le leggi politiche dovevano essere uguali per tutto il paese, le leggi organiche dovevano tener conto della storia e della geografia: due cose le quali non si possono offendere impunemente»
(Raffaele de Cesare, La fine di un Regno, volume II, capitolo VI)

Il politico e meridionalista Giustino Fortunato sottolineava invece le profonde differenze con cui il Regno delle Due Sicilie faceva il suo ingresso nel Regno d'Italia: 
(Il Mezzogiorno e lo Stato Italiano, vol. II, Giustino Fortunato, pag. 340)

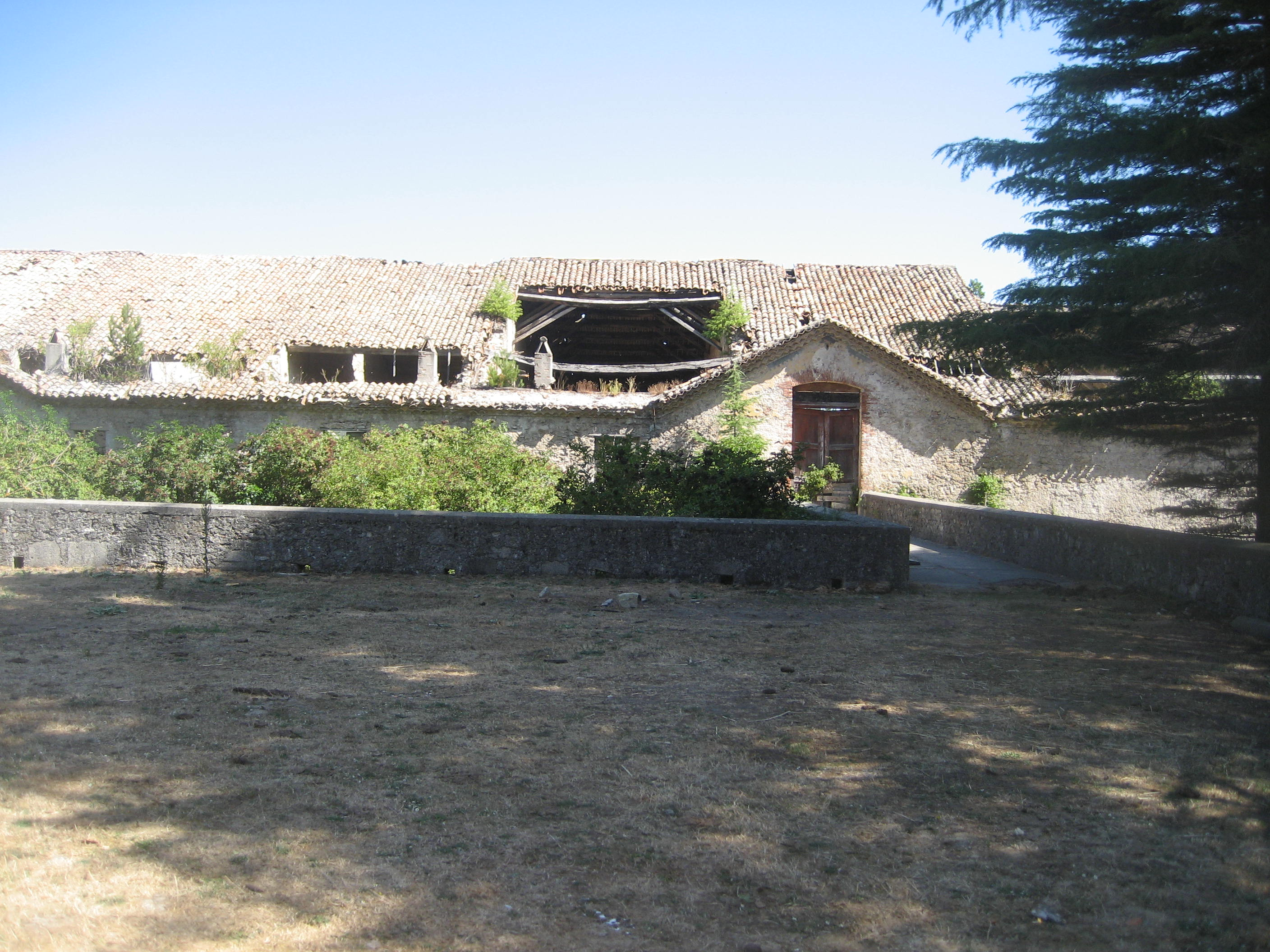
Resti delle fonderie di Ferdinandea

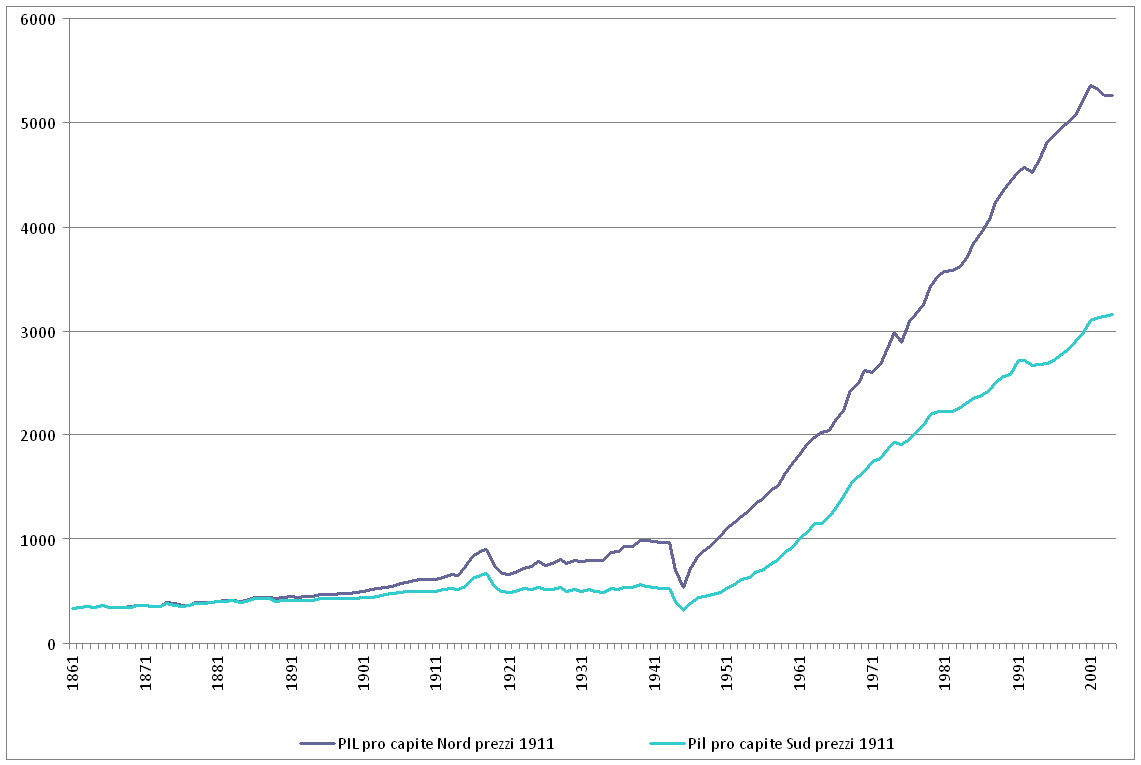
PIL pro-capite di Nord e Sud (celeste) dal 1861 al 2004 secondo Daniele-Malanima

Perduta l'indipendenza i settori produttivi dell'ex reame borbonico entrarono in una profonda crisi. Finché il nuovo Stato non avviò una politica di industrializzazione (1878) le ripercussioni dell'annessione prima e le politiche doganali adottate poi, segnarono la fine delle non più "protette" imprese meridionali rispetto alla concorrenza europea ed italiana, contribuendo alla nascita della questione meridionale.

## Società

### Lingue
Le lingue del Regno delle Due Sicilie riflettono la ricca diversità culturale e storica di questo stato dell'Italia meridionale. La lingua ufficiale era l'italiano, utilizzato per la burocrazia, l'istruzione e le comunicazioni formali. Tuttavia, le lingue parlate quotidianamente dalla popolazione erano varie. Nei territori continentali, come la Campania e la Calabria, predominavano i dialetti napoletani e calabresi, che fanno parte del gruppo delle lingue meridionali intermedie.
In Sicilia, si parlava principalmente il siciliano, una lingua con una storia e una letteratura proprie. Inoltre, nei vari territori del regno, erano presenti minoranze linguistiche, come i grecofoni in Calabria e Puglia, e gli albanesi in Sicilia e Calabria, che parlavano rispettivamente il greco e l'albanese. Questa pluralità linguistica era un riflesso della storia di colonizzazione e dominazione di diverse culture che caratterizzava il Regno delle Due Sicilie.
Come spesso accade, l'evoluzione dei vari dialetti del regno non è facilmente percorribile, dal momento che i dialetti praticamente mai venivano trascritti e venivano utilizzati in modo esclusivo il latino e l'italiano per la comunicazione scritta. Nel regno, la comunicazione scritta era essa stessa assai rara considerato l'elevato tasso di analfabetismo che ha da sempre caratterizzato l'Italia meridionale. Cionondimeno, in modo residuale si rinvengono a volte delle tracce dei dialetti in alcune espressioni utilizzate dalle persone istruite, ad esempio nella corrispondenza; anche alcune metodologie come la linguistica comparativa consentono di rintracciare alcune caratteristiche dell'evoluzione storica dei dialetti.
Una delle poche testimonianze relative alla lingua in uso nel Medioevo nel Regno di Napoli è quella di Salimbene de Adam (XIII sec. d. C.) il quale, nella sua Cronaca, nota la totale assenza dell'uso dei pronomi di cortesia nelle lingue dei pugliesi e dei siciliani i quali, secondo quanto riportato dall'autore, darebbero del "tu" anche all'imperatore mentre, al contrario, i Lombardi darebbero del "voi" anche a un "ragazzo solo". Tali differenze regionali si ritrovano anche nell'italiano contemporaneo.

### Religioni
Le religioni nel Regno di Napoli e, successivamente, nel Regno delle Due Sicilie erano principalmente il cattolicesimo romano, che era la religione di stato e profondamente intrecciata con la vita politica, sociale e culturale del regno. La Chiesa cattolica aveva una forte influenza e gestiva molte istituzioni educative e caritative. Nonostante la predominanza del cattolicesimo, erano presenti anche altre comunità religiose e piccole comunità ebraiche vivevano principalmente nelle città maggiori come Napoli e Palermo, dove godevano di una relativa tolleranza e partecipavano attivamente alla vita economica. Inoltre, vi erano minoranze di rito greco-cattolico, soprattutto in Calabria e in Sicilia, dovute alla storica presenza bizantina e all’immigrazione di comunità albanesi. Queste comunità mantenevano le loro tradizioni religiose e culturali, pur rimanendo in comunione con la Chiesa di Roma.
Molto più variegato era, invece, il panorama delle religioni del Regno di Napoli nel corso del Medioevo. La maggior parte delle città e dei borghi aveva delle comunità ebraiche e musulmane (i cosiddetti "mori"); tali comunità si ridussero sensibilmente nei secoli successivi. In particolare, le varie comunità ebraiche si ridussero con gli editti di espulsione emanati nel corso del Cinquecento a partire da Ferdinando il Cattolico (1510). Con l'editto di espulsione di Carlo V d'Asburgo (1541), ebrei e cristiani novelli divennero una realtà insignificante nel Regno di Napoli.

## Politica

### Cronologia dei regnanti
- Ferdinando I delle Due Sicilie 1816-1825 (già Ferdinando IV di Napoli 1759-1806 e 1815-1816 e Ferdinando III di Sicilia 1759-1816)
- Francesco I delle Due Sicilie 1825-1830
- Ferdinando II delle Due Sicilie 1830-1859
- Francesco II delle Due Sicilie 1859-1861

### Suddivisioni amministrative

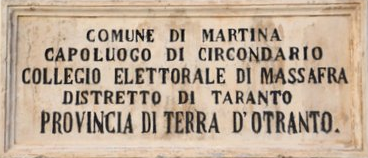
Targa del Circondario di Martina

Il regno comprendeva le attuali regioni Abruzzo, Basilicata, Calabria, Campania, Molise, Puglia e Sicilia, oltre a gran parte dell'odierno Lazio meridionale (distretti di Sora e Gaeta) e all'area orientale dell'attuale provincia di Rieti (distretto di Cittaducale). Al reame inoltre apparteneva, incluso amministrativamente nella provincia di Capitanata, l'arcipelago di Pelagosa, oggi parte della Croazia.

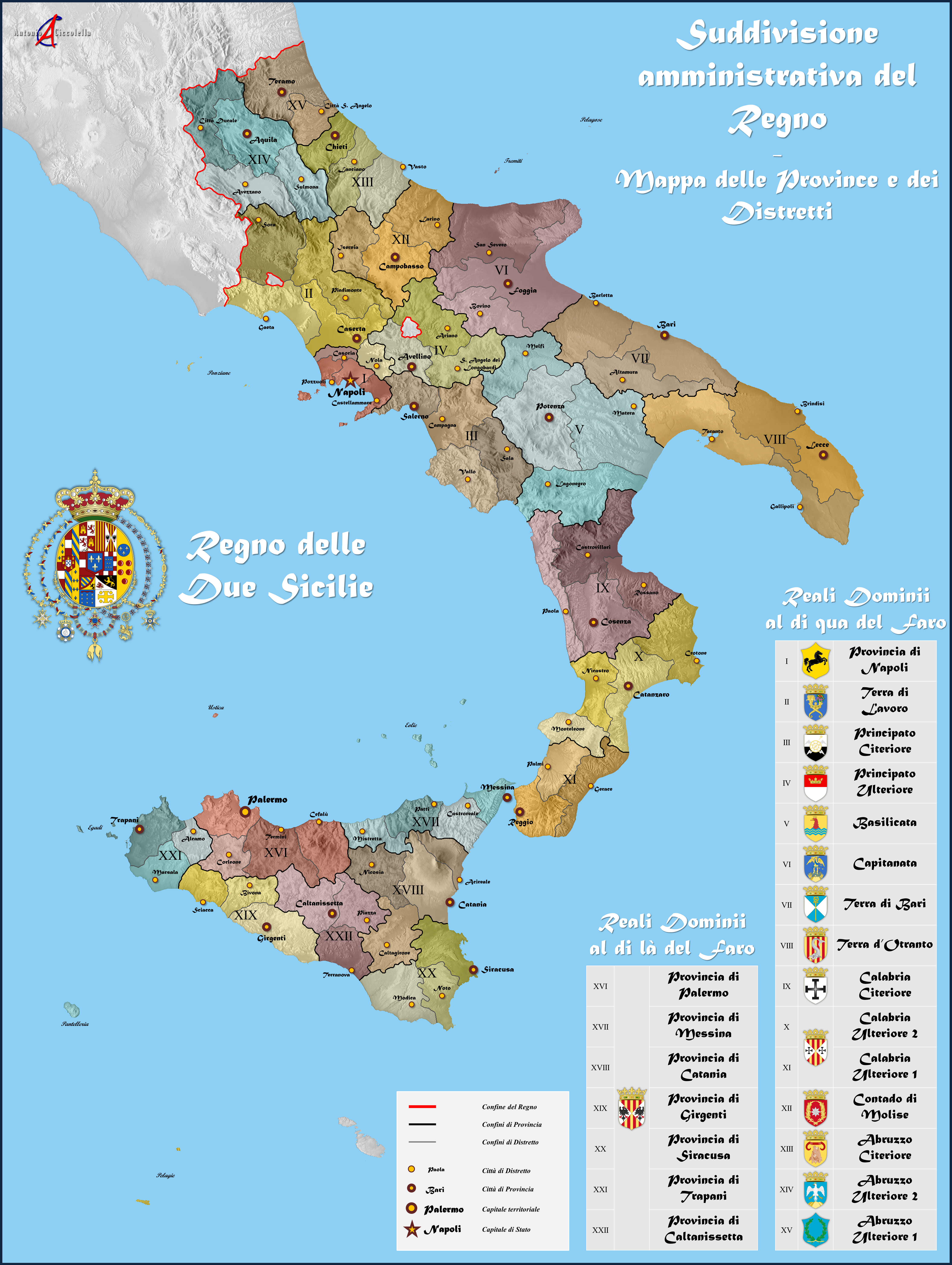
Suddivisione amministrativa del Regno delle Due Sicilie

Le città di Benevento (oggi in Campania) e Pontecorvo (oggi nel Lazio) erano invece delle enclavi pontificie. Il confine tra il Regno e lo Stato Pontificio, definito una volta per tutte nel 1840 da un accordo bilaterale, correva dalla foce del fiume Canneto (sul Tirreno, tra Fondi e Terracina) fino a Porto d´Ascoli sulla foce del fiume Tronto (sull´Adriatico, al confine tra l'Abruzzo e le Marche). La linea fu tracciata apponendo tra il 1846 e il 1847 una serie di 686 cippi confinari (cd. "Termini") che recavano da un lato la data e le chiavi di San Pietro e dall´altro il giglio borbonico ed il numero progressivo. Alcuni dei cippi si conservano tuttora in loco, mentre altri sono stati spostati o perduti.
La principale suddivisione del regno (sebbene non avesse carattere amministrativo) era fra la sua parte continentale, i Reali Dominii al di qua del Faro, e la Sicilia, i Reali Dominii al di là del Faro, con riferimento al Faro di Messina. Dal punto di vista amministrativo invece il regno nel 1816 fu suddiviso in 22 province, di cui 15 nella Sicilia citeriore (ex Regno di Napoli) e 7 nella Sicilia ulteriore (ex Regno di Sicilia), a loro volta suddivise in distretti (unità amministrative di secondo livello) e circondari (unità amministrative di terzo livello).

#### Reali Dominii al di qua del Faro
Comprendevano le seguenti province:
- I Provincia di Napoli (capoluogo: Napoli)
- II Terra di Lavoro (capoluogo: Caserta, fino al 1818 Capua)
- III Principato Citra (capoluogo: Salerno)
- IV Principato Ultra (capoluogo: Avellino)
- V Basilicata (capoluogo: Potenza)
- VI Capitanata (capoluogo: Foggia)
- VII Terra di Bari (capoluogo: Bari)
- VIII Terra d'Otranto (capoluogo: Lecce)
- IX Calabria Citeriore (capoluogo: Cosenza)
- X Calabria Ulteriore Prima (capoluogo: Reggio)
- XI Calabria Ulteriore Seconda (capoluogo: Catanzaro)
- XII Contado di Molise (capoluogo: Campobasso)
- XIII Abruzzo Citeriore (capoluogo: Chieti)
- XIV Abruzzo Ulteriore Primo (capoluogo: Teramo)
- XV Abruzzo Ulteriore Secondo (capoluogo: Aquila)

#### Reali Dominii al di là del Faro
Comprendevano le seguenti province:
- XVI Provincia di Palermo (capoluogo: Palermo)
- XVII Provincia di Messina (capoluogo: Messina)
- XVIII Provincia di Catania (capoluogo: Catania)
- XIX Provincia di Girgenti (capoluogo: Girgenti)
- XX Provincia di Noto (capoluogo: Noto, fino al 1837 Siracusa)
- XXI Provincia di Trapani (capoluogo: Trapani)
- XXII Provincia di Caltanissetta (capoluogo: Caltanissetta)

### Istruzione
Tra le accademie più importanti del Regno delle Due Sicilie si ricordano l'Accademia Pontaniana, la Società Reale Borbonica, i Reali Istituti d'Incoraggiamento, l'Accademia Medico-chirurgica, la Regia Scuola di Veterinaria ed Agricoltura ed il Real Collegio di Musica di San Pietro a Majella. Anche l'Università di Napoli si distingueva per i suoi meriti scientifici. Di quel periodo si ricorda Michele Tenore, direttore dell'Orto botanico di Napoli ed uno dei padri della moderna sistematica botanica, il chimico Raffaele Piria, scopritore dell'acido salicilico e l'ingegnere Luigi Giura, autore di diverse opere architettoniche, tra le più note il Ponte Real Ferdinando sul Garigliano e il Ponte Maria Cristina.

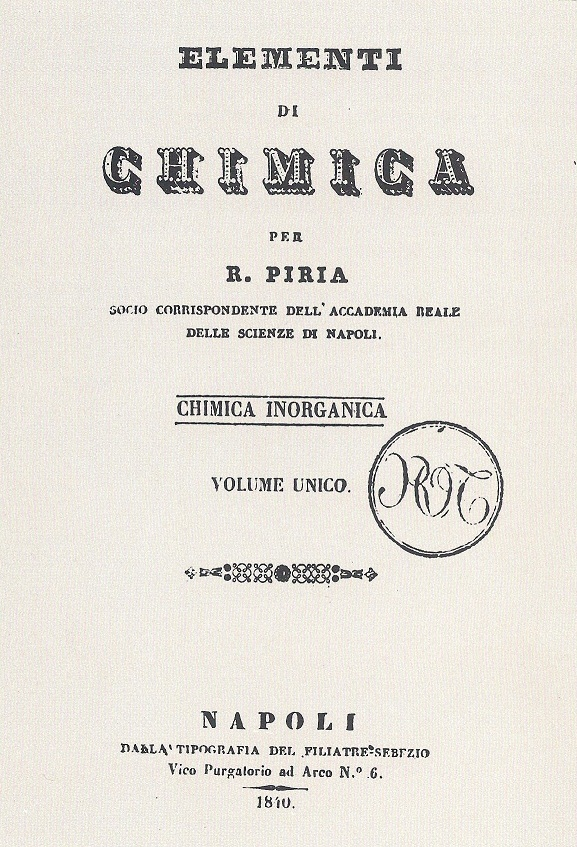
Manuale di Chimica scritto da Raffaele Piria, Napoli 1840

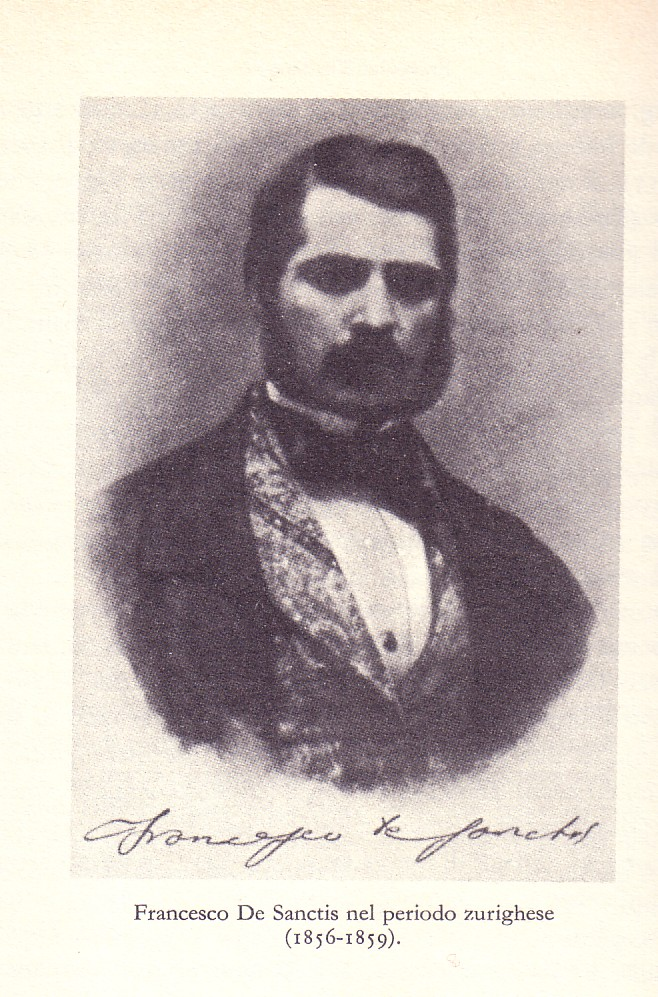
Francesco de Sanctis da giovane, insegnante alla Scuola Militare ed alla Reale Accademia Militare

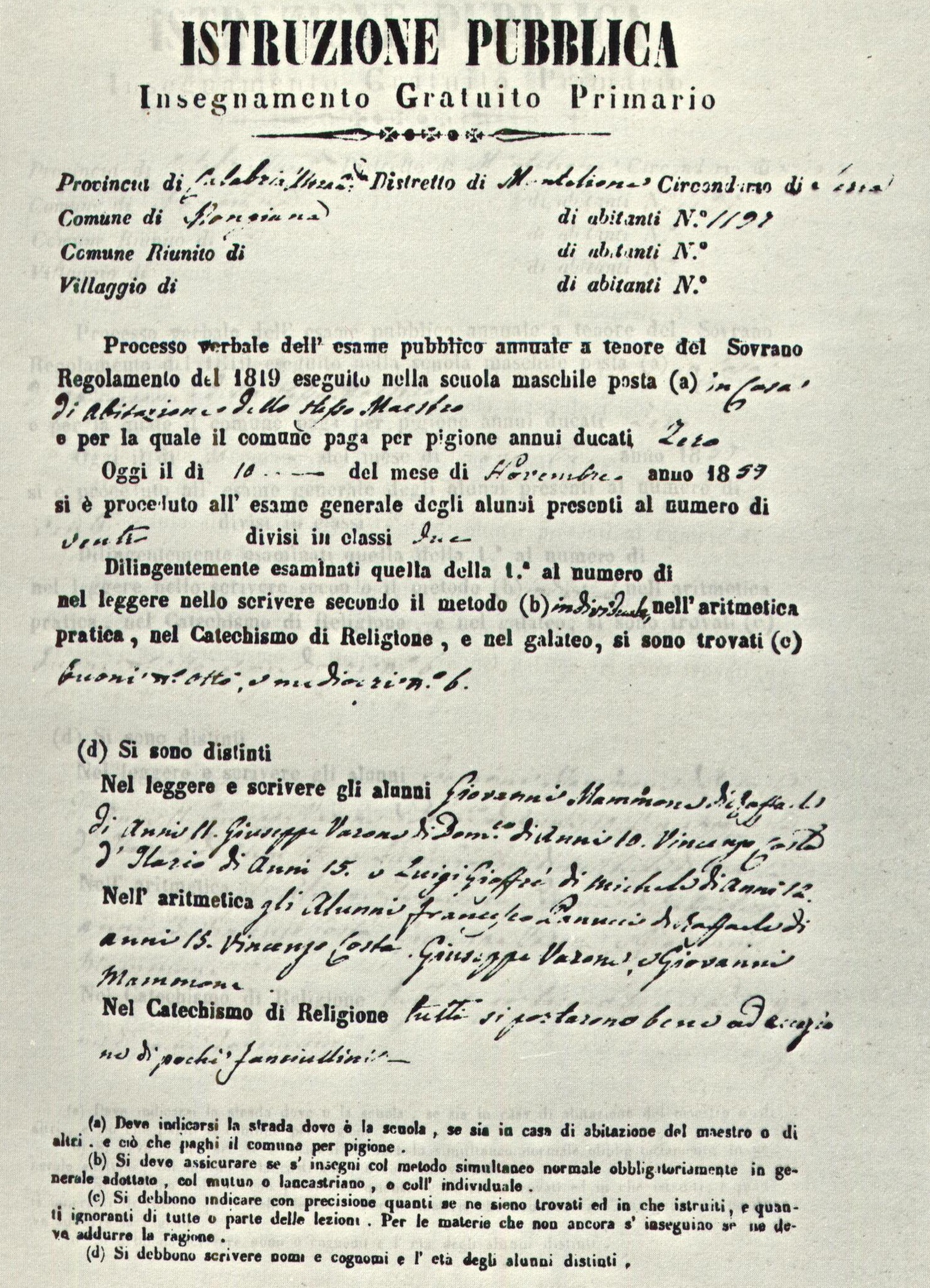
Verbale di un esame elementare (1859)

Nel Regno delle Due Sicilie l'istruzione pubblica era strutturata su Scuole Primarie, Scuole Secondarie, Reali Collegi, Reali Licei e Regie Università degli Studi, sotto la supervisione del Ministero degli Affari Ecclesiastici e dell'Istruzione Pubblica. In Sicilia la gestione dell'istruzione pubblica era affidata al Luogotenente Generale per conto del Dipartimento dell'Interno.
L'istruzione primaria, nonostante fosse disciplinata da norme minuziose varate durante il decennio francese, era erogata in maniera ineguale sul territorio, soprattutto nelle zone rurali del reame. Secondo le statistiche del periodo successivo alla Restaurazione, la Basilicata risultava la provincia con il più basso indice di scolarizzazione del regno, mentre la città di Napoli quella col più alto numero di scuole elementari pubbliche (circa 2 per quartiere). Un aspetto positivo riguardava l'applicazione di criteri meritocratici nel sistema scolastico, ove un'inadeguata preparazione culturale e una scarsa etica professionale, che potessero compromettere il funzionamento dell'istruzione pubblica, portavano alla destituzione di un determinato docente. A partire dal 1850 si iniziarono ad intravedere lievi miglioramenti: il governo borbonico attuò riforme che permisero l'inserimento di nuovo personale in molte scuole del regno, che fino ad allora erano rimaste sotto organico. I sindaci (Decurioni) dovevano provvedere (assieme agli Intendenti di Provincia ed ai vescovi) a comporre una terna di insegnanti per le scuole primarie, che si cercò di collocare in tutti i comuni del reame in strutture preesistenti (soprattutto presso monasteri soppressi). L'istruzione pubblica elementare era gratuita, soggetta a regolari ispezioni e condotta secondo il metodo del mutuo insegnamento (o lancasteriano), ma, nonostante i miglioramenti degli ultimi anni, essa era ancora riservata ai soli maschi e non aveva carattere obbligatorio. L'istruzione elementare femminile gratuita invece era gestita in grandissima parte e con scarsa efficacia dalle diocesi. I bambini appartenenti alle classi sociali più agiate venivano generalmente istruiti in istituti privati, presenti in buon numero nelle principali aree urbane. Degni di nota furono inoltre i due istituti pubblicii per sordomuti fondati dal sac. Benedetto Cozzolino (Napoli) e da Ignazio Dixitdominus (Palermo) e quello per ciechi a Napoli, i primi del genere in Italia.
L'istruzione secondaria era posta su basi più solide. Le scuole superiori, distinte in "Reali Collegi" e "Scuole Secondarie", erano situate nei capoluoghi di provincia e nelle città principali.
Nel 1860 si potevano contare almeno un Collegio Reale per ogni capoluogo di Provincia e 58 Scuole Secondarie, queste ultime erano scuole superiori che a differenza dei Reali Collegi impartivano anche insegnamenti di tipo tecnico e professionale. Anche per quanto riguarda l'istruzione secondaria esistevano collegi (per gran parte religiosi) ed istituti tecnici privati, principalmente in Sicilia.
A Napoli era situata l'Università della capitale, la principale del regno. Dall'Università di Napoli dipendevano inoltre i "Reali Licei", situati a L'Aquila, Chieti, Bari, Salerno, Cosenza e Catanzaro, abilitati a rilasciare i titoli di studio per esercitare le professioni liberali (principalmente mediche e giuridiche).
Le università siciliane erano tre: quella di Palermo, quella di Catania e quella di Messina. In Sicilia erano presenti inoltre tre Licei Reali.
A riguardo dell'istruzione pubblica nel Regno delle Due Sicilie post-restaurazione, occorre ricordare che il 10 gennaio del 1843 l'allora re Ferdinando II sancì la rinuncia completa dello Stato ad ogni intervento e controllo sulla scuola, che venne totalmente affidata all'autorità dei vescovi. I vescovi ottennero la facoltà di nominare, rimuovere, trasferire, sospendere i maestri comunali e quella di prescrivere la durata e l'orario dell'insegnamento. «Non rimaneva, dopo quel decreto, quasi nulla dell'organizzazione di Gioacchino».
A seguito dei moti antiborbonici avvenuti nelle province del Regno, il 29 gennaio 1848 Ferdinando II concesse la costituzione (promulgata il 10 febbraio). Il breve periodo che vide il Regno sotto la guida del governo costituzionale (febbraio-maggio 1848) accese ancora una volta speranze di riorganizzazione dello Stato e della scuola in senso liberale, e dunque di tornare ad un sistema di istruzione pubblica. Infatti, il 6 marzo venne istituito il Ministero della Pubblica Istruzione. Il decreto del 29 marzo istituì una Commissione incaricata di presentare un progetto di legge per il riordinamento dell'istruzione primaria. Un decreto del 19 aprile 1848 abrogò la legge che metteva l'istruzione primaria alla dipendenza dei vescovi; un altro datato 27 aprile aumentò nuovamente i fondi del Ministero della Pubblica Istruzione. Con la caduta del governo costituzionale ed il ritorno all'assolutismo, però, anche la scuola del Regno delle Due Sicilie tornò ad essere gestita con «criteri da ancien régime e sotto il monopolio ecclesiastico».
Dopo la sconfitta della rivoluzione del 1848, il Regno delle Due Sicilie non fu praticamente più in grado di alimentare né di rendere perseguibile nessuna speranza di rinnovamento, se non tramite un pesante filtro ecclesiastico. Nel 1859 si contavano appena 2.010 scuole primarie con 39.881 allievi, 27.547 allieve e 3.171 maestri, su una popolazione di oltre 9.000.000 di abitanti. Al momento dell'Unità, se il tasso medio di analfabetismo nel Regno d'Italia era del 78% (72% tra la popolazione maschile, 84% tra quella femminile), nel Mezzogiorno tale tasso saliva fino al 90%. Leopoldo Franchetti, nella sua celebre inchiesta sulle Condizioni economiche ed amministrative delle province napoletane pubblicata nel 1875, scriveva: «ad eccezione di poche città, vi trovammo un popolo confinato in un paese selvaggio, racchiuso nei suoi luridi borghi e nei campi circostanti, senza strade per allontanarsene, ignorante e laborioso, diretto da preti poco più civili di lui e da signori, una parte dei quali ignoranti quanto lui, ma più corrotti; i buoni in galera o sorvegliati o cacciati, segregati tutti dal resto d'Italia e d'Europa da un sistema di proibizioni commerciali, di passaporti e di esclusioni di libri».

### Forze armate e pubblica sicurezza
Le forze armate del Regno delle Due Sicilie si suddividevano in Real Esercito ed Armata di Mare di Sua Maestà, coordinate dal Ministero della Guerra e della Marina. Il Real Esercito (ramo Guerra del ministero) nel 1860 contava circa 70.000 soldati di professione e a ferma prolungata, 20.000 soldati di leva e circa 40.000 riservisti (ultime 5 classi di leva pronte al richiamo), al comando diretto del sovrano che ricopriva il grado di Capitano Generale. L'Armata di Mare (ramo Marina del ministero) invece poteva fare affidamento su circa 6.500 marinai di professione, 2.000 marinai di leva, più di 90 navi a vela e 30 navi a vapore, al comando del conte d'Aquila Luigi Di Borbone.
Gli uffici del Ministero di Guerra e Marina presentavano annualmente lo "stato discusso" dell'esercizio finanziario successivo (ossia il bilancio di previsione), che veniva in seguito sottoposto all'attenzione del re. Le spese militari negli anni cinquanta ammontarono in media a quasi 13 milioni di ducati annui, cifra corrispondente a più di un terzo degli investimenti pubblici totali annui. Tale rilevanza delle spese militari nel bilancio pubblico era sintomo non solo della grande attenzione per le forze armate dimostrata dagli ultimi governi borbonici, ma anche dell'importanza dell'indotto militare nel tessuto economico del reame. Infatti, oltre ai molti stabilimenti statali per la produzione di armamenti, era necessario avere un adeguato indotto che fornisse materiali ed equipaggiamenti di vario genere alle forze armate. Le spese e la qualità dei materiali poi venivano controllate da organi preposti a questa funzione (Intendenza e Amministrazione di Esercito e Marina)..

#### Sicurezza nelle strade e brigantaggio

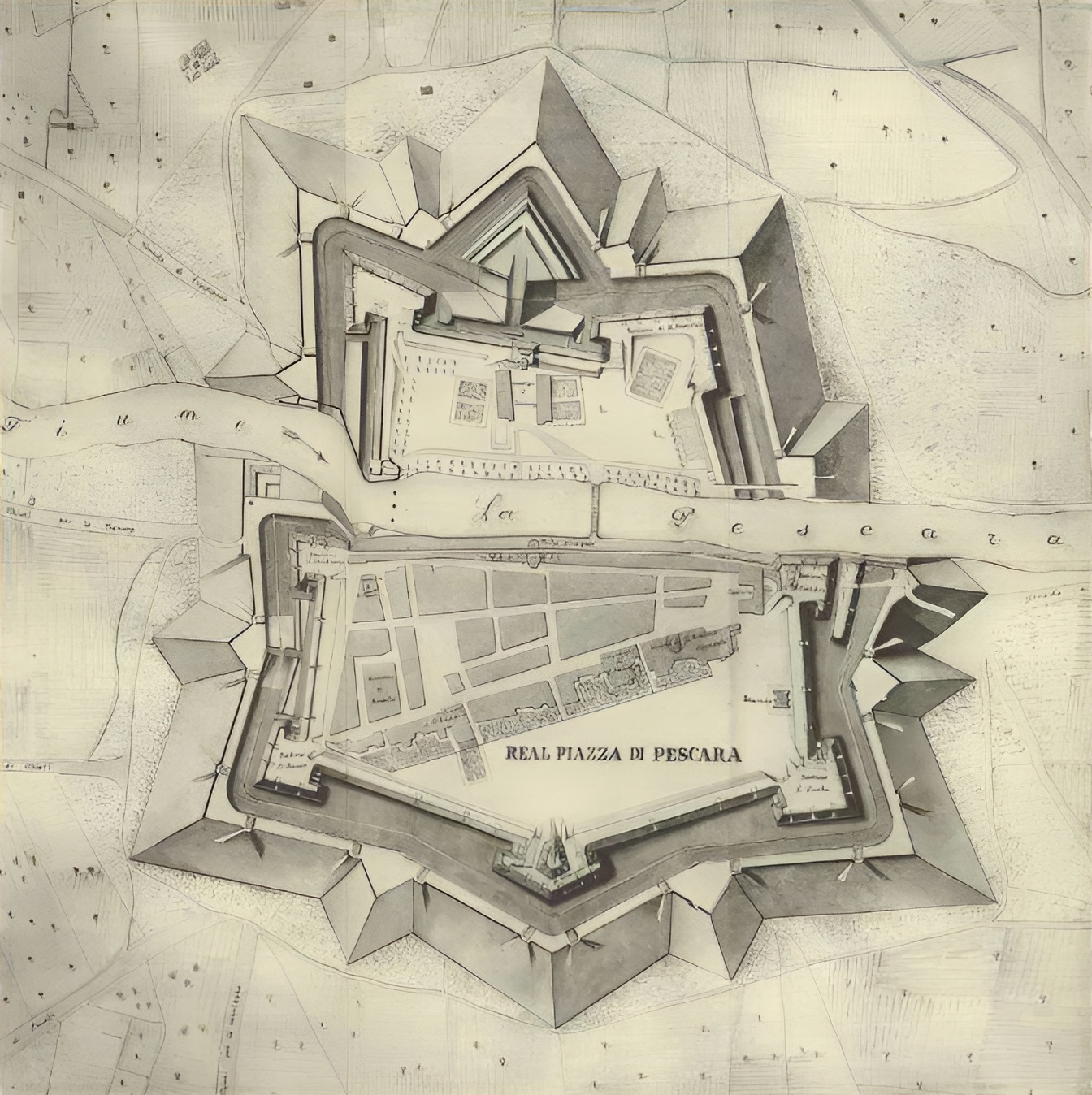
La fortezza di Pescara, al cui interno i Borbone istiuirono un carcere per detenuti politici.

Riguardo al problema del brigantaggio, il Regno delle Due Sicilie aveva approvato leggi speciali come il Decreto di Re Ferdinando I n. 110 del 30 agosto 1821 ed il Decreto di Re Francesco II n. 424 del 24 ottobre 1859.
Tuttavia viaggiare per le strade del regno era spesso pericoloso, come descrive lo storico Raffaele de Cesare alle pagine 114-115 del suo libro La fine di un Regno e la gendarmeria non di rado era connivente con i malfattori che rapinavano i viaggiatori::
Avanti che si costruissero le strade rotabili, cioè fino ai primi anni di questo secolo, si aveva l'abitudine di far testamento prima d'intraprendere il viaggio dalle provincie a Napoli.»
Francesco Saverio Nitti nel suo libro Eroi e briganti (edizione 1899) pag. 9 spiega come il brigantaggio fosse un fenomeno endemico nel sud preunitario:

### Spese sociali e igiene pubblica
Il meridionalista lucano Giustino Fortunato osservava ciò che risulta sui bilanci dello stato borbonico: le spese erano rivolte in stragrande maggioranza alla corte od alle forze armate, incaricate di proteggere la ristrettissima casta dominante del regno, lasciando pochissimo agli investimenti per opere pubbliche, sanità ed istruzione e la natura veramente classista della politica economica borbonica risalta dalle seguenti cifre relative ai bilanci dello stato.
Nel 1854 la spesa governativa borbonica contava 31,4 milioni di ducati dei quali 1,2 milioni erano quelli per istruzione, sanità, lavori pubblici, mentre erano ben 14 milioni i ducati spesi per le forze armate e 6,5 milioni per il pagamento degli interessi sul debito pubblico, oltre alle ingenti spese per la corte regale..
Il giornalista e parlamentare Raffaele de Cesare, a pagina 117 del suo libro La fine di un Regno, descrive le trascurate condizioni d'igiene pubblica, particolarmente nelle province del Regno delle Due Sicilie, dove c'era scarsità di impianti di scarico fognario e spesso anche di acqua:
L'igiene si trascurava in modo che le condizioni della maggior parte dei comuni, ma singolarmente dei più piccoli, erano orribili addirittura. 
Non fogne, non corsi luridi, non cessi nelle case, scarso l'uso 
di acqua, dove c'era naturalmente; quasi nessun uso, dove non 
c'era. Poche le strade lastricate o acciottolate, pozzanghere e 
fanghiglia nelle altre, e in questo gran letamaio razzolavano polli, 
e grufolava il domestico maiale. Bisogna ricordare che nei paesi 
meridionali, generalmente, i contadini vivono nell'abitato, nella 
parte vecchia, ch'è quasi sempre più negletta e fomite di malattie 
infettive. Ma tutto ciò sembrava così naturale, che nessuno se ne 
maravigliava; e se, di tanto in tanto, si compiva qualche opera 
pubblica, era piuttosto un abbellimento o una superfluità. La povera gente era abbandonata a sé stessa, mentre il galantuomo, aveva le case sulla strada principale, ovvero innanzi al suo portone si faceva costruire un metro di lastricato, per suo uso personale. I municipii, come si è detto, non avevano mezzi.»
Continua Raffaele de Cesare (pag. 117 del libro La fine di un Regno) illustrando anche la scarsa attenzione da parte della monarchia per le disparità sociali e le misere condizioni di vita del popolo provinciale:

## Economia

### Patrimonio e finanza

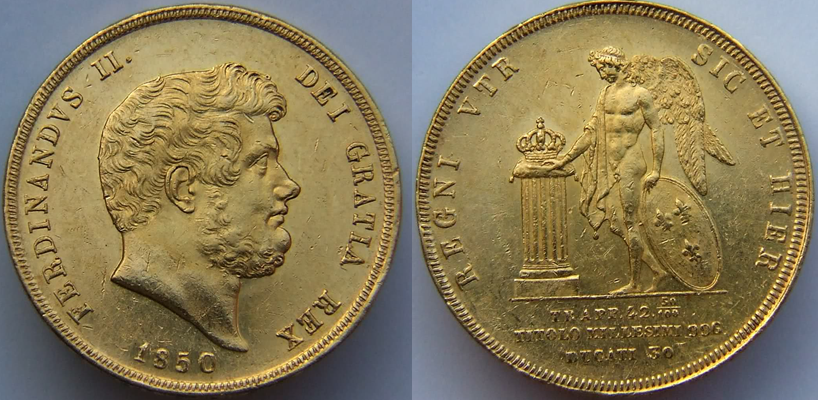
30 Ducati, 1850

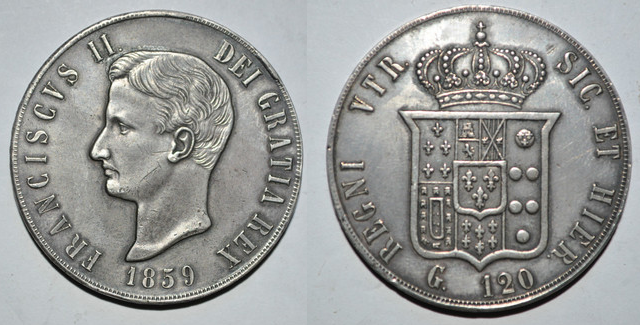
120 Grana (piastra), 1859

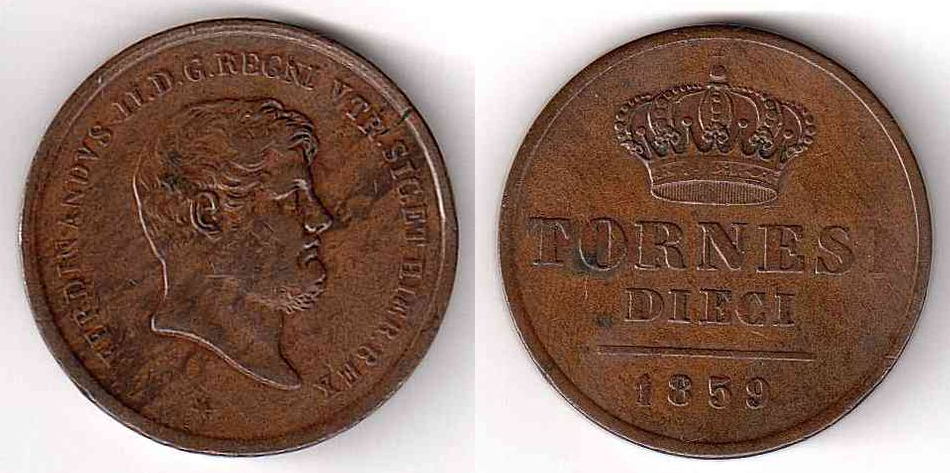
10 Tornesi, 1859

La legge del 20 aprile 1818 fissò l'unità monetaria del regno nel ducato delle Due Sicilie d'argento del peso di grammi 22,943, con 833,33 millesimi di fino. Un ducato corrispondeva a 100 grana, un grana corrispondeva a 2 tornesi. A partire dal 1816 nelle Due Sicilie furono coniate monete di rame (tornesi), monete d'argento (grana e derivati: "carlino" da 10 grana, "tarì" da 20 grana, "mezza piastra" da 60 grana e "piastra" da 120 grana) e monete d'oro da 3, 6, 15 e 30 ducati.
Il Regno delle Due Sicilie aveva a tutti gli effetti un regime monetario monometallico a base d'argento, formato, oltre che dalle monete di quel metallo (cioè la gran parte delle monete circolanti), anche dalle fedi di credito del Banco delle Due Sicilie, considerate anche all'estero valuta di prim'ordine.
Nel saggio "Nord e Sud", Francesco Saverio Nitti rileva che, al momento dell'introduzione della lira, nel Regno delle Due Sicilie furono ritirate 443,3 milioni di monete di vario conio, di cui 424 milioni d'argento, pari al 65,7% di tutte le monete circolanti nella penisola. L'economista Antonio Scialoja riconobbe che questa enorme quantità di monete d'argento fu coniata dalla Zecca di Napoli principalmente in seguito alla crescita delle esportazioni delle Due Sicilie avvenuta negli anni cinquanta dell'Ottocento, in quanto per espressa volontà dei governi borbonici in tutte le operazioni commerciali dovevano circolare monete di metallo prezioso, come previsto dalla dottrina del mercantilismo. Giustino Fortunato sostenne che l'abbondanza di monete d'argento fosse solo un effetto indiretto della scoperta di nuovi giacimenti auriferi in California ed in Australia. Tale evento comportò un incremento della produzione d'oro; questo metallo, in gran parte riversato in Francia, fece sì che nello Stato transalpino l'argento divenisse moneta sussidiaria, impiegata per le importazioni dall'estero (soprattutto dalle Due Sicilie). Tale tesi, tuttavia, venne contestata da altri economisti, tra questi Carlo Rodanó; costui, assai critico sulle interpretazioni del Fortunato in merito all'abbondanza di moneta in metallo prezioso, spiegò che, nella seconda metà del XIX secolo, il governo delle Due Sicilie consentì l'esportazione dei grani e di altri prodotti alimentari, fino ad allora vietata, e diminuì il dazio sull'olio. La conseguenza fu un incremento delle esportazioni ed un contestuale incremento dell'ingresso d'argento nel territorio del regno: la coniazione di moneta d'argento, quindi, passò da 1,8 milioni di ducati del 1852 a 13,6 milioni di ducati del 1856.
Sia Nitti che Fortunato concordavano nel sostenere che la gestione finanziaria dello Stato borbonico fosse caratterizzata da una spesa pubblica estremamente esigua ed oculata, in particolare a livello infrastrutturale. Nitti in sintesi così descriveva la situazione finanziaria delle Due Sicilie nel 1860:
1. Le imposte erano inferiori a quelle degli altri stati.
2. I beni demaniali ed i beni ecclesiastici rappresentavano una ricchezza enorme, e, nel loro insieme, superavano i beni, della stessa natura, posseduti dagli altri stati.
3. Il debito pubblico, tenuissimo, era quattro volte inferiore a quello del Piemonte, e di molto inferiore a quello della Toscana.
4. Il numero degli impiegati, calcolando sulla base delle pensioni nel 1860, era di metà che in Toscana e di quasi metà che nel Regno di Sardegna.
5. La quantità di moneta metallica circolante, ritirata più tardi dalla circolazione dello Stato, era in cifra assoluta due volte superiore a quella di tutti gli altri Stati della penisola uniti insieme.»
(F. S. Nitti, Nord e Sud, 1900)
Di diverso avviso invece il grande meridionalista lucano Giustino Fortunato, che attribuiva le cause dei problemi del meridione ai secoli di storia antecedenti all'unità, precisando che nel 1860 la situazione economica del Regno delle Due Sicilie non era migliore di quella degli altri stati preunitari, né le imposte sempre minori, criticando il sistema doganale, definito “medievale” e l'enorme spesa militare borbonica, mentre nel regno mancavano scuole, strade, approdi marittimi ed un sistema moderno di trasporti, come dalla sua opera “Il Mezzogiorno e lo Stato Italiano - Discorsi Politici (1880-1910) - (pagg. 336-337), di cui si riportano alcuni paragrafi significativi:
Poche le imposte, un gran demanio, tenue e solidissimo il debito pubblico, una grande quantità di moneta metallica in circolazione... È quello che ogni giorno si ripete comunemente.
Ora, né tutto è esatto né esso vale come indice di maggiore ricchezza pubblica e privata. Poche le imposte, perché la ricchezza mobile e le successioni erano del tutto libere; ma ben gravi le tariffe doganali e la imposta sui terreni, assai più gravi che altrove.
La fondiaria, con gli addizionali, saliva tra noi a circa 35 milioni, mentre in Piemonte non dava più di 20; così anche per le dogane, che avevano cinto il Regno d'una immensa muraglia, peggio che nel medio evo, quando almeno ora Pisa e Venezia ora Genova e Firenze avevano quaggiù grazia di privilegi e di favori. Tutto ricadeva, come nel medio evo, per vie dirette sui prodotti della terra, per vie indirette su le materie prime e le più usuali di consumo delle classi lavoratrici.
Eran poche, si, le imposte, ma malamente ripartite, e tali, nell'insieme, da rappresentare una quota di lire 21 per abitante, che nel Piemonte, la cui privata ricchezza molto avanzava la nostra, era di lire 25,60. Non il terzo, dunque, ma solo un quinto il Piemonte pagava più di noi.
E, del resto, se le imposte erano quaggiù più lievi, non tanto lievi da non indurre il Settembrini, nella famosa «Protesta» del 1847, a farne uno dei principali capi di accusa contro il Governo borbonico, assai meno vi si spendeva per tutti i pubblici servizi: noi, con 7 milioni di abitanti, davamo via trentaquattro milioni di lire, il Piemonte, con 5, quarantadue. 
L'esercito, e quell'esercito!, che era come il fulcro dello Stato, assorbiva presso che tutto; le città mancavano di scuole, le campagne di strade, le spiagge di approdi; e i traffici andavano ancora a schiena di giumenti, come per le plaghe dell'Oriente.
Secoli di miseria e di isolamento, non i Borboni, ultimi venuti e, come un giorno sarà chiaro allo storico imparziale, non essi — di fronte al paese — unici responsabili del poco o nessun cammino fatto dal '15 al '60, durante quei tre o quattro decenni di fortunata tregua economica non mai avveratasi per lo innanzi: lunghi e tristi secoli di storia avevano compressa ogni forza, inceppato ogni moto, spento ogni lume, perché, suonata l'avventurosa ora del Risorgimento, noi avessimo potuto essere qualche cosa dippiù di quel niente che eravamo.
De' due terribili malanni — secondo il Cavour — del Mezzogiorno, la grande povertà, e, frutto di questa, la grande corruttela, i Borboni furono la espressione, non la causa: essi trovarono, forse aggravarono, non certo crearono il problema meridionale, che ha cause ben più antiche e profonde...»
Giustino Fortunato - IL MEZZOGIORNO E LO STATO ITALIANO - Discorsi Politici (1880-1910)- Laterza & Figli - Bari – 1911- pag. 336-337
Il divario economico era già allora evidente considerando il dato statistico riferito alle società in accomandita italiane al momento dell'Unità, in base ai dati relativi alle società commerciali e industriali tratti dall'Annuario statistico italiano del 1864. Le società in accomandita erano 377, di cui 325 nel centro-nord, escludendo dal computo quelle esistenti nel Lazio, nel Veneto, nel Trentino, nel Friuli e nella Venezia Giulia. Comunque, il capitale sociale di queste società vedeva un totale di un miliardo e 353 milioni, di cui un miliardo e 127 milioni nelle società del centro-nord (sempre prescindendo da Lazio, Veneto, Trentino, Friuli, Venezia Giulia) e soltanto 225 milioni nel Mezzogiorno. Per fare un paragone, il totale della riserva finanziaria dello stato borbonico era pari a 443,200 milioni di lire; praticamente un terzo del capitale delle società in accomandita del centro-nord escludendo diversi territori non ancora annessi.
Le sole società in accomandita del Regno di Sardegna avevano un capitale totale che era quasi doppio di quello dello stato borbonico: 755,776 milioni contro 443,200 milioni di liquidi.

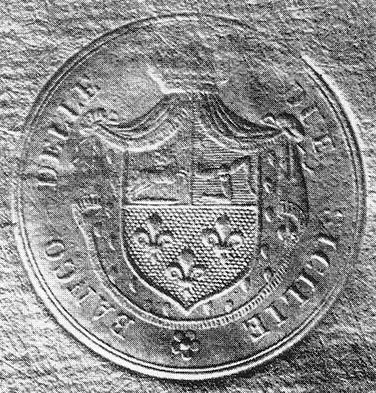
Timbro del Banco delle Due Sicilie

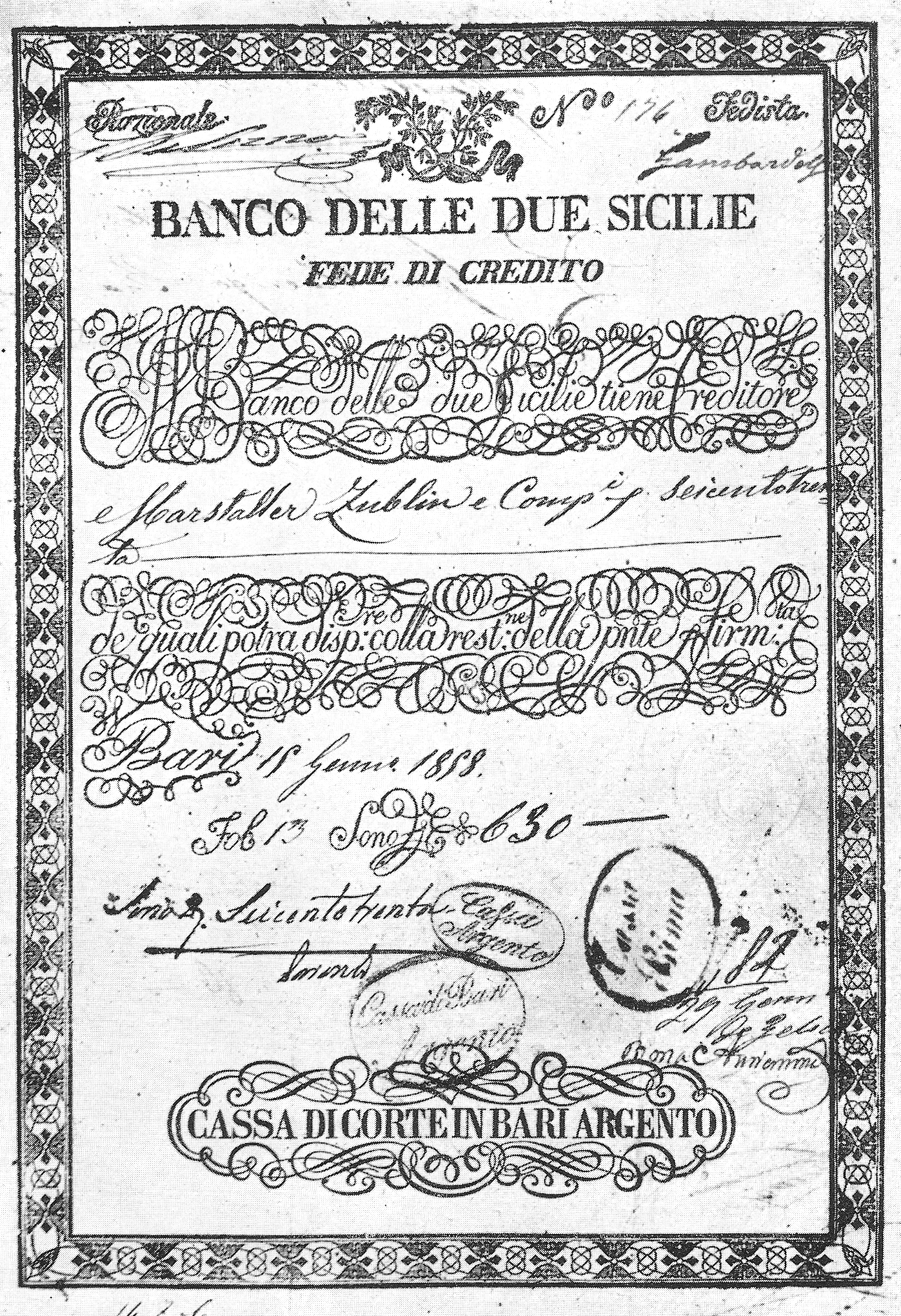
Fede di credito da 630 ducati rilasciata dalla Cassa di Corte di Bari nel 1858

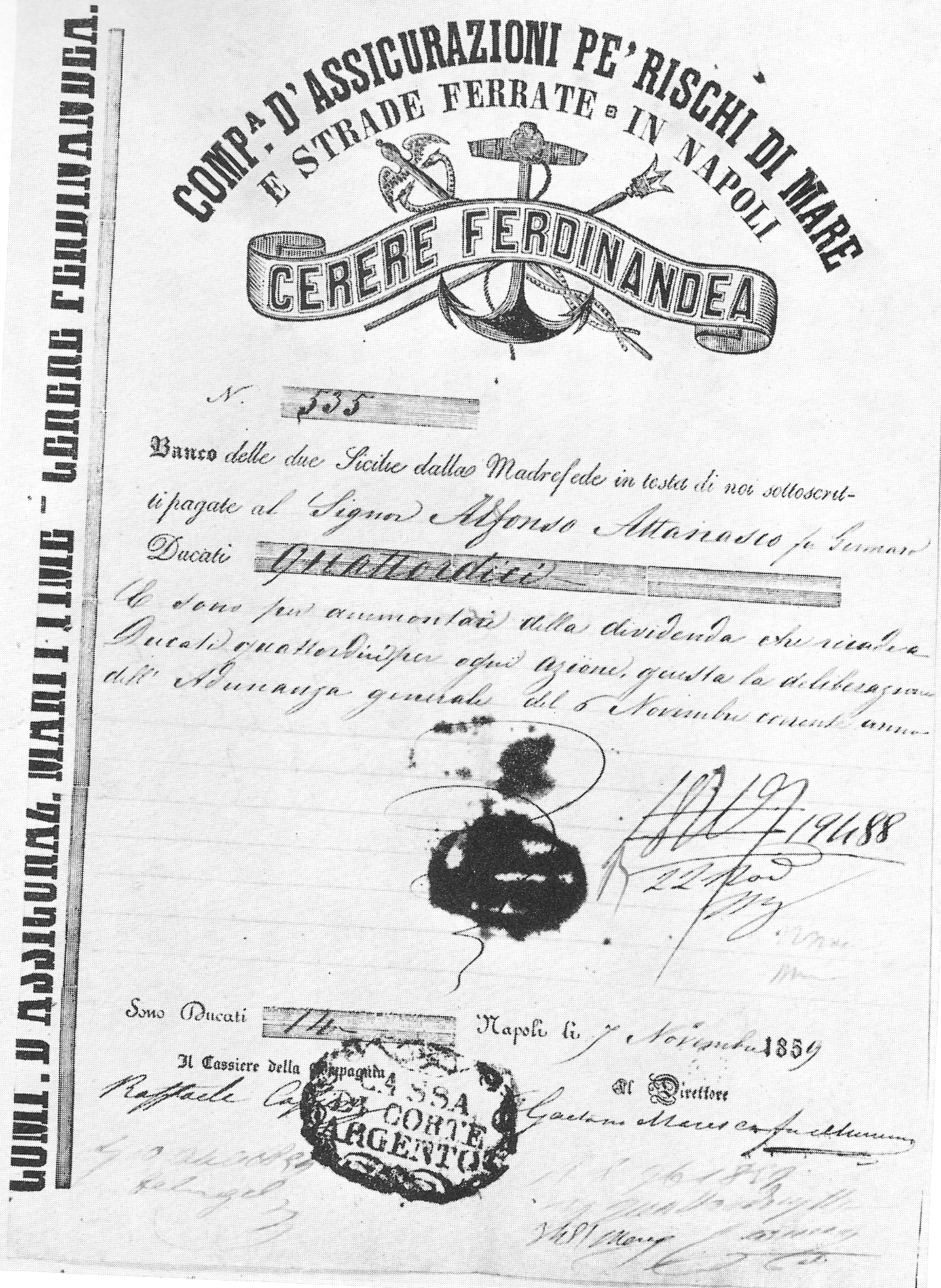
Polizza assicurativa risalente al 1859

Gli istituti di credito del reame erano rappresentati fino al 1808 dagli 8 Banchi pubblici operanti nella città di Napoli dal XVI secolo (Banco di San Giacomo, del Popolo, del Salvatore, di Sant'Eligio, dello Spirito Santo, dell'Annunziata, dei Poveri, della Pietà) e dai Monti Frumentari, Pecuniari e di Pietà nelle province. I depositi bancari erano tradizionalmente attestati da "fedi di credito" le quali erano a tutti gli effetti un titolo rappresentativo del deposito, liberamente trasferibile e girabile come surrogato della moneta: in un'economia che non contemplava l'uso della moneta cartacea, per effettuare un pagamento occorreva la consegna (o la spedizione) di moneta metallica, operazione spesso molto difficoltosa. La fede di credito, più facile del denaro da maneggiare e spedire, e provvista di indubbie garanzie di sicurezza fornite dai banchi di emissione, divenne ben presto un valido sostituto del denaro contante.
Nel 1806 i Banchi napoletani furono coinvolti nella politica innovatrice che Giuseppe Bonaparte impresse al Regno di Napoli, cercando di modellarli sul sistema francese. Il Banco di San Giacomo fu quindi trasformato nel "Banco di Corte" al servizio dello Stato, tutti gli altri banchi furono riuniti in un unico "Banco dei Privati", al servizio dei cittadini.
Nel 1808 Murat, divenuto re di Napoli, volle unificare i Banchi precedenti per dare vita ad un nuovo istituto sul modello della Banca di Francia: il Banco delle Due Sicilie. L'innovazione maggiore era quella di costituire un capitale azionario, chiamando a partecipare alle sorti dell'istituto gli enti pubblici ed il ceto dei proprietari e dei risparmiatori.
La restaurazione borbonica nel 1815 non intaccò le disposizioni emanate durante il decennio francese. Il Banco delle Due Sicilie si componeva di due sezioni separate: la Cassa di Corte, per il servizio della tesoreria generale del Regno (alle dipendenze del Ministero delle Finanze) e la Cassa dei Privati. Nel 1816 fu creata anche una Cassa di Sconto, a favore del commercio e dell'industria. Per venire incontro alle esigenze dei clienti ed ai fruitori di fedi di credito nel Regno (specialmente in Puglia ed in Sicilia), furono aperte nel corso degli anni alcune succursali: a Napoli nel 1824 fu aperta una Seconda Cassa di Corte, nel 1844 fu inaugurata una Cassa di Corte a Palermo e nel 1846 una a Messina. Solo nel 1858, dopo molte insistenze da parte dei clienti locali, si ebbe l'apertura di una Cassa di Corte a Bari, alla quale fu subito annessa una sezione della Cassa di Sconto. Negli ultimi anni di vita del reame tra i maggiori clienti del banco vi erano, oltre ai nobili ed agli enti pubblici, industriali e numerose società commerciali sorte a partire dal 1830.
Questa struttura molto accentrata del Banco, se da un lato limitava l'attività finanziaria delle province, dall'altro permetteva un maggior controllo sui profitti ed una severa limitazione delle perdite. Per questo motivo il Banco delle Due Sicilie in quegli anni vide il proprio patrimonio aumentare costantemente. Questa politica economica era favorita anche dalla severità della legislazione borbonica in materia finanziaria.
Il reggente del Banco delle Due Sicilie era anche direttore della zecca, o Amministrazione delle monete, che aveva sede in Sant'Agostino. La zecca possedeva officine di monetazione, raffinerie chimiche per l'oro, gabinetti di incisione e macchinari per la lavorazione dei fili d'argento e dell'acciaio. Compito della zecca era inoltre quello di fissare il valore delle monete estere.
Nella Borsa di Napoli, situata presso palazzo San Giacomo, si concentravano i più rilevanti movimenti economici del regno. Tra i valori più importanti si avevano la rendita, i cereali e gli oli. Il Ministero delle Finanze approvava ogni anno un calendario di Borsa, che permetteva agli agenti di poter suddividere la loro attività in turni. Esistevano inoltre delle "Camere consultive di commercio", di cui erano presidenti gli Intendenti delle province, che raccoglievano i commercianti impegnati nel tracciare le strategie da adottare in Borsa.
Nella rendita negoziavano banchieri come i Rothschild di Napoli (con la loro unica filiale italiana), Forquet, Meuricoffre e Sorvillo, Gunderschein ed altri.

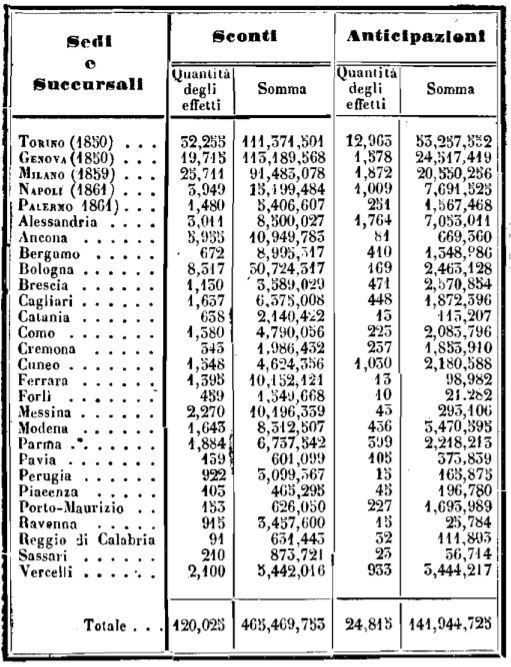
Banche nel 1860,

La Borsa di Napoli era all'epoca una delle più attive d'Europa nel settore agricolo, caratterizzata da giochi al rialzo o al ribasso su raccolti ancora in erba gestiti mese per mese da appositi sensali.
Gli oli ed i cereali avevano un posto di primo piano nelle operazioni di Borsa: il grano delle Due Sicilie (benché subisse la forte concorrenza di quello russo e polacco) era uno dei più apprezzati all'epoca e gli oli di Puglia e Calabria erano largamente venduti all'estero per usi alimentari ed industriali (dato che allora non si impiegavano ancora gli oli minerali). Le case di commercio specializzate operanti in Borsa avevano magazzini nelle città costiere (in particolare a Manfredonia, Barletta, Gallipoli, Gioia Tauro e Crotone), messi a disposizione dei proprietari terrieri locali che vi depositavano i propri prodotti, ottenendo adeguati compensi fissati da listini di Borsa giornalieri. I commercianti quindi spedivano i prodotti raccolti nei magazzini via mare, per raggiungere i rispettivi mercati di consumo (principalmente Russia, Inghilterra, Belgio e Francia). Le case di commercio avevano generalmente sede a Napoli, e succursali nelle varie province ed all'estero. Le case più importanti venivano dette anche "firme di piazza", tra queste si ricordano quelle dei Rocca, dei Cardinale, dei Piria, dei Perfetti, dei Pavoncelli, dei De Martino e la Minasi & Arlotta. Quest'ultima in particolare si rese protagonista di una significativa operazione di borsa nel 1856, che portò all'esclusione dei Rothschild dal mercato degli oli nel regno.

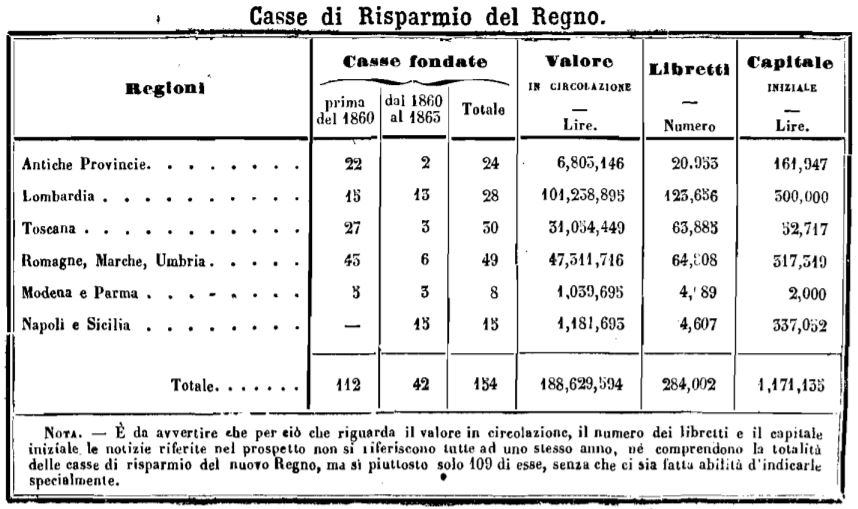
Casse di risparmio nel 1861,

Tutti questi commerci crebbero sensibilmente negli anni cinquanta, anche grazie alla leggerezza delle imposte. I maggiori guadagni permisero agli imprenditori agricoli di migliorare la qualità delle produzioni e di reggere la concorrenza estera (principalmente quella dei grani russi). Negli anni cinquanta si ebbe anche un certo risveglio industriale, spesso applicato all'agricoltura, favorito dalle innovazioni tecniche registrate dal Real Istituto d'Incoraggiamento e dai concorsi a premi banditi dalle Società Economiche delle province (che dopo l'unità divennero Camere di commercio). Lavoro degno di nota delle Società Economiche fu l'opera di Guglielmo Ludolf (pubblicata nel 1856) sullo sfruttamento del Canale di Suez, allora in costruzione. Si prevedeva con la sua apertura un forte sviluppo dell'economia delle Due Sicilie, in quanto nazione essenzialmente produttrice e non consumatrice, con vasti orizzonti commerciali aperti sul resto del mondo.
Moneta circolante negli stati italiani nel 1860 (in milione di lire-oro)
| Stati                   | importo di lire-oro |
| ----------------------- | ------------------- |
| Regno delle Due Sicilie | 443, 2              |
| Stato Pontificio        | 90,6                |
| Granducato di Toscana   | 84,2                |
| Regno di Sardegna       | 27                  |
| Lombardia e Veneto*     | 20,8                |
| Ducato di Parma         | 1,2                 |
| Ducato di Modena        | 0,4                 |

(*)Sotto il dominio austriaco
Come raccontato dall'economista Luca de Samuele Cagnazzi, lo scopo della maggior parte delle banche del Regno delle Due Sicilie era quello di commettere un qualche tipo di "bancarotta fraudolenta" (con grave pregiudizio per l'economia del regno) e, in tale contesto, Cagnazzi fu consultato in qualità di esperto nella costituzione di una nuova banca denominata Banca del Tavoliere di Puglia il cui scopo era di favorire lo sviluppo agricolo del Tavoliere delle Puglie. I principali investitori di tali banca erano dei banchieri belgi e olandesi rappresentati da un procuratore chiamato Van-Aken e l'investimento totale ammontava a due milioni di ducati. Cagnazzi sconsigliò l'investimento in quanto i rendimenti prospettati erano irrealistici; ciononostante, l'investimento fu concluso e la banca fallì dopo pochissimo tempo. Tale evento generò anche un incidente diplomatico tra il Regno delle Due Sicilie da una parte e il Belgio e Paesi Bassi dall'altra e fu chiesto al re Ferdinando II delle Due Sicilie di intervenire nella questione. Fu anche emesso un avviso ai naviganti a prestare attenzione per eventuali ritorsioni da parte di belgi e olandesi.

### Agricoltura, allevamento e pesca: condizioni economiche e sociali
Art.1 - La feudalità con tutte le sue attribuzioni resta abolita. Tutte le giurisdizioni sinora baronali, ed i proventi qualunque, che vi siano stati annessi, sono reintegrati nella sovranità, dalla quale saranno inseparabili.
Art.2 - Tutte le città, terre, e castelli, non esclusi quelli annessi alla corona, abolita qualunque differenza, saranno governati secondo la legge comune del regno.
Art.5 - I fondi, e rendite finora feudali saranno, senza alcuna distinzione, soggetti a tutti i tributi.
Art.6 - Restano abolite, senza alcuna indennizzazione, tutte le angarie, le parangarie, ed ogni altra opera, o prestazione personale, sotto qualunque nome venisse appellata, che i possessori de' feudi per qualsivoglia titolo soleano riscuotere dalle popolazioni, e da' particolari cittadini.
Bullettino delle leggi del Regno di Napoli, Napoli 1807-1815, pag. 257.

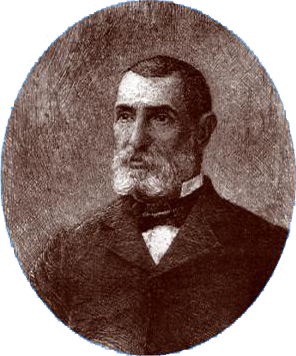
Giuseppe Pavoncelli, ministro del Regno d'Italia, apparteneva ad una delle famiglie più importanti dell'imprenditoria agraria italiana

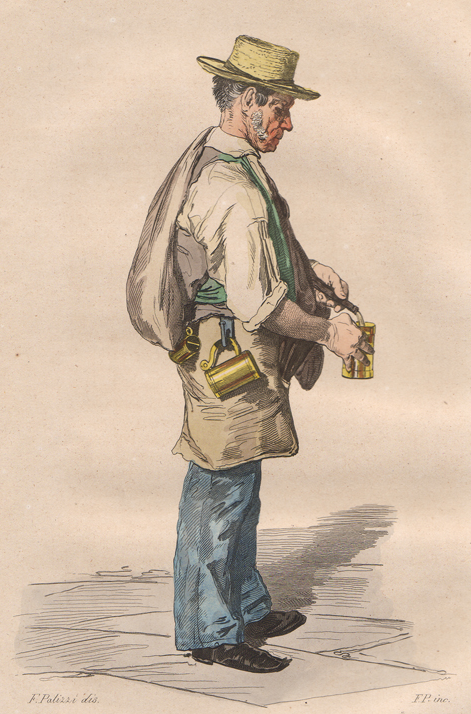
Venditore d'olio (Francesco De Bourcard, 1853 disegno di Filippo Palizzi, incisione di Francesco Pisante)

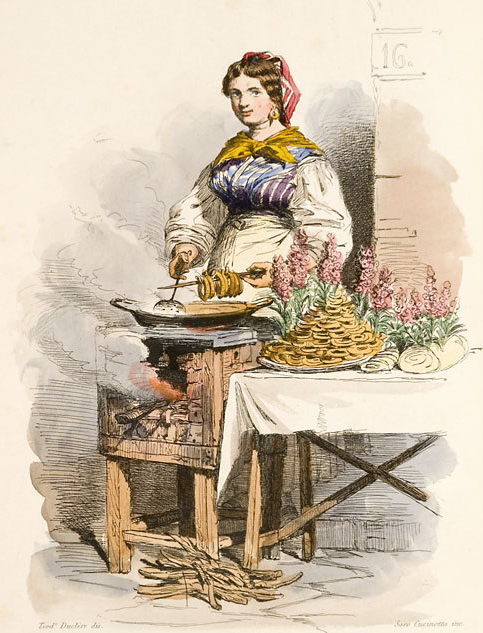
Massaia venditrice di zeppole (Francesco De Bourcard, 1853)

Nel regno borbonico, come negli altri stati preunitari, l'agricoltura costituiva il settore predominante. Le condizioni climatiche delle Due Sicilie favorivano la produzione di grano, orzo, avena, patate, legumi e olio. Importanti erano anche le coltivazioni di agrumi e di molte altre piante idonee al clima mediterraneo, quali l'olivo, la vite, il fico, il ciliegio, il castagno, il nocciolo, il noce ed il mandorlo. Zone molto sfruttate per la coltivazione di alberi da frutto erano ad esempio le campagne intorno al Vesuvio. L'allevamento era prevalentemente ovino (lana), equino e suino.
La pesca era un'attività tradizionalmente diffusa su tutte le coste del regno. Essa assunse carattere industriale soprattutto grazie all'opera di Vincenzo Florio, che in Sicilia fu molto attivo anche in questo campo (oltre a quelli dell'industria chimica, siderurgica, tessile e dei trasporti marittimi), costruendo tonnare e stabilimenti per la lavorazione e la conservazione del pescato.
L'agricoltura delle Due Sicilie aveva i suoi punti forti nelle pianure campane e pugliesi. Nelle fertili pianure campane venivano applicate colture spesso di carattere intensivo (in particolare di ortaggi, alberi da frutto, tabacco e altre produzione per l'industria come la canapa, il lino ed il gelso). Le pianure e le colline rocciose delle Puglie, invece, erano suoli adatti alla produzione di oli e grani di qualità, in alcuni casi prodotti con soluzioni tecniche innovative (sotto questo aspetto si distinsero i grandi proprietari terrieri della famiglia Pavoncelli di Cerignola), che venivano venduti alla Borsa di Napoli su tutti i principali mercati europei. I vini, specialmente quelli prodotti in Sicilia (di cui si ricorda in particolare il Marsala), alimentavano un fiorente commercio con il Regno Unito e le Americhe.
Per ampliare la superficie agricola furono intraprese opere di bonifica: tra le più importanti si ricordano le bonifiche del Vallo di Diano, del Tavoliere delle Puglie e del piano del Fucino, in Abruzzo Ulteriore Secondo, quest'ultima decisa dall'ingegnere Carlo Afan de Rivera. Analoghi provvedimenti vennero presi per contrastare i problemi legati al dissesto idrogeologico, come per esempio la costruzione di canali artificiali, dell'Alveo comune nocerino e della rettifica del basso Sarno.
Importanti erano anche le colonie agricole nate per volontà reale: la più illustre, la Reale tenuta di Carditello in Terra di Lavoro, serviva anche da centro sperimentale per colture e produzioni innovative. Un altro esempio di colonia agricola da ricordare fu quella di Battipaglia, nel Principato Citeriore, in cui il governo borbonico costruì nel 1858 un centro abitato dotato di tutti i servizi necessari ad ospitare i terremotati di Melfi, consentendo loro di coltivare i nuovi terreni bonificati della Piana del Sele.
Specialmente in Campania ed in Puglia le riforme del decennio francese e la successiva razionalizzazione dell'amministrazione pubblica, diedero vita ad un ceto agrario borghese destinato a sostituire gran parte dei vecchi proprietari terrieri nobili. Parte di questo ceto borghese (non solo agrario ma anche industriale) che si formò nella prima metà dell'Ottocento divenne il cardine dei nuovi movimenti liberali: la borghesia meridionale, forte delle posizioni economiche raggiunte, pretendeva riforme e posti di potere nel governo del regno. I desideri della borghesia però dovettero scontrarsi con la rigida politica assolutistica di Ferdinando II. In questo modo il ceto medio nato grazie alle politiche economiche borboniche divenne, in seguito alle mancate riforme del 1848, la classe sociale più ostile alla dinastia, trasformandosi nella spina dorsale dei movimenti costituzionali ed unitari protagonisti della dissoluzione del reame nel 1860.
L'abolizione del feudalesimo fu il punto d'arrivo di un percorso iniziato già ai tempi di Ferdinando I, il quale, incalzato dagli intellettuali del regno, per primo iniziò ad adottare una politica volta a fronteggiare il latifondismo, principale ostacolo al progresso agricolo del meridione rurale. Il sovrano elaborò nel 1792 una legge sulla riforma demaniale (De Administratione Universitatum), che prevedeva la riduzione del latifondo creando un ceto di piccoli e medi possidenti, che avrebbe trasformato i contadini salariati in piccoli coltivatori diretti. Tuttavia il provvedimento non fu gradito né dai baroni, che avrebbero perso gran parte dei propri possedimenti, né dalla borghesia provinciale, che non tollerava di essere scavalcata dai contadini nella spartizione dei latifondi. Con l'esilio di Ferdinando I e la nascita della Repubblica partenopea la prammatica del 1792 venne applicata dal governo giacobino per accattivarsi le simpatie dei contadini delle regioni interne. Tuttavia, in seguito alla caduta della Repubblica napoletana ed alla riconquista sanfedista del regno, il ceto medio e la nobiltà ritornarono in possesso delle terre affidate al popolo nel 1799. Con la prima restaurazione la questione demaniale ritornò ad essere regolata dalla prammatica del 1792, che divenne poi la base della riforma napoleonica sull'eversione della feudalità.
L'eversione della feudalità, però, secondo Tommaso Pedio, nonostante la grande importanza avuta nell'imprimere una svolta in senso moderno nell'amministrazione dello Stato e nel consolidamento della proprietà borghese, rese in molti casi più precarie le condizioni economiche dei contadini nelle aree rurali del reame (condizioni già misere se si considera che le uniche proprietà di questi contadini erano generalmente la casa di famiglia e minuscoli appezzamenti di terreno). Nel provvedimento adottato dal governo di Giuseppe Bonaparte per debellare il feudalesimo, le quote di terreno assegnate ai braccianti non tenevano conto della composizione del nucleo familiare, costringendo molti di questi ad indebitarsi con i possidenti ricchi per comprare altro terreno. Con la seconda restaurazione il governo borbonico adottò la legislazione entrata in vigore nel decennio napoleonico, e così gran parte dei problemi legati alla compravendita di terreni nelle province rurali, nonostante l'abolizione del feudo, rimasero irrisolti, tanto da sfociare in rivolta in seguito agli avvenimenti del 1848. La questione demaniale si aggravò ulteriormente dopo l'unità d'Italia, in quanto il nuovo governo sabaudo non solo si rifiutò di risolvere i problemi legati alla spartizione dei vecchi latifondi ma concesse anche alla borghesia agricola del sud, in cambio del suo sostegno politico, di occupare le vecchie proprietà e le terre demaniali su cui si basava il sostentamento del ceto contadino più povero.
Nelle aree meno fertili e più periferiche del regno (come ad esempio nell'interno della Sicilia e nell'entroterra peninsulare) l'isolamento contribuiva alla persistenza di alcuni gravi lasciti del feudalesimo (abolito nel 1806 nei domini continentali e nel 1813 in Sicilia), che influivano negativamente sulle condizioni economiche dei braccianti agricoli locali. Questi disagi, causati in primis dalla difficoltà nello spartire i terreni dei vecchi latifondisti nobili di provincia ancora legati alla rendita fondiaria, tuttavia erano compensati da una flessibile economia rurale che rendeva tutto sommato sopportabile anche la situazione economica dei contadini più poveri. Dopo l'Unità, con il considerevole aumento delle imposte e la poco oculata regolamentazione delle tariffe doganali, questo status quo economico nell'entroterra meridionale venne a mancare. Il governo sabaudo dimostrò più volte (a partire dalla repressione della rivolta di Bronte) di non tenere particolarmente a cuore le sorti dei braccianti, adottando negli anni successivi all'unità d'Italia provvedimenti che contribuirono a rendere ancora più precaria la loro esistenza e ad alimentare un fortissimo dissenso nei confronti del nuovo Stato unitario. Dissenso che, unito sovente a motivazioni politiche, diede origine al cosiddetto "brigantaggio" prima ed alla grande emigrazione poi. Nel tempo lo Stato Italiano con la monarchia sabauda fu apprezzato anche nel sud, al punto che il referendum monarchia-repubblica del 1946 vide il sud votare a larghissima maggioranza in favore del mantenimento della monarchia sabauda, mentre il nord votò per l'istituzione repubblicana.

### Industria e imprenditoria

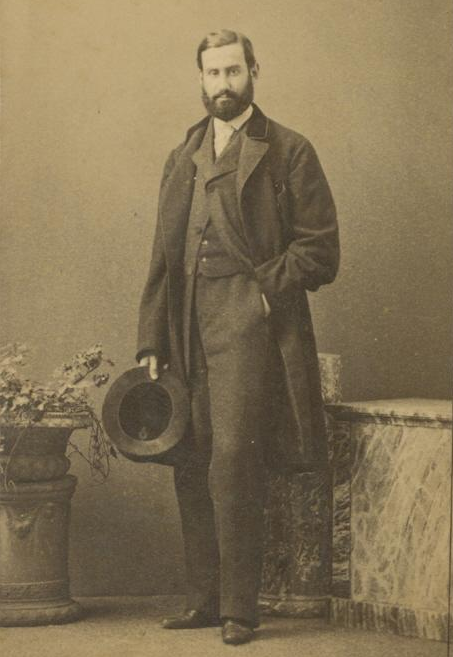
Francesco Buonanno, industriale conciario di Solofra (1855)

Il settore industriale, anche se meno rilevante dell'agricoltura, costituiva un campo in via di sviluppo e venne sostenuto dal governo borbonico attraverso politiche protezionistiche e incoraggiando l'afflusso di capitali stranieri nel regno. Dopo i primi barlumi di sviluppo industriale, avutisi durante il decennio francese, la dinastia borbonica, con la seconda restaurazione, avviò una politica volta all'indipendenza economica del reame. Si inaugurò dunque una politica industriale, che, nonostante i suoi limiti (non riuscì a soddisfare completamente i bisogni del regno), portò all'origine dei primi opifici moderni della penisola ed apportò notevoli mutamenti nel tessuto sociale del Mezzogiorno.

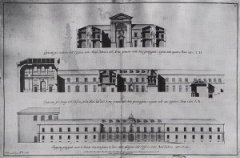
Fabbrica d'Armi di Torre Annunziata

Napoli era, in campo industriale, la città più significativa del regno e già negli anni trenta si era deciso di incanalare la sua espansione industriale verso la periferia orientale e lungo la costa vesuviana. Tra le attività più importanti dell'area urbana napoletana si ricordano la lavorazione delle pelli (principalmente per la produzione di guanti e scarpe), la produzione di stoviglie, i mobilifici, le fabbriche di materiali da costruzione, di cristalli (rinomato era quello di Posillipo), di strumenti musicali, le distillerie. Una notevole consistenza aveva l'industria cartaria e quella tessile, sia a livello artigianale sia a livello propriamente industriale. I progressi in campo tessile furono testimoniati anche dalla Statistical Society di Londra agli inizi degli anni quaranta dell'Ottocento: il console della regina britannica, Gallwey, nell'ottobre del 1841 redasse un rapporto sull'efficienza delle fabbriche tessili del litorale tirrenico napoletano. La siderurgia e la metalmeccanica rappresentavano il ramo industriale più consistente, con stabilimenti dislocati tra la zona del Mercato e Pietrarsa.
Rilevanti infatti furono la fabbrica metalmeccanica di Pietrarsa, la Real Fonderia di Castelnuovo, la Real Fabbrica d'armi di Napoli, i cantieri navali di Napoli e le officine dei Granili, facenti parte della grande industria statale napoletana. Il Reale Opificio Meccanico e Politecnico di Pietrarsa con i suoi 34.000 m² era il più grande impianto industriale di tutta la penisola, era munito di macchinari capaci di qualsiasi tipo di lavorazione metallurgica e metalmeccanica e produceva macchine utensili, caldaie, motori, rotaie, cannoni, vagoni ferroviari, materiale per navi, locomotive e macchine a vapore di vario impiego. Il complesso ospitava anche una scuola per macchinisti ferroviari e navali, grazie alla quale il regno poté sostituire nel giro di pochi anni le maestranze inglesi utilizzate in precedenza. A Pietrarsa furono costruite le prime macchine marine d'Italia per le navi a ruota "Tasso" e "Fieramosca".
Al complesso di Pietrarsa si affiancava l'opificio dei Granili, un impianto progettato da Ferdinando Fuga, destinato alla fabbricazione di caldaie marine e locomotive, oltre che a fonderia.
Tra le più importanti e moderne industrie metalmeccaniche private si ricordano le officine Guppy e gli stabilimenti Zino & Henry nel napoletano.
Poco lontano da Napoli si trovava il Cantiere navale di Castellammare di Stabia, il quale impiegava circa 1.800 operai.

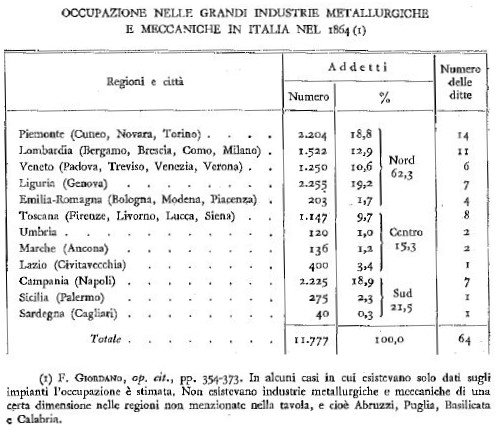
Addetti occupati nelle grandi industrie metallurgiche e meccaniche nel 1864

A causa di un sistema prettamente accentrato, Napoli era sede di una maggior aggregazione industriale: ciò comportò nei primi anni di questo processo di industrializzazione massicci spostamenti di lavoratori, che, provenienti dalle altre province del regno, aspiravano a migliori condizioni di vita; non sempre però l'occupazione era garantita a tutti. Con l'evoluzione della società indotta dalla crescita industriale tuttavia il fenomeno della migrazione interna andò sempre più scemando, fino a scomparire quasi del tutto negli ultimi decenni di vita del regno. Al di fuori dei grandi centri economici come Napoli, Palermo e Bari, alcune realtà industriali sorsero gradualmente in altre province del reame.
In Calabria Ulteriore era presente la Fonderia Ferdinandea ed il Polo siderurgico di Mongiana, in cui veniva lavorato e trasformato il ferro estratto dalle numerose miniere della zona (evitando l'importazione dall'estero). Mongiana ospitava anche una fabbrica d'armi che produceva materiali grezzi e finiti in uso nelle Forze Armate del regno. Le principali manifatture di armi tuttavia erano situate a Napoli e a Torre Annunziata (sede della Reale Fabbrica e Montatura d'Armi), dove gli acciai calabresi venivano lavorati e trasformati in armi da fuoco ed armi bianche.
In Sicilia, non emerse un'industria, così come invece nel napoletano. Si dovrà attendere il 1832 con Vincenzo Florio perché si sviluppassero iniziative industriali nei settori siderurgici, dei trasporti marittimi, della conservazione del pescato e vinicola.
Nelle zone di Enna, Caltanissetta e Agrigento, era presente da secoli l'industria mineraria basata sulla estrazione dello zolfo siciliano, a quel tempo fondamentale per la produzione di polvere da sparo (che nel regno avveniva nel moderno polverificio di Scafati) e acido solforico, produzione che soddisfaceva 4/5 della richiesta mondiale e del salgemma. 
Attiva la tradizionale produzione e il commercio del sale marino e, in campo agricolo, degli agrumi e del grano. Un commerciante inglese John Woodhouse, infine, aveva iniziato la commercializzazione del vino Marsala.
La comunità svizzera nel Regno delle Due Sicilie fu tra le più cospicue comunità estere presenti nel territorio del reame. I primi flussi migratori risalgono alla seconda metà del XVIII secolo, quando soldati di ventura elvetici si spostarono nelle Due Sicilie per essere assoldati dai Borbone.
Allo stesso tempo, però, un'altra tipologia di migranti discendeva la penisola. Si trattava di famiglie svizzere che andavano ad occupare, sia in qualità di imprenditori, sia in qualità di lavoratori, interi comparti economici del regno. Ad attirare il grosso degli investitori e della forza lavoro, furono il secondario ed il terziario: in particolare l'industria tessile, ma anche l'industria alberghiera, il comparto bancario ed il commercio.
(Claude Duvoisin, console svizzero a Napoli, 10 luglio 2006)
A comporre la comunità elvetica nelle Due Sicilie, non vi furono solo imprenditori ed operai, ma anche una schiera di uomini di cultura, composta da intellettuali, artisti e scrittori che fecero di Napoli la fonte di ispirazione di alcune delle loro opere.
Ancora oggi a Napoli vive un'ampia comunità svizzera, discendente, in parte, degli emigranti ottocenteschi.

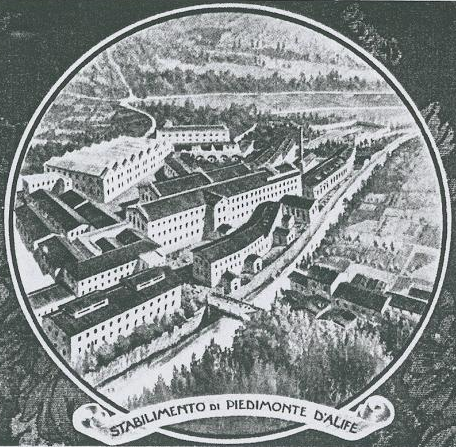
Stabilimento tessile di Piedimonte d'Alife

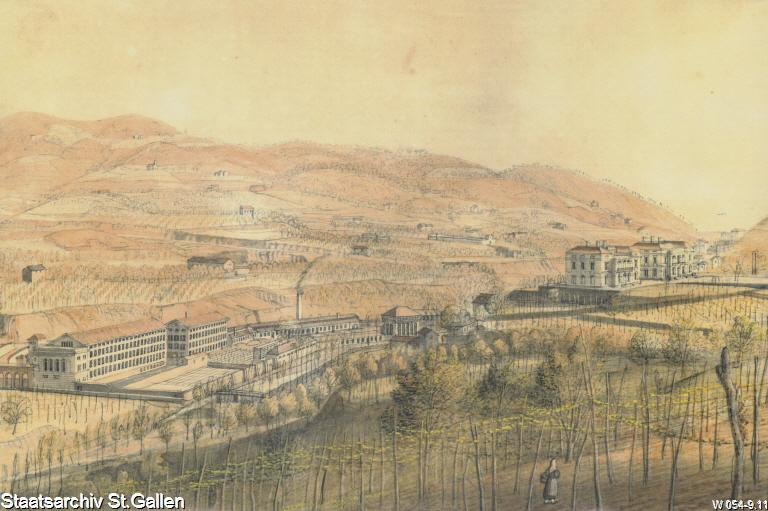
Stabilimento tessile nella valle dell'Irno (Salerno, 1840)

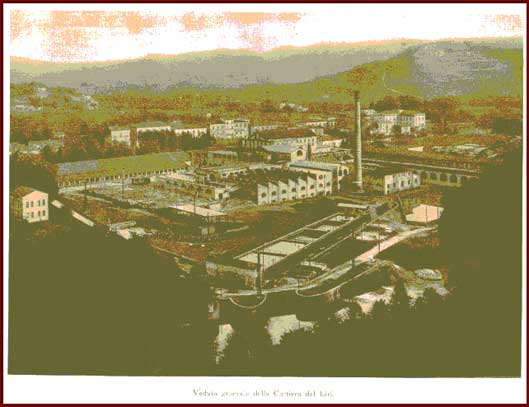
Cartiera a Isola del Liri

Nel salernitano e nella valle del Sarno esisteva una sorta di polo tessile, gestito in prevalenza da imprenditori facenti parte della cospicua comunità svizzera campana (Von Willer, Meyer & Zottingen, Zublin & Co., Schlaepfer, Wenner & Co., Escher & Co.). Queste industrie tessili, dotate di stabilimenti meccanizzati, avevano in quell'epoca potenzialità superiori a quelle presenti nel distretto di Biella (che successivamente diventerà il principale polo tessile italiano). In quest'area, assieme al settore tessile, sorse anche un cospicuo indotto, in alcuni casi sopravvissuto fino ai nostri giorni.
Il nucleo più antico della comunità elvetica in Campania si fa risalire alla nascita degli stabilimenti Egg a Piedimonte d'Alife. La migrazione di tessitori svizzeri in Campania fu causata dalla ristrettezza di materie prime di cui soffriva il settore tessile elvetico durante il "blocco continentale" napoleonico, che impediva le esportazioni di filati dall'Inghilterra (fondamentali per la nascente industria tessile svizzera). Tra i primi svizzeri ad intraprendere la produzione tessile nel reame napoletano si ricordano in particolare i Meuricoffre (futuri banchieri) e Johann Jakob Egg (1765-1843). Quest'ultimo nel 1812 ebbe in concessione dal governo un vecchio monastero a Piedimonte d'Alife che in breve trasformò in un moderno opificio dotato di una forza lavoro di 1.300 operai. Molti connazionali di Egg, incoraggiati dal suo successo, decisero così di stabilirsi nel Regno delle Due Sicilie, in cui la produzione di cotone (nell'area vesuviana) e di lana (negli Abruzzi) era abbondante e qualitativamente buona.
Impianti tessili gestiti da imprenditori autoctoni si trovavano anche in altre province del regno, come gli stabilimenti tessili dei Sava, Zino, Manna e Polsinelli in Terra di Lavoro: in particolare nella valle del Liri erano presenti oltre 15 lanifici i quali soddisfacevano gran parte dei bisogni del mercato meridionale. Nelle valli del Liri e del Fibreno era inoltre concentrata la rilevante industria cartaria, che tuttavia operava anche in altri centri vallivi del reame. Manifatture significative erano situate a San Leucio (Caserta), dove avveniva ed avviene tuttora la produzione di seta pregiata.
L'industria alimentare era legata, in particolar modo, alla produzione di olio, vino e grano duro ed i pastifici erano diffusi su tutto il territorio del regno (in particolare nella provincia di Napoli tra Torre Annunziata e Gragnano) con esportazioni di pasta lavorata che interessavano sia diversi stati europei, sia gli Stati Uniti d'America.
Con il passare del tempo si ebbe uno sviluppo delle strutture industriali già esistenti in Campania, Calabria e Sicilia ed una diffusione di modesti opifici e piccole o medie fabbriche anche in altre aree continentali del regno, in particolare in Abruzzo, Puglia e, in maniera molto esigua, in Molise e Basilicata.

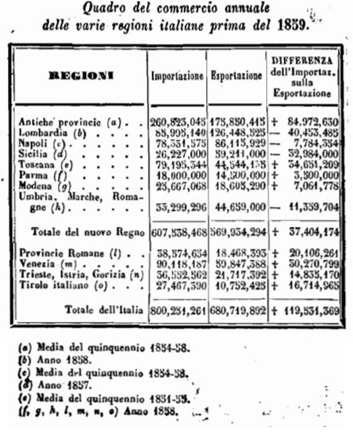
Commercio Import-Export 1859

In Terra di Bari e nelle altre province pugliesi, nella prima metà dell'Ottocento, si ebbe un processo di industrializzazione che coinvolse numerosi centri urbani. Tra le aziende di maggior rilievo nel settore tessile sono da ricordare i lanifici Nickmann (1848) e le filande Marstaller, le quali, oltre a produrre tessuti, si occupavano dell'esportazione di olii, vini e mandorle in Germania. Nel settore metallurgico si ricordano le officine Lindemann (fondate da Guglielmo Lindemann a Salerno nel 1836) situate a Bari dal 1850, che, oltre alla produzione metallurgica (lavorazioni dello zolfo, gasometri, macchine agricole, infissi per grandi edifici, caldaie e motori navali), assunsero anche il ruolo di fabbrica agro-chimica nei processi di estrazione degli olii e nella fabbricazione di saponi. In quell'epoca, infine, nelle città pugliesi, per iniziativa locale sorsero piccole industrie legate soprattutto alla produzione agricola: vi si costruivano molini, macchinari per la lavorazione dei filati, per la produzione degli olii, del vino e vi si producevano saponi.
Dopo il 1824, molte piccole fabbriche manifatturiere si trasformarono in veri e propri complessi industriali che resero alcune zone del Regno delle Due Sicilie all'avanguardia nella fase iniziale dell'industrializzazione della penisola.

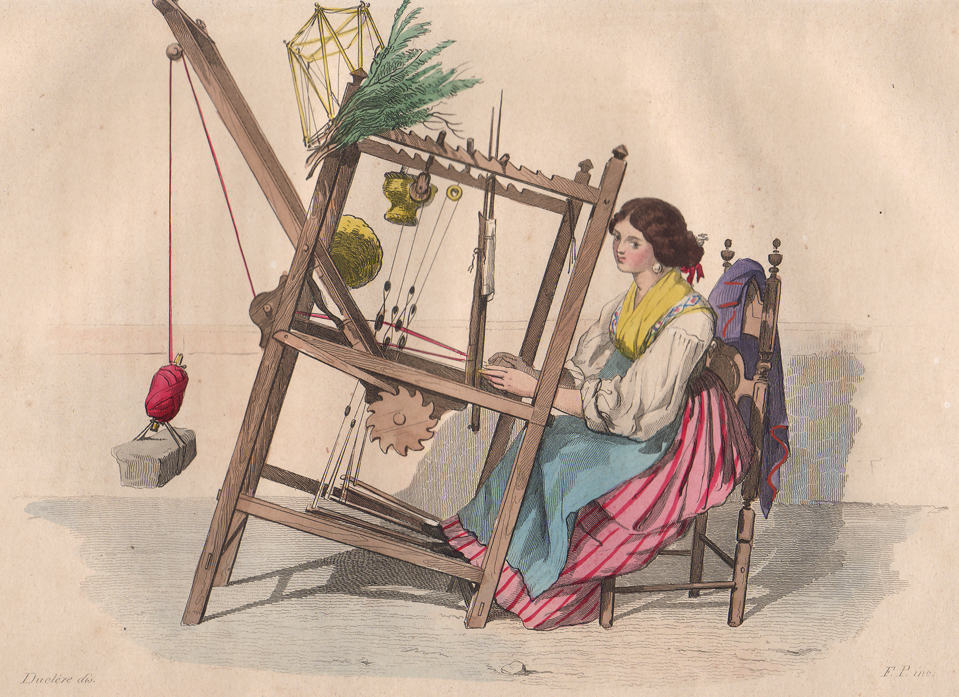
Tessitrice domestica (Francesco De Bourcard, 1853)

Negli anni cinquanta i salari degli operai del settore privato ammontavano in media ad una paga giornaliera di 40/50 grana (per poter fare un valido paragone col settore pubblico basti pensare che un Aiutante di Battaglione, il sottufficiale di grado più alto nel Real Esercito, percepiva una paga giornaliera di 54 grana, che tra l'altro corrispondeva a oltre il 20% in più rispetto alla paga del parigrado dell'Esercito piemontese). I capi-operaio invece ricevevano una paga giornaliera di 75/85 grana in media. Sebbene questi salari fossero in linea con quelli del resto d'Italia, il costo della vita nelle Due Sicilie era particolarmente contenuto. Questa struttura salariale infatti si inseriva in un sistema di prezzi alquanto stabile, specie per i generi di più largo consumo: un chilogrammo di pane costava 6 grana, un kg di pasta 8 grana, un kg di carne bovina 16 grana, 0,75 litri di vino 2 grana, ecc.
Tommaso Pedio ci ricorda come non vi fossero ancora norme a tutela delle condizioni lavorative: l'operaio non aveva il diritto di protestare per ottenere migliori condizioni di lavoro e lo sciopero poteva essere punito dalla legislazione borbonica come "atto illecito tendente al disturbo dell'ordine pubblico": ciò contribuì a creare negli anni successivi al '48 un certo fermento tra la classe operaia del reame, il cui malcontento si manifestò poi con grande vigore negli anni successivi all'unità in seguito al nascere di nuove problematiche. Intorno al 1848 si ebbe la nascita di alcuni nuclei socialisti tra gli operai napoletani e salernitani e tra gli intellettuali della capitale (il cui esponente più celebre fu Carlo Pisacane, morto in seguito alla spedizione di Sapri nel 1857).
Secondo alcuni storici l'imprenditoria nelle province meridionali era esiguamente sviluppata rispetto al resto d'Italia, tranne alcune notevoli eccezioni come i Florio siciliani, a causa delle deficienze strutturali dell'economia del Mezzogiorno, evidenziate principalmente nella scarsezza di materie prime quali il carbon fossile e ferro, la mancanza di capitali (principalmente investiti in rendite fondiarie e titoli di stato), la mancanza di una educazione tecnica degli operai che relegava l'attività manifatturiera principalmente all'ambito artigiano e casalingo (al primo censimento del 1861, delle 1.179.499 unità censite come "popolazione artigiana" nelle Province Napoletane, 764.350 erano donne, di cui, a sua volta, 118.626 avevano meno di 15 anni d'età) e alla scarsezza del mercato interno del regno stesso.

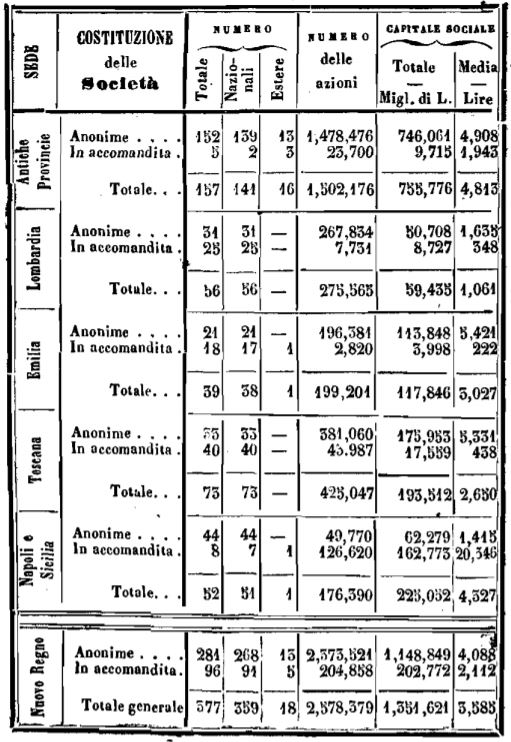
Società anonime ed in accomandita nel 1860 -

Tuttavia, i dati riportati da uno studio del 2010 della Banca d'Italia "tendono a confermare alcune delle ipotesi revisioniste": i dati esposti dimostrano come, nel 1871, l'indice di industrializzazione delle principali province campane e siciliane fosse allo stesso livello delle province del Triangolo industriale. Lo stesso studio sottolinea come nella seconda metà dell'Ottocento l'industria italiana avesse carattere principalmente artigianale ed evidenzia come fosse concentrata a ridosso delle grandi aree urbane.
Oltre allo studio Bankitalia, vi è anche un dossier degli economisti Vittorio Daniele (Università di Catanzaro) e Paolo Malanima (Istituto ISSM - CNR) che, ricostruendo il Prodotto pro-capite delle regioni italiane sulla base dei dati del 1891 e successivi, concludono che al 1860 non esistesse alcun reale divario in termini di reddito individuale medio tra nord e sud, divario che incomincia invece a crearsi nell'ultimo decennio dell'Ottocento. Gli autori in conclusione affermano che l'attuale disparità di reddito tra il Nord e il Sud del Paese non potrebbe essere spiegata ricorrendo a cause pre-unitarie, in quanto la differenza si manifesta a partire dall'ultimo ventennio dell'Ottocento sotto forma di minore crescita del Mezzogiorno.
| Provincia | 1871 | 1881 | 1901 | 1911 | Popolazione maschile con più di 15 anni (1871) | Area [km²] |
| --------- | ---- | ---- | ---- | ---- | ---------------------------------------------- | ---------- |
| Milano    | 1,69 | 1,78 | 2,23 | 2,26 | 351.000                                        | 3.163      |
| Napoli    | 1,44 | 1,59 | 1,42 | 1,32 | 312.000                                        | 908        |
| Torino    | 1,41 | 1,54 | 1,70 | 1,69 | 329.000                                        | 10.236     |
| Venezia   | 1,37 | 1,33 | 1,22 | 1,08 | 117.000                                        | 2.420      |
| Firenze   | 1,22 | 1,27 | 1,21 | 1,15 | 268.000                                        | 5.867      |
| Palermo   | 1,21 | 0,99 | 0,80 | 0,65 | 210.000                                        | 5.047      |
| Roma      | 0,96 | 0,99 | 0,85 | 0,85 | 318.000                                        | 12.081     |

Tuttavia, gli autori dello studio da cui si citano i dati sopraindicati, tengono a far notare come «le province sono meno omogenee delle regioni, e gli indici vanno valutati con maggiore prudenza», poiché, ad esempio, «gli indici per Napoli e soprattutto Livorno tendono a superare la media semplicemente perché le province erano piccole, con poca terra agricola, e dunque relativamente pochi agricoltori.»
Nel sito istituzionale per il 150° dell'unità è esposta la tesi che considera il divario Nord-Sud preesistente all'Unità e provocato principalmente dalla diversa storia dei due territori, già a partire dalla caduta dell'impero romano, differenza che sarebbe aumentata a partire dal 1300. Secondo altri studi al momento dell'unificazione la differenza in termini di reddito pro-capite sarebbe stata stimata nel 15-20% maggiore nel nord rispetto al sud, dato che si ricava non solo dall'analisi del numero degli occupati, bensì anche delle dimensioni e delle capacità competitive degli stabilimenti industriali. Altri studi stimano la differenza del reddito pro-capite del 25% maggiore nella parte nord-ovest rispetto a quella meridionale.

### Marina mercantile e commercio internazionale

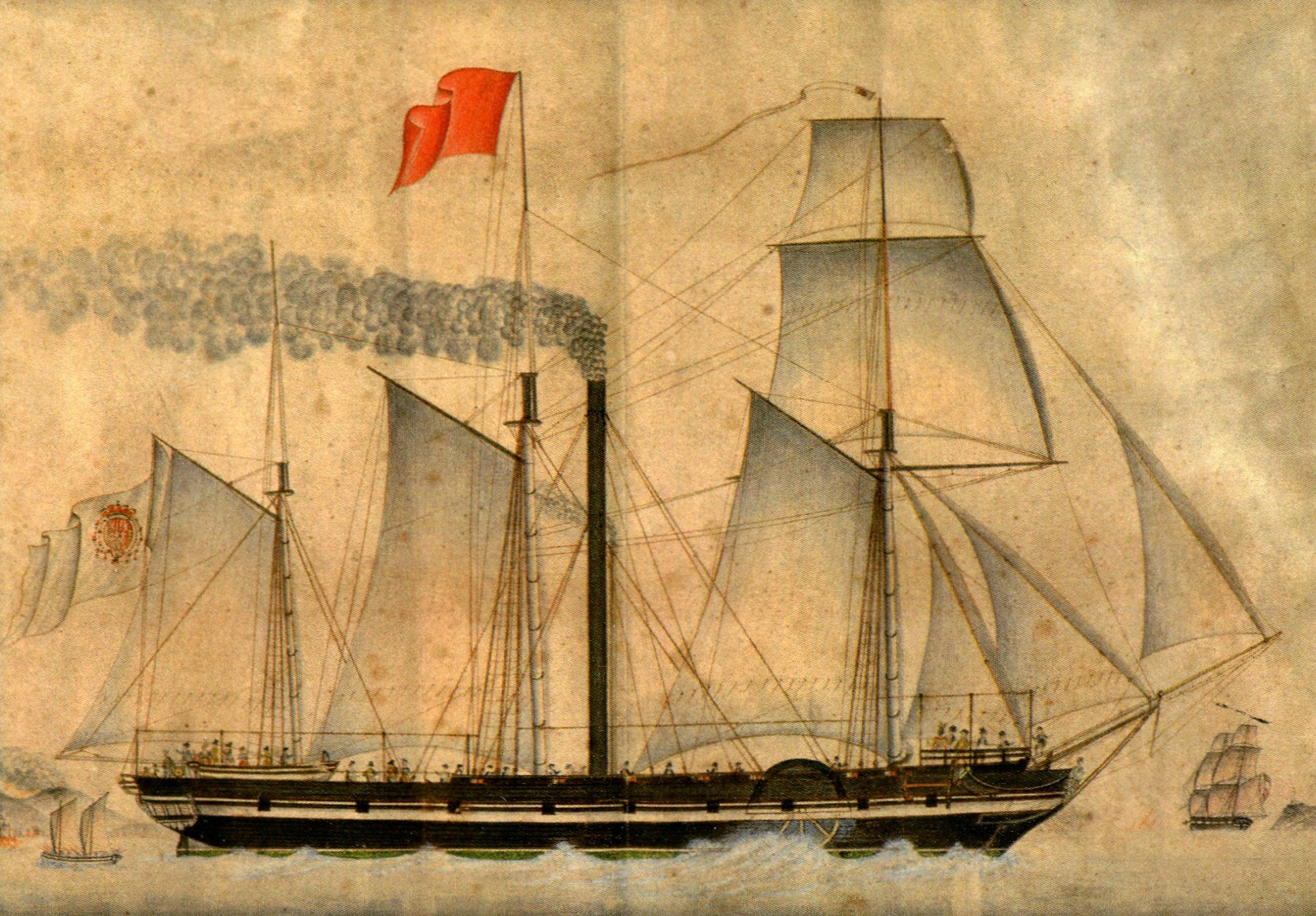
Il "Ferdinando I", prima nave a vapore del Mediterraneo (1818)

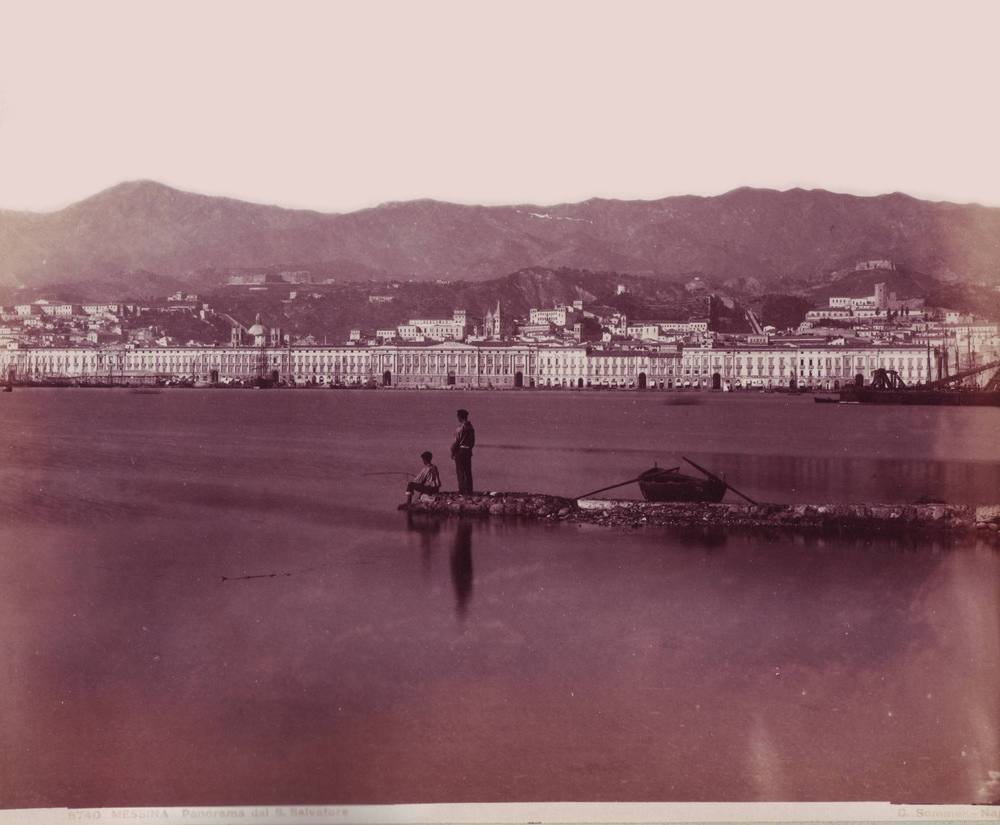
Messina, importante porto commerciale, come appariva prima di essere distrutta dal sisma del 1908

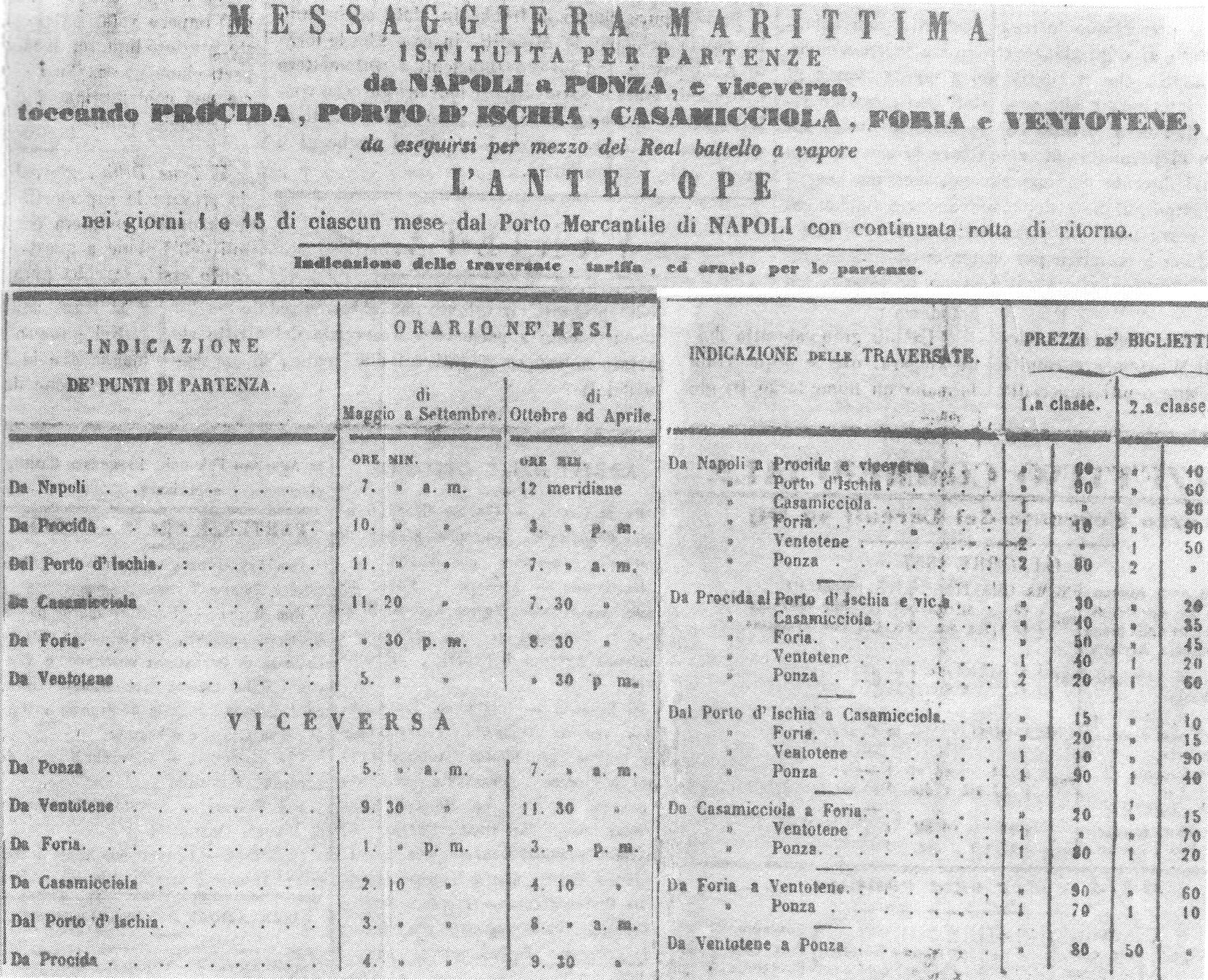
Avviso pubblicitario della compagnia "Messaggiera Marittima", 8 ottobre 1857

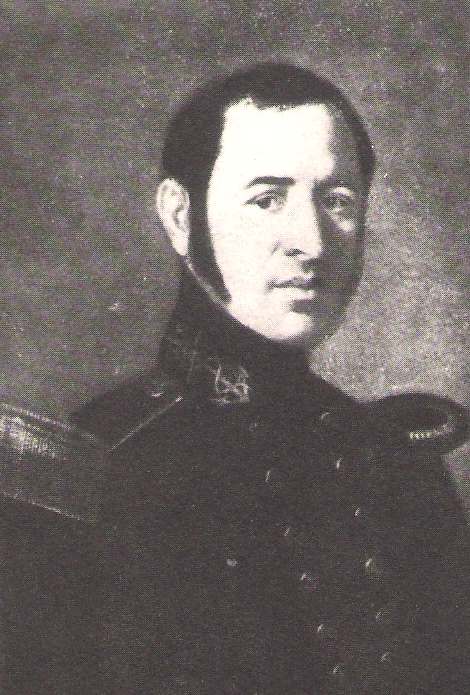
Vincenzo di Bartolo, pioniere della navigazione mercantile nelle Indie Orientali

Il regno era dotato di un'importante marina mercantile. Sia il commercio che l'industria infatti, concentrati principalmente nelle città costiere, si servivano dei trasporti marittimi forniti dalle numerose compagnie di navigazione e dallo stesso Stato che, oltre a solcare il Mediterraneo, compivano anche rotte oceaniche (soprattutto per raggiungere i paesi dell'Europa del nord). Ad esempio, la società Sicula Transatlantica, dagli armatori palermitani De Pace, si dotò del Sicilia, un piroscafo a vapore di costruzione scozzese, che collegò Palermo a New York in 26 giorni, divenendo la prima nave a vapore italiana a giungere nelle Americhe.
Nel 1734, anno in cui Carlo di Borbone assunse il titolo di re delle Due Sicilie dopo l'epoca vicereale, le marine mercantili napoletana e siciliana versavano in pessime condizioni. I porti minori erano chiusi al traffico e le esportazioni ridotte al minimo. Per far fronte a questa situazione re Carlo fece emanare una serie di norme e disposizioni atte a rendere finalmente efficace la navigazione mercantile nel suo Stato. Furono stabiliti regolamenti moderni per i marinai ed i padroni e fu incrementata la cantieristica e l'istruzione professionale nelle aree di più lunga tradizione marinara (come nella penisola sorrentina e nell'arcipelago Campano). Il nuovo corso della marineria mercantile napoletana e siciliana fu determinato inoltre dal potenziamento della Marina Militareed inoltre dall'eliminazione dei privilegi doganali per i legni inglesi, francesi, spagnoli e olandesi che procuravano problemi all'erario nazionale. A metà Settecento i legni delle Due Sicilie ripresero a commerciare con i principali porti del Mediterraneo, con occasionali viaggi oltre le Colonne d'Ercole.
Con l'avvento al trono di Ferdinando IV sul trono di Napoli si consolidarono le norme introdotte sotto il regno di Carlo di Borbone, furono potenziate le strutture al servizio della marineria mercantile e furono sottoscritti nuovi trattati di commercio con i paesi nordafricani, gli stati anseatici del Baltico e con l'Impero russo, permettendo alle navi delle Due Sicilie di poter transitare per i Dardanelli ed il Bosforo per raggiungere i porti del Mar Nero. In quegli anni inoltre furono consolidati i rapporti commerciali con tutti gli Stati del Mediterraneo, con il Regno Unito, il Portogallo, i Paesi Bassi, la Danimarca e la Svezia.
La seconda metà del XVIII secolo segnò per il Regno delle Due Sicilie la ripresa di una coscienza marinara, contrassegnata dal sorgere di tutte quelle attività che decretarono l'inizio dell'evoluzione verificatasi dopo il Congresso di Vienna, in cui il processo di trasformazione della società napoletana impresse alla sua economia una spinta in senso borghese. Durante il decennio francese le strutture economiche e sociali del regno si rafforzarono, si consolidò la borghesia, erede del baronaggio feudale ormai abolito, e soprattutto si formò una nuova coscienza politica. Tornato sul trono Ferdinando I di Borbone si conservarono le normative di epoca napoleonica, si diedero premi ai legni che esportavano nei mari più lontani, nacquero le prime compagnie di assicurazione e si incrementarono le costruzioni navali nazionali. Negli anni dieci dell'Ottocento la bandiera delle Due Sicilie, la prima in assoluto di uno Stato italiano, cominciò a sventolare regolarmente anche nei porti americani del nord e del sud (è da ricordare a questo proposito l'apertura della prima ambasciata degli Stati Uniti in Italia, avvenuta a Napoli il 16 dicembre del 1796), nelle Antille e nelle Indie.
Nel 1817 il principe di Ottajano Luigi de' Medici di Ottajano, ministro delle finanze, decise che il reame avrebbe dovuto dotarsi di navi a vapore per la navigazione mercantile. Così si commissionò al cantiere di Stanislao Filosa, presso il forte di Vigliena a est di Napoli, la prima nave a vapore del Mediterraneo: il Ferdinando I, di 213 tonnellate, varato il 24 giugno 1818 e affidato all'alfiere di vascello Giuseppe Libetta. Il primo viaggio fu tra Napoli e Marsiglia, passando per Genova, Livorno e Civitavecchia: fu il primo viaggio in mare aperto di una nave a vapore in Europa.
Con il regno di Francesco I si ebbe un ulteriore consolidamento della flotta mercantile delle Due Sicilie: furono aumentati i vantaggi per chi esportava in America, fu incrementata la costruzione di navi a vapore (si organizzò anche un servizio postale e di collegamenti su navi a vapore, il primo di questo genere in Italia) e furono contratti nuovi accordi commerciali. In particolare si ricorda l'accordo con la Sublime porta che permise il libero transito delle navi di bandiera borbonica nel Bosforo.
Morto Francesco I, salì sul trono delle Due Sicilie il figlio Ferdinando II, il sovrano che diede l'impulso maggiore al potenziamento della marina mercantile nel reame. Sotto il suo regno si registrarono molti primati: la prima nave da crociera a vapore del Mediterraneo (il Francesco I, 1832), la prima nave a vapore in ferro con propulsione a elica (il Giglio delle Onde, 1847), il primo transatlantico a vapore tra Napoli e New York (il Sicilia, dei fratelli palermitani De Pace, nel 1854), il primo moderno sistema di fari in Italia (a partire dal 1841). Inoltre furono ampliati ed ammodernati quasi tutti i porti delle Due Sicilie, tra cui quello di Napoli (in cui fu costruito nel 1852 il secondo bacino di raddobbo in muratura italiano dopo quello di Genova), furono costruiti nuovi porti (come quello di Nisida e di Bari) ed istituite nuove scuole nautiche ed ospedali.
Anche le esportazioni videro un significativo aumento. Aumentarono i traffici attraverso l'Atlantico, il Mar Nero, il Baltico, l'America Latina, la Scandinavia, il nord-Africa, si consolidarono le esportazioni nel Regno Unito. Il capitano Vincenzo di Bartolo, al comando dell'Elisa (249 tonnellate), fu il primo italiano a raggiungere con una nave di uno Stato preunitario il Sud-est asiatico: dopo aver lasciato le Antille e sorpassato il Capo di Buona Speranza, attraversò tutto l'Oceano Indiano fino a raggiungere l'isola di Sumatra. L'impresa del di Bartolo aprì la via ai commerci per le Indie orientali, la bandiera con i gigli borbonici prese a sventolare sui mari della Sonda, spesso luogo di scontro con i pirati locali, registrando una presenza stabile nei porti di Singapore e Samarang. In quegli anni, si ebbe un continuo e costante accrescimento delle esportazioni e delle importazioni e, di conseguenza, una costante crescita dell'economia del regno. Nel 1846, si eliminarono o abbassarono molti dazi protezionistici: con il decreto del 9 marzo si ribassava il dazio su tessuti, lavori in seta e in metallo, prodotti chimici e medicinali; con quello del 21 novembre si abbassò il dazio di esportazione sull'olio di oliva. Successivamente, il decreto del 26 marzo 1847 abolì il dazio d'importazione sulla corteccia di quercia, necessaria per le concerie. Nel 1847, i bastimenti delle Due Sicilie furono i più numerosi nei porti nordamericani, fra quelli degli stati italiani preunitari, le importazioni e le esportazioni crebbero ancora ed il tonnellaggio della marina mercantile superò, sempre in quell'anno, le 200.000 tonnellate.
Le rivolte del 1848 segnarono una battuta d'arresto per i traffici del regno, tuttavia dopo qualche anno la marineria delle Due Sicilie riprese la sua crescita.
Nel 1852 i bastimenti napoletani iniziarono a commerciare anche con Calcutta, e gli eventi della successiva Guerra di Crimea furono sfruttati dalle compagnie di navigazione regnicole, che aumentarono notevolmente i propri capitali mettendo a disposizione le proprie flotte per i trasporti militari. Nel corso degli anni cinquanta la consistenza della flotta mercantile delle Due Sicilie raggiunse il suo apice, nei cantieri della penisola sorrentina furono costruiti i primi bastimenti da 1.000 tonnellate, i quali conquistarono un altro primato per uno Stato italiano preunitario: raggiunsero il Madagascar e le isole minori dell'Oceano Indiano. Si ebbe poi un susseguirsi di trattati commerciali: nel 1845 con la Russia, nel 1846 con il Regno di Sardegna, Stati Uniti d'America e Danimarca, nel 1847 con la Prussia, nel 1848 con il Belgio e Paesi Bassi, nel 1851 con l'Impero ottomano, nel 1852 con il Granducato di Toscana, nel 1854 con l'Austria e lo Stato Pontificio e nel 1856 con la Spagna e la Svezia. Con decreto del 18 dicembre 1854 si stabilì inoltre che le disposizioni dei trattati si applicavano sia alle provenienze dirette che indirette. Il primato delle relazioni di import-export delle Due Sicilie spettava alla Francia e all'Inghilterra: negli studi effettuati sulla Statistica Generale Commerciale delle Due Sicilie conservata all'archivio di Stato di Napoli si trova, per l'indicativo anno 1857, che per il 40,6% dei commerci di esportazioni/importazioni si ebbero con legni francesi e per il 32,1% con legni inglesi. Il commercio estero delle Due Sicilie si basava principalmente, per quanto concerne la composizione merceologica, in prodotti agricoli: olio, seta, grano, liquirizia, robbia, canapa e lana rappresentavano il 75% dello stock. Tra il 1859 ed il 1860, morto Ferdinando II, furono compiute altre aperture liberiste da Francesco II, che consistevano nel diminuire drasticamente i dazi d'importazione. Tuttavia queste misure non ebbero mai effettiva applicazione, perché con l'annessione del Regno delle Due Sicilie al Regno d'Italia furono introdotte anche nell'ex stato borbonico i regolamenti del Regno di Sardegna. Nel 1859 la marina mercantile delle Due Sicilie contava in totale quasi 12.000 imbarcazioni e navi per complessive tonnellate 320.000 circa.

#### Tonnellaggio e numero di imbarcazioni

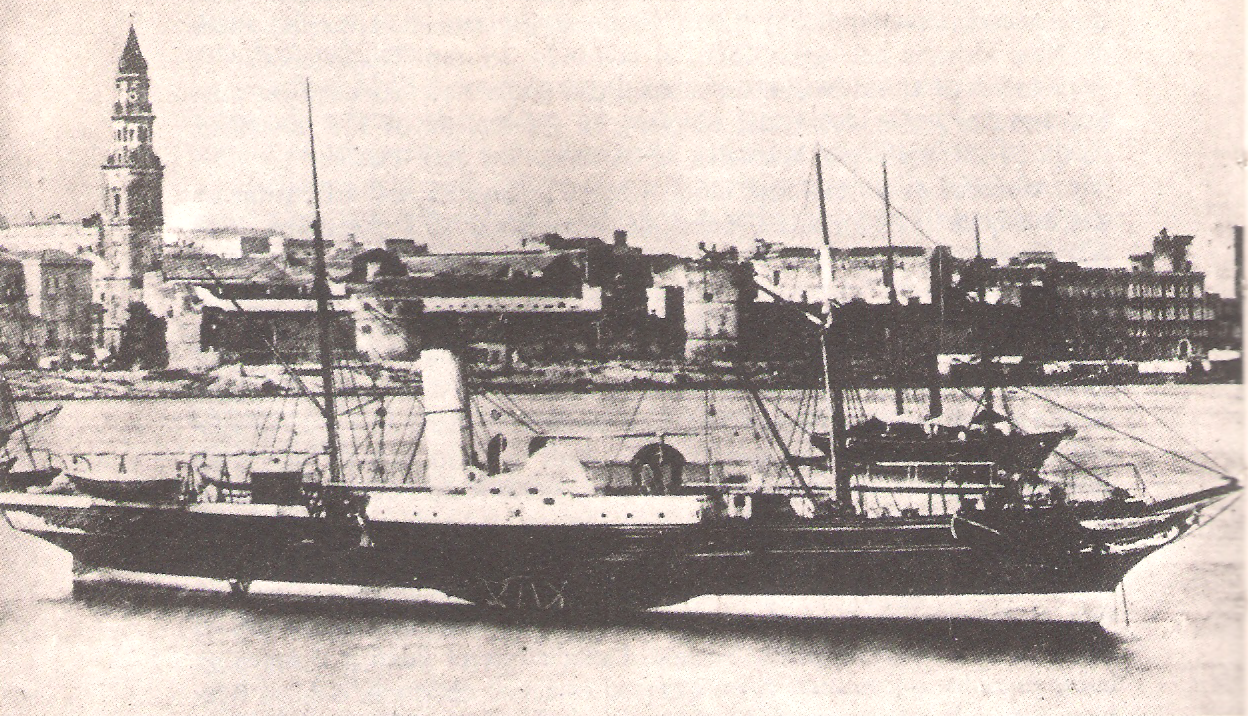
Il "Corriere siciliano" di Vincenzo Florio (1852)

L'"Elettrico" di Vincenzo Florio (1859)

Nonostante i progressi evidenziati in campo tecnologico, tra il 1818 ed il 1824, si registrò, per tonnellaggio e numero di imbarcazioni, una esigua crescita della marina mercantile del regno: ciò è imputabile al "privilegio di bandiera" concesso ad Inghilterra, Francia e Spagna. In base a tale privilegio, le merci trasportate su vascelli battenti bandiere di questi paesi beneficiavano di una riduzione sui dazi, pari al 10%, che, influendo sul prezzo finale delle merci, faceva in modo che tali bastimenti fossero preferiti per gli scambi commerciali. A partire dal 1823, però, il governo varò alcuni provvedimenti normativi i cui risultati divennero evidenti negli anni successivi: tali disposizioni, infatti, ebbero un effetto propulsivo per l'industria cantieristica. Quest'ultima, inoltre, poté beneficiare anche della disponibilità, sul territorio dello Stato, delle materie prime di cui necessitava e di un basso costo del lavoro. Così, tra il 1825 ed il 1855, si registrò una forte crescita della marina mercantile, tanto da risultare raddoppiata rispetto al 1824. In particolare, tra il 1834 ed il 1860, fatta salva una interruzione avutasi nel quinquennio 1851-1855, tale crescita fu costante: nelle province continentali, si passò dalle 5.328 unità per 102.112 tonnellate del 1834 alle 9.847 unità per 259.917 tonnellate del 1860, con un incremento del 148,80% per le unità ed un incremento del 254,50% per il tonnellaggio. Fino al 1850, poi, tale crescita costante, per il naviglio, fu estremamente regolare e si tradusse in incremento annuo del 10%. La crescita del tonnellaggio, invece, sempre fino al 1850, crebbe in maniera irregolare, facendo registrare valori compresi in una forbice tra lo 0,50% ed il 12,50%, poiché condizionata dalle differenti tendenze nella produzione delle diverse tipologie di naviglio.
Dal punto di vista amministrativo, il litorale del regno era organizzato in diciassette Commissioni marittime; undici erano quelle dei dominii al di qua del Faro: Napoli, Gaeta, Salerno, Paola, Pizzo, Reggio, Taranto, Barletta, Manfredonia, Pescara e Giulia; sei erano quelle dei dominii al di là del Faro: Palermo, Messina, Catania, Siracusa, Girgenti e Trapani. Dalle commissioni dipendevano le dogane, presso le quali dovevano essere registrate le imbarcazioni, e le marine di allestimento (queste ultime, che ammontavano a 91, distribuite lungo le coste dello Stato, erano siti in cui erano costruiti i natanti o, comunque, custoditi).
| Commissione marittima | Numero | Tonnellaggio (t) |
| --------------------- | ------ | ---------------- |
| Palermo               | 256    | 20.492           |
| Messina               | 279    | 14.036           |
| Catania               | 254    | 11.551           |
| Noto                  | 136    | 2.512            |
| Girgenti              | 313    | 2.765            |
| Caltanissetta         | 69     | 1.129            |
| Trapani               | 517    | 8.970            |
| Totale                | 1.814  | 61.455           |

Alla Commissione marittima di Napoli era iscritta la massima parte del naviglio di tutto il reame; a tale commissione, dalla quale dipendeva tutto il litorale della provincia partenopea, le sue isole e l'isola di Ponza, benché quest'ultima fosse inclusa nella provincia di Terra di Lavoro, facevano capo 17 marine d'allestimento, suddivise in tre classi di rilevanza.
| Classe | Località |
| ------ | --- |
| 1      | Napoli, Castellammare |
| 2      | Pozzuoli, Procida, Piano di Sorrento                                                                                               |
| 3      | Sorrento, Torre del Greco, Torre Annunziata, Portici-Granatello, Massa, Vico, Capri, Ischia, Forio, Casamicciola, Ventotene, Ponza |

Nei dominii al di qua del Faro, per tonnellaggio, alla commissione di Napoli, seguivano le commissioni di Barletta, Gaeta, Salerno e Reggio; mentre, per quanto concerne la portata media dei legni registrati presso ciascuna commissione (dato ottenuto rapportando il tonnellaggio complessivo con il numero delle unità di naviglio), le commissioni di Napoli, Barletta e Gaeta risultavano sempre le più rilevanti, seguite, però, da Manfredonia e Pescara. Considerando i singoli porti, invece, quello di Napoli faceva registrare il tonnellaggio maggiore, mentre il porto di Procida era quello con il maggior numero di navi di grande stazza destinate alla navigazione di lungo corso. I legni presso il porto di Torre del Greco, invece, erano composti prevalentemente da battelli destinati alla pesca del corallo.
| Bastimenti di maggior portata | Bastimenti di maggior portata | Bastimenti di maggior portata | Imbarcazioni di minor portata | Imbarcazioni di minor portata | Imbarcazioni di minor portata |
| Tipo                          | Numero                        | Tonnellaggio (t)              | Tipo                          | Numero                        | Tonnellaggio (t)              |
| ----------------------------- | ----------------------------- | ----------------------------- | ----------------------------- | ----------------------------- | ----------------------------- |
| Piroscafi                     | 17                            | 3.748                         | Cutter                        | 6                             | 123                           |
| Barks                         | 23                            | 10.413                        | Bombarde                      | 12                            | 1.124                         |
| Brigantini                    | 380                           | 106.546                       | Velacciere                    | 17                            | 1.251                         |
| Brick-schooners               | 211                           | 33.067                        | Bovi                          | 120                           | 4.678                         |
| Navi                          | 6                             | 2.432                         | Paranze                       | 1.332                         | 29.860                        |
| Golette                       | 13                            | 1.246                         | Sciabecchi                    | 8                             | 379                           |
| Polacche                      | 2                             | 488                           | Bracciere                     | 33                            | 1.131                         |
| Mistici                       | 113                           | 5.051                         | Speronare                     | 2                             | 23                            |
| Traboccoli                    | 30                            | 1.282                         | Tartane                       | 98                            | 7.831                         |
| Pielaghi                      | 231                           | 13.958                        | Marielle                      | 13                            | 551                           |
| Feluconi                      | 108                           | 1.784                         | Scogliere                     | 8                             | 719                           |
| Pinchi                        | 3                             | 389                           | Schifazzi                     | 1                             | 18                            |
| Martingane                    | 180                           | 11.584                        | Yachts                        | 2                             | 355                           |
|                               |                               |                               | Barche                        | 3.586                         | 14.782                        |
|                               |                               |                               | Gozzi                         | 3.292                         | 5.083                         |
| Totale                        | 1.317                         | 191.988                       | Totale                        | 8.530                         | 67.908                        |

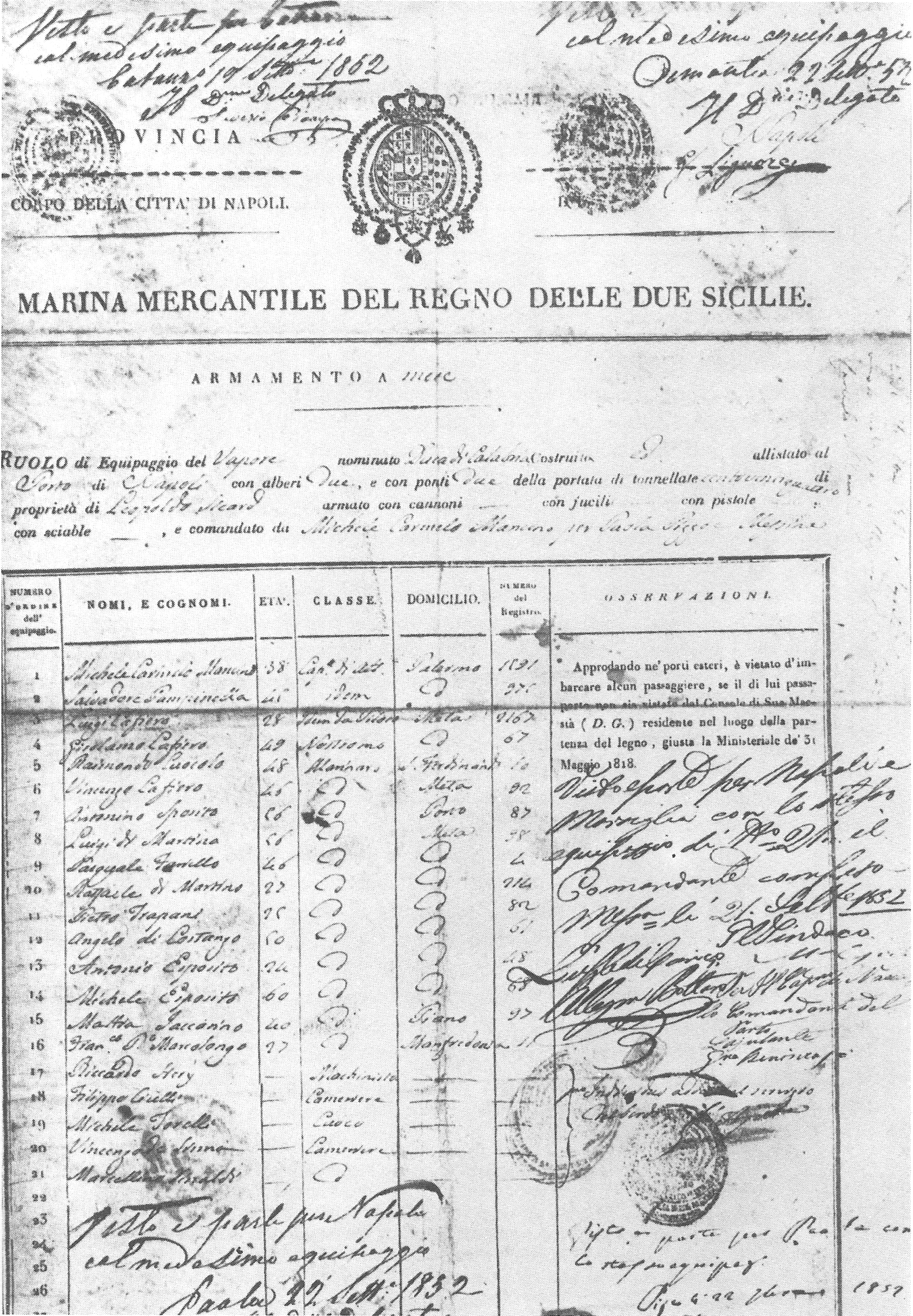
Ruolo d'equipaggio del piroscafo "Duca di Calabria" della "Società Calabro-Sicula" (1852)

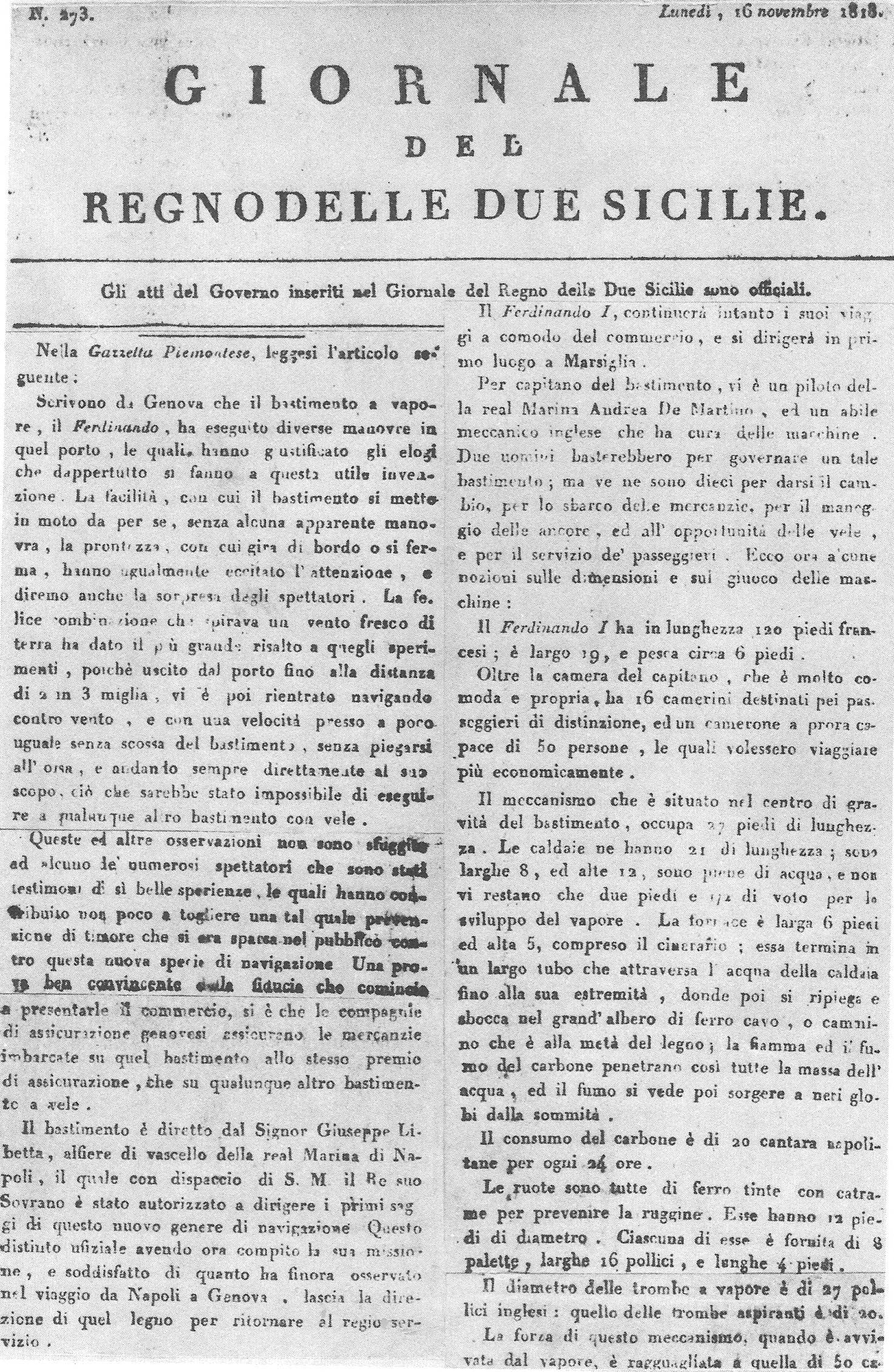
Notizie sul bastimento a vapore "Ferdinando I" a Genova (1818)

Tuttavia negli anni successivi all'unificazione si assistette ad un progressivo smantellamento della flotta meridionale: i nuovi governi italiani puntarono decisamente sulle industrie e sui cantieri del nord, in particolare liguri, sostenendoli con l'intervento politico, con generosi anticipi di capitale e con altre sovvenzioni statali. La penuria di investimenti nel Mezzogiorno e la progressiva perdita del potere economico limitarono in quegli anni la trasformazione della flotta mercantile del sud in senso moderno. A questo trend negativo resistettero solo alcuni tra i maggiori armatori napoletani, della penisola sorrentina ed i Florio in Sicilia (grazie al sostegno dei parlamentari siciliani). Le altre compagnie di navigazione napoletane scomparvero gradualmente, oppure assunsero una dimensione locale che comportò un loro ridimensionamento.

Sulla effettiva consistenza della flotta mercantile borbonica lo storico meridionale Raffaele de Cesare, nel suo libro “La fine di un Regno” (pp. 165–166) scrive, fra l'altro, testualmente: 

#### Relazioni commerciali

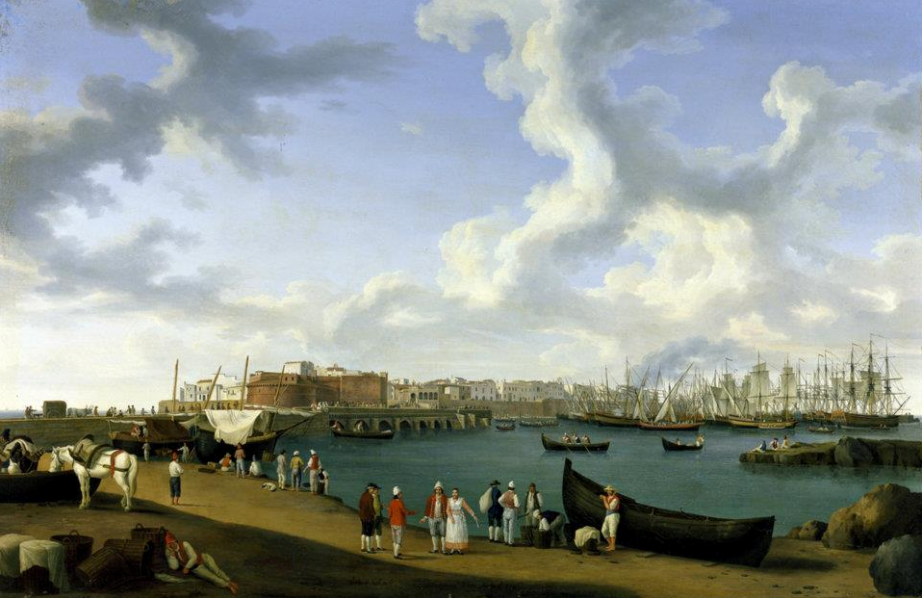
Il porto di Gallipoli nel 1790

L'aumento del numero di imbarcazioni componenti la marineria del regno, il contestuale incremento del loro tonnellaggio (in particolare per le navi di maggiore portata) e la crescita del movimento complessivo delle navi napoletane nei porti del reame, in particolare nel ventennio 1838-58, si configurano come indicatori dello sviluppo fatto registrare dai commerci nelle Due Sicilie. Inoltre, a partire dal 1830, grazie al miglioramento delle condizioni economiche del regno, si intensificarono ulteriormente le relazioni commerciali, stabilite dopo la Restaurazione, tra il regno ed i mercati esteri.
Nello specifico, il commercio internazionale del Regno delle Due Sicilie avveniva quasi esclusivamente via mare e gli unici scambi via terra con altri stati erano rappresentati da quelli con lo Stato pontificio. Nel periodo 1837-1855, ad esempio, i traffici marittimi in entrata rappresentarono il 99,5% del totale delle importazioni ed il 96% del totale delle esportazioni. I maggiori partner commerciali del regno erano Gran Bretagna, Francia ed Impero austriaco: il commercio estero del reame, per inciso, era caratterizzato dalla concentrazione di un gran numero di scambi verso pochi paesi. Per quanto concerneva le importazioni, la Gran Bretagna si attestava come maggior fornitore, mentre per le esportazioni, fino al 1847, il primato spettò alla Francia, seguita dall'Austria; successivamente, questi due stati furono scavalcati, in diverse occasioni, dal regno britannico che si attestava come il principale importatore di prodotti delle Due Sicilie. In particolare, gli stati più industrializzati, come, appunto, Inghilterra e Francia, importavano dal regno borbonico materie prime e prodotti agricoli. Per quanto concerne, invece, i flussi economici per il trasferimento di beni e servizi, la bilancia dei pagamenti faceva rilevare saldi attivi, che erano determinati per la maggiore dai servizi, in particolare turismo e noli, e dalle esportazioni dai dominii insulari. Se, infatti, per le province continentali, le esportazioni erano inferiori alle importazioni, per la Sicilia, invece, erano le esportazioni a superare le importazioni: l'isola, dunque, aveva una bilancia commerciale attiva che dava un contributo rilevante al saldo positivo della bilancia dei pagamenti.
| Stato                 | Numero di porti | Stato           | Numero di porti | Stato                    | Numero di porti |
| --------------------- | --------------- | --------------- | --------------- | ------------------------ | --------------- |
| Stato pontificio      | 34              | Impero ottomano | 8               | Danimarca                | 2               |
| Impero austriaco      | 29              | Spagna          | 7               | Svezia                   | 2               |
| Regno Unito           | 21              | Paesi Bassi     | 6               | Prussia                  | 2               |
| Stati Sardi           | 21              | Impero russo    | 6               | Ducato di Modena         | 2               |
| Francia               | 15              | Isole Ionie     | 5               | Principato di Moldavia   | 1               |
| Granducato di Toscana | 13              | Tunisia         | 3               | Confederazione germanica | 1               |
| Grecia                | 9               | Stati Uniti     | 3               |                          |                 |

I traffici commerciali avvenivano in gran parte attraverso navi battenti bandiera borbonica e ciò in special modo per le esportazioni. I dati rilevati nel periodo 1837-1855 evidenziano, per le importazioni, un andamento irregolare della preminenza dei battelli regnicoli, mostrando un picco del 74%, nel 1839, ed una punta minima del 49,3%, nel 1849. Per le esportazioni, invece, i dati sono nettamente favorevoli alle navi meridionali, oscillando essi tra un minimo del 57,6% dei traffici in uscita avvenuti a mezzo battelli napoletani, nel 1841, ed un massimo dell'80,4% dei traffici in uscita avvenuti a mezzo navi regnicole, nel 1845. Per gli scambi con Francia ed Austria, invece, i vascelli napoletani, prevalevano sia nei commerci in entrata, sia nei commerci in uscita: in particolare, nel ventennio 1838-1858, vi fu un graduale calo che avvantaggiò ulteriormente i bastimenti del Regno: i movimenti commerciali con legni austriaci passarono rispettivamente, per importazioni e per esportazioni, dal 5,7% e 5,1% all'1,9% e all'1,6%; mentre le transazioni avvenute a mezzo vascelli francesi calarono dal 2,3% e 2,2% allo 0,2% e allo 0,1%.
Nel 1852, le navi battenti bandiera napoletana approdarono nei porti di 22 diversi stati per un totale di 192 porti. Più in generale e, quindi, prescindendo dalla nazionalità delle imbarcazioni, il numero di legni che entravano vuoti (per caricare merci) o uscivano vuoti (dopo aver scaricato merci) dai porti del regno era considerevole, ad esempio, anche nel 1848, anno in cui si verificò in Europa un'apprezzabile flessione dei commerci, dovuta ai moti della primavera dei popoli, vennero mantenuti, grossomodo, valori che poco si discostavano da quelli registrati l'anno precedente: nei porti delle Due Sicilie, infatti, entrarono vuoti 588 vascelli per 41.006 tonnellate ed uscirono vuoti 631 legni per 38.987 tonnellate.
Secondo gli studi di Augusto Graziani, immediatamente prima dell'Unità, il commercio estero del Regno delle Due Sicilie era, per l'ammontare complessivo del controvalore di importazioni ed esportazioni, il secondo tra gli stati preunitari italiani, ma, nel dato pro capite, il più basso (anche nel raffronto con gli stati coloniali e con la parte europea dell'Impero Ottomano). Nel quadro italiano, le province napoletane e siciliane commerciavano, infatti, per 60.000.000 di ducati (il saldo della bilancia commerciale era generalmente attivo), superando in valori assoluti lo Stato Pontificio, con 28.320.000 ducati, e la Toscana, con 57.600.000 ducati; e seguendo il Regno di Sardegna, con 202.320.000 ducati (il regno sabaudo era il maggiore acquirente di prodotti del Regno delle Due Sicilie tra gli stati italiani del tempo), e, con 434.000.000 ducati, l'Impero austriaco (che includeva anche il Lombardo-Veneto).
| Stato                           | Imp. + Esp. (in ducati) | Commercio per abitante |
| ------------------------------- | ----------------------- | ---------------------- |
| Regno Unito e colonie           | 2.004.000.000           | 71,18                  |
| Francia e sue colonie           | 1.278.960.000           | 35,48                  |
| Impero austriaco                | 434.000.000             | 11,03                  |
| Regno di Sardegna               | 202.320.000             | 40,13                  |
| Impero ottomano (parte europea) | 192.000.000             | 12,39                  |
| Spagna e sue colonie            | 153.000.000             | 9,58                   |
| Regno delle Due Sicilie         | 60.000.000              | 6,52                   |
| Granducato di Toscana           | 57.600.000              | 31,70                  |
| Stato Pontificio                | 28.320.000              | 9,06                   |

Gli scambi commerciali con il Regno Unito, tra il 1816 ed il 1845, furono condizionati dal privilegio, riconosciuto alla marineria inglese, di una riduzione del 10% del dazio sulle merci trasportate da navi britanniche. Per effetto di ciò, la marina inglese, da sola, muoveva circa tre quarti di tutte le merci importate nelle Due Sicilie su navi non regnicole. Il grosso delle importazioni dalla Gran Bretagna, infatti, era rappresentato da minerali di rame, ferro, lana, velluto e pesce secco e salato, ovvero merci sulle quali gravavano forti dazi; di conseguenza, il privilegio di cui godevano le navi inglesi favoriva il ricorso a tali battelli per gli scambi commerciali tra i due stati, incluse le esportazioni; anche per queste ultime, infatti, si registrò in quel periodo il primato dei vascelli anglosassoni. A partire dal 1845, con la stipula del Trattato anglo-napoletano, il privilegio britannico su dazi fu soppresso in applicazione dell'articolo 7 del trattato stesso. L'abolizione della disparità di trattamento fiscale comportò un forte incremento delle esportazioni verso la Gran Bretagna, tanto che tale stato divenne, per gli anni 1849-50 e 1854-55, il primo importatore di merci dalle Due Sicilie, superando Austria e Francia. Grano, seta, semi, robbia ed oli erano i prodotti maggiormente esportati verso il regno britannico. In particolare, il porto di Gallipoli si affermò come il più importante del Regno per quel che concerneva l'esportazione dell'olio, principale produzione agroalimentare della provincia di Terra d'Otranto.

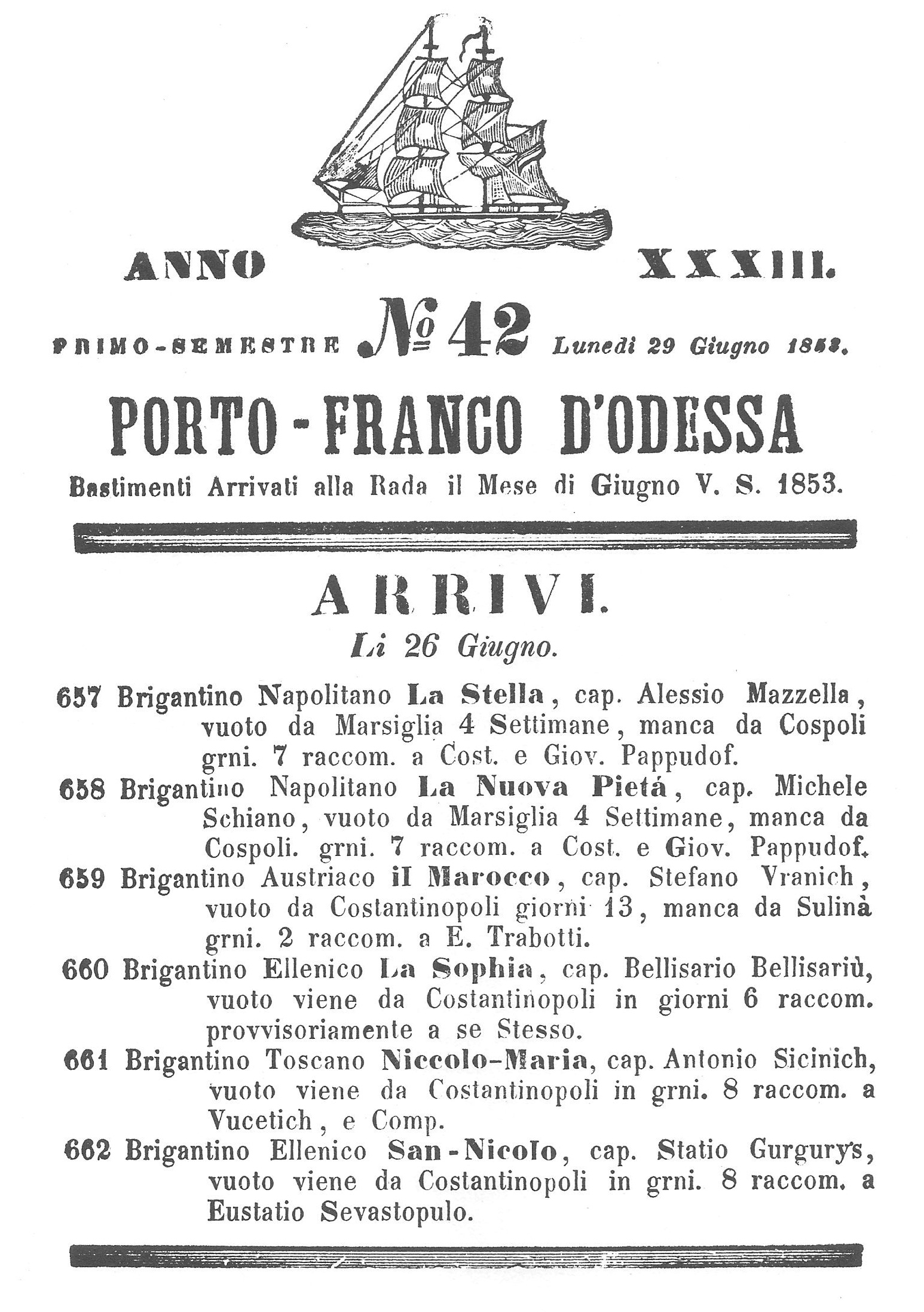
Notizia dell'arrivo a Odessa dei brigantini napoletani "La Stella" e "La nuova Pietà" il 26 giugno 1853

Le esportazioni verso la Francia avevano come destinazioni diversi porti transalpini e riguardavano perlopiù oli, grano, pollame, zafferano e canapa. Al fine di eludere i dazi doganali, però, molte esportazioni destinate alla Francia passavano per il porto franco di Genova. In sostanza, approfittando delle riduzioni di dazio accordate alle flotte nazionali, le merci erano trasportate con vascelli napoletani sino al porto della città ligure e, poi, prese in carico da navi francesi giungevano a Marsiglia, loro effettivo porto di arrivo. Le importazioni dalla Francia, invece, avevano come destinazione principalmente il porto di Napoli e riguardavano "lavori di moda", tessuti vari, cuoi, medicinali e porcellane. Nel 1845, il governo di Napoli concesse a diverse produzioni francesi consistenti riduzioni daziarie: le importazioni dalla Francia si mantennero su valori intorno ai 5 e i 6 milioni di ducati, per, poi, aumentare nel biennio 1856-58, quando lo Stato d'oltralpe si attestò come principale fornitore delle Due Sicilie.
L'Impero austriaco assorbiva in media il 20% delle esportazioni del Regno delle Due Sicilie. In particolare, lo Stato austriaco acquistava prevalentemente merci sottoposte a dazio, quali, ad esempio, gli oli. Altre produzioni destinate all'Impero erano rappresentate da grani, semi e frutta secca. Le esportazioni verso l'Austria seguirono un andamento costante fino al 1848, anno in cui fu registrato un incremento, che non subì flessione se non nel 1853. Gli scambi tra i due stati avvenivano quasi esclusivamente a mezzo di imbarcazioni napoletane, sia per le esportazioni, sia per le importazioni. Questo aspetto è spiegabile considerando che la marina mercantile imperiale era composta perlopiù da imbarcazioni di media stazza che erano adatte per i traffici con i porti più vicini dell'Adriatico. Lo Stato delle Due Sicilie importava dall'Austria prevalentemente legno e lavori in cristallo e vetro; mentre attraverso il porto franco di Trieste, giungevano nelle Regno, provenienti da altri stati, prodotti coloniali.
Gli scambi commerciali tra le Due Sicilie e gli stati italiani incidevano in maniera sempre minore sul totale del commercio estero del Regno di Sua Maestà Siciliana. In particolare, le esportazioni, che nel periodo 1837-41 incidevano per il 20% sul totale nazionale, calarono al 15% nel periodo 1854-58. Il dato, poi, dovrebbe essere ulteriormente ridimensionato se si considera che molte merci trasportate, a mezzo di battelli napoletani, dai porti franchi di Genova, Livorno e Civitavecchia erano, in realtà, di provenienza estera e facevano scalo in quei porti esclusivamente per usufruire delle riduzioni daziarie: così, ad esempio, dalla Toscana, oltre alla locale "vena ferrea", venivano importati principalmente prodotti coloniali. Lo Stato toscano, comunque, era l'unico Stato italiano a vantare, nei confronti delle Due Sicilie, un'eccedenza di esportazioni rispetto alle importazioni. Inoltre, quantunque, le navi napoletane, sia per le importazione che per le esportazioni, assorbivano la maggioranza dei traffici commerciali con gli stati italiani, il Granducato era tra essi quello che partecipava in misura maggiore con navi proprie ai traffici con lo Stato borbonico. Fino al 1858, il regno sabaudo si attestò, tra gli stati italiani del tempo, come il maggiore acquirente di prodotti del Regno delle Due Sicilie. Lo Stato Pontificio, invece, partecipava ai traffici commerciali con il Regno delle Due Sicilie, sia via terra, sia via mare, in quest'ultimo caso, i trasferimenti avvenivano quasi esclusivamente a mezzo di legni napoletani.

## Cultura

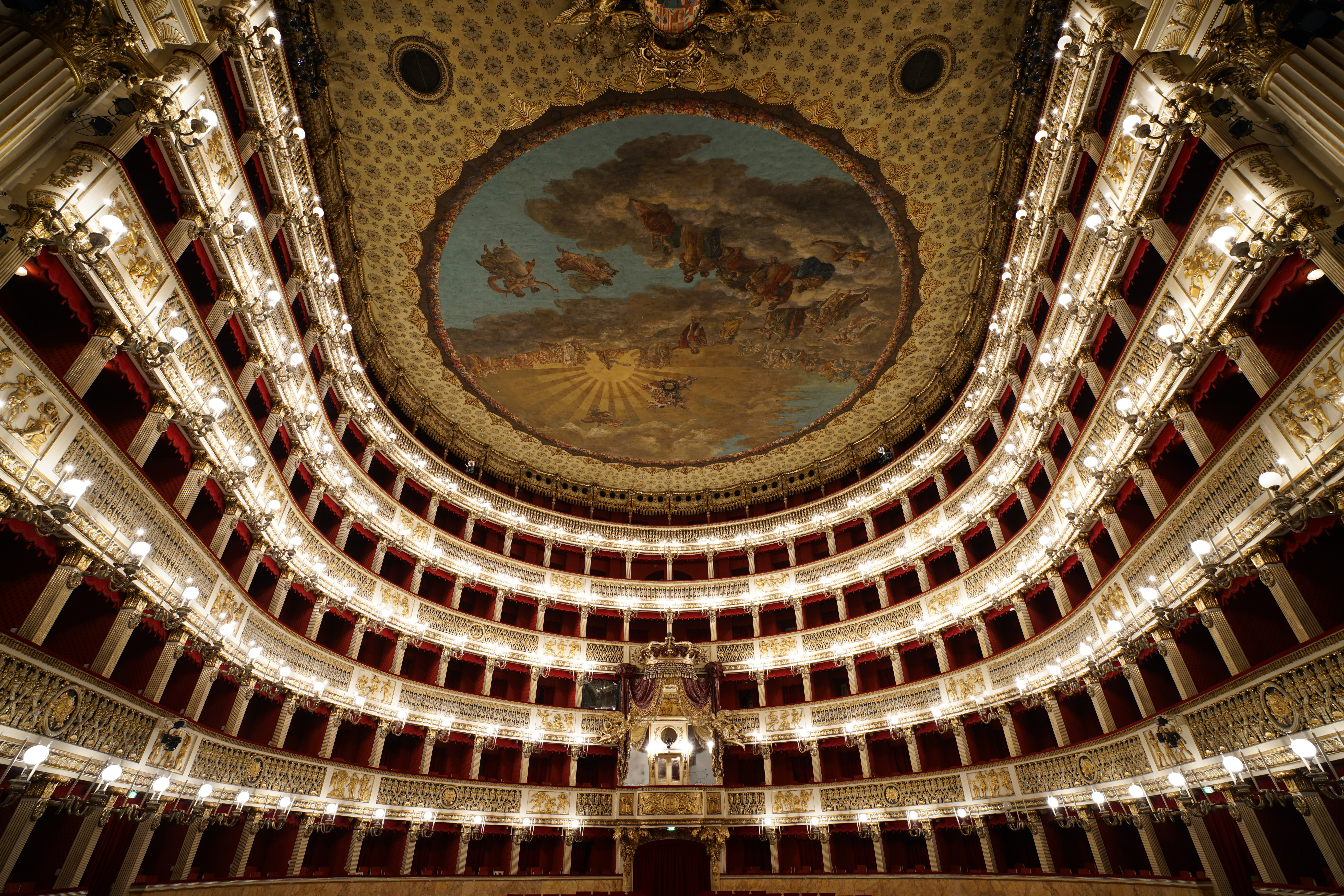
Il Real Teatro di San Carlo di Napoli

Il Regno delle Due Sicilie ereditava le secolari tradizioni dei regni di Napoli e Sicilia, ed il loro patrimonio culturale. Vivace era la vita culturale e artistica nelle maggiori città del reame, numerosi erano i teatri e le istituzioni culturali (in particolare i teatri avevano un ruolo di primissimo piano nella vita mondana). A Napoli era situato il Real Teatro di San Carlo, uno dei più grandi e antichi d'Europa, il cui si esibirono Vincenzo Bellini, Saverio Mercadante, Gaetano Donizetti, Gioachino Rossini, Giuseppe Verdi, e le più acclamate voci dell'epoca. Figura di spicco di questo ambiente fu Vincenzo Torelli, giornalista ed impresario teatrale, proprietario della rivista Omnibus, noto al tempo per il ruolo che rivestì nella gestione dei teatri napoletani e per le relazioni che intraprese con numerosi attori, compositori e musicisti.

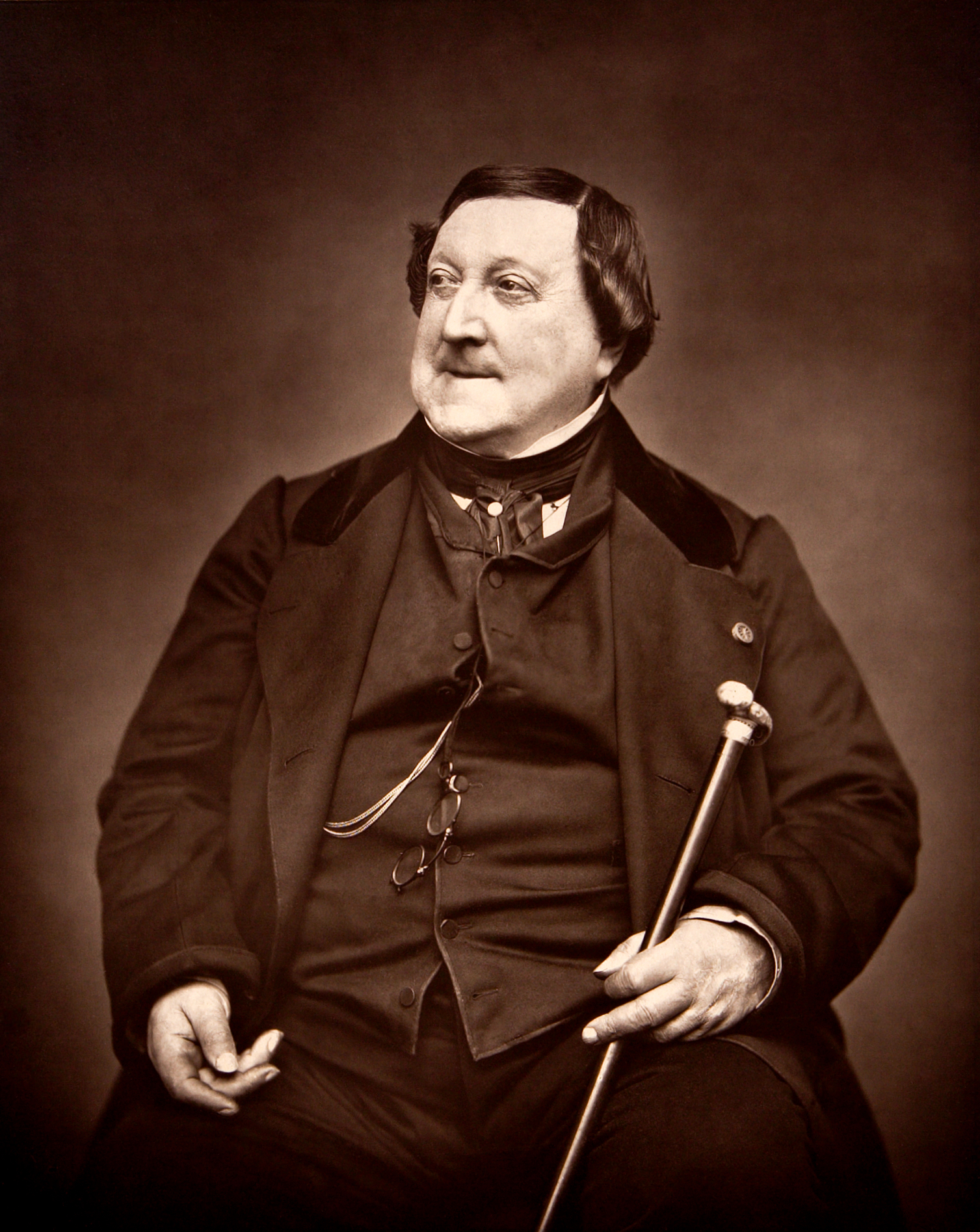
Gioachino Rossini, direttore del Teatro San Carlo dal 1815 al 1822.

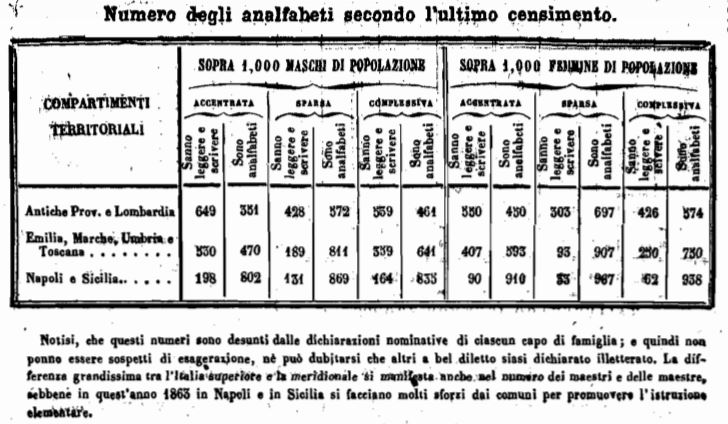
Tabella alfabetizzati ed analfabeti nel 1861

Le bellezze del Golfo partenopeo (una delle mete principali del Grand Tour) furono di ispirazione in quegli anni a pittori napoletani, come Giacinto Gigante, e stranieri, come Pitloo, che furono tra i fondatori della "scuola di Posillipo". Nella formazione artistica svolse un ruolo importante l'Accademia di belle arti di Napoli.
La ricchezza di testimonianze archeologiche diede vita ad uno dei musei archeologici più importanti del mondo, il Museo archeologico nazionale di Napoli, allora chiamato "Real Museo Borbonico". Nel regno si formarono anche esimi intellettuali, come umanisti come Carlo Troja e Francesco de Sanctis.

## Scienza e tecnologia
Il Regno delle Due Sicilie, al pari dell'antecedente Regno di Napoli, ebbe sempre un ruolo assai marginale in ambito culturale e scientifico. Come testimoniato da Luca de Samuele Cagnazzi (1764-1852) nel suo Saggio sopra i principali metodi d'istruire i fanciulli (1818), erano molto comuni nel regno (ma anche altrove) i pregiudizi nei confronti della conoscenza matematica e scientifica così come sull'istruzione in generale (e, in particolare, l'istruzione femminile).
In ambito scientifico vi erano stati dei tentativi di diffondere la conoscenza scientifica del regno e, già dalla seconda metà del Settecento, vi erano stati alcuni timidi progressi da parte di istituzioni come l'Università degli Studi di Napoli e l'Università degli Studi di Altamura. Cionondimeno lo stesso Cagnazzi, all'interno della sua autobiografia, riconosce in più occasioni lo scarso senso critico e, in generale, la scarsa qualità delle pubblicazioni scientifiche e dello stesso ambiente culturale del Regno delle Due Sicilie.
In tale contesto ci furono, però, alcune eccezioni di accademici del regno che ottennero alcuni importanti risultati; in primis, il matematico Annibale Giordano (1769-1835) che divenne noto in Europa (seppur chiamato erroneamente Ottajano) per la sua dimostrazione della generalizzazione del problema di Pappo e scienziati come Stanislao Cannizzaro (1826-1910) e Ferdinando Palasciano (1815-1891), molti dei quali diedero un contributo fondamentale agli avvenimenti del 1848. Anche il naturalista molfettese Giuseppe Maria Giovene (1753-1837) si tenne in contatto con scienziati europei e ottenne alcune citazioni in ambito europeo per delle sue pubblicazioni; lo stesso accademico altamurano Cagnazzi diede alcuni contributi in molti ambiti scientifici e tecnologici.
Nonostante siffatte eccezioni, l'ambiente scientifico e tecnologico del regno rimase marginale e poco sviluppato per motivi culturali nonché a causa degli elevati tassi di analfabetismo. Esemplificative, in tale ambito, furono le critiche all'agronomo dell'Università di Napoli Nicola Onorati da parte del compilatore milanese della Biblioteca Italiana (1818):
(LetteraPNC, p. 9)
Si ebbe, inoltre, una pressocché totale assenza di partecipanti dell'Italia meridionale alle varie "riunioni degli scienziati italiani", a testimonianza dello scarso interesse alle questioni prettamente scientifiche. In particolare, Cagnazzi sempre nella sua autobiografia fornisce un resoconto puntuale della sua partecipazione alla Terza riunione degli scienziati italiani (1841) e in tale occasione la Granduchessa di Toscana (originaria del Regno delle Due Sicilie) si congratulò con Cagnazzi per aver presenziato alla riunione essendo l'unico proveniente dall'Italia meridionale.

## Trasporti e comunicazioni

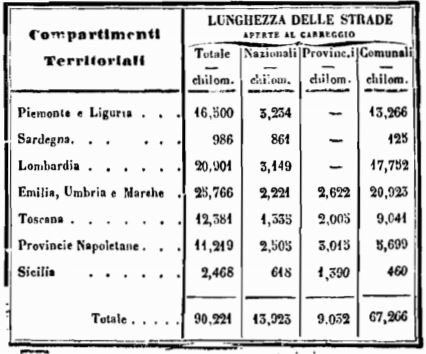
Strade nel 1861, nei dati della Lombardia non è inclusa la provincia di Mantova ancora non annessa.

Sul finire del XVIII secolo il reame doveva far fronte alla scarsità di vie di comunicazione terrestri, in particolar modo nelle zone più continentali. Tale situazione rendeva difficili i trasporti via terra e quindi gli scambi commerciali all'interno dello Stato delle Due Sicilie. Ferdinando II si interessò in modo particolare della costruzione di nuove opere pubbliche, similmente a quanto fece il suo avo Carlo di Borbone. La posizione del reame nel Mediterraneo favorì inoltre la creazione di una considerevole flotta mercantile, tale flotta era, tuttavia, destinata principalmente al cabotaggio, contando su un numero di bastimenti superiore in numero a quelli di tutti gli altri stati preunitari, mentre il tonnellaggio si fermava a circa il 29% del totale. Molti dei tecnici che contribuirono allo sviluppo infrastrutturale del territorio delle Due Sicilie si formarono alla "Scuola di applicazione di ponti e strade", fondata a Napoli per volere di Gioacchino Murat nel 1811.

### Ferrovie

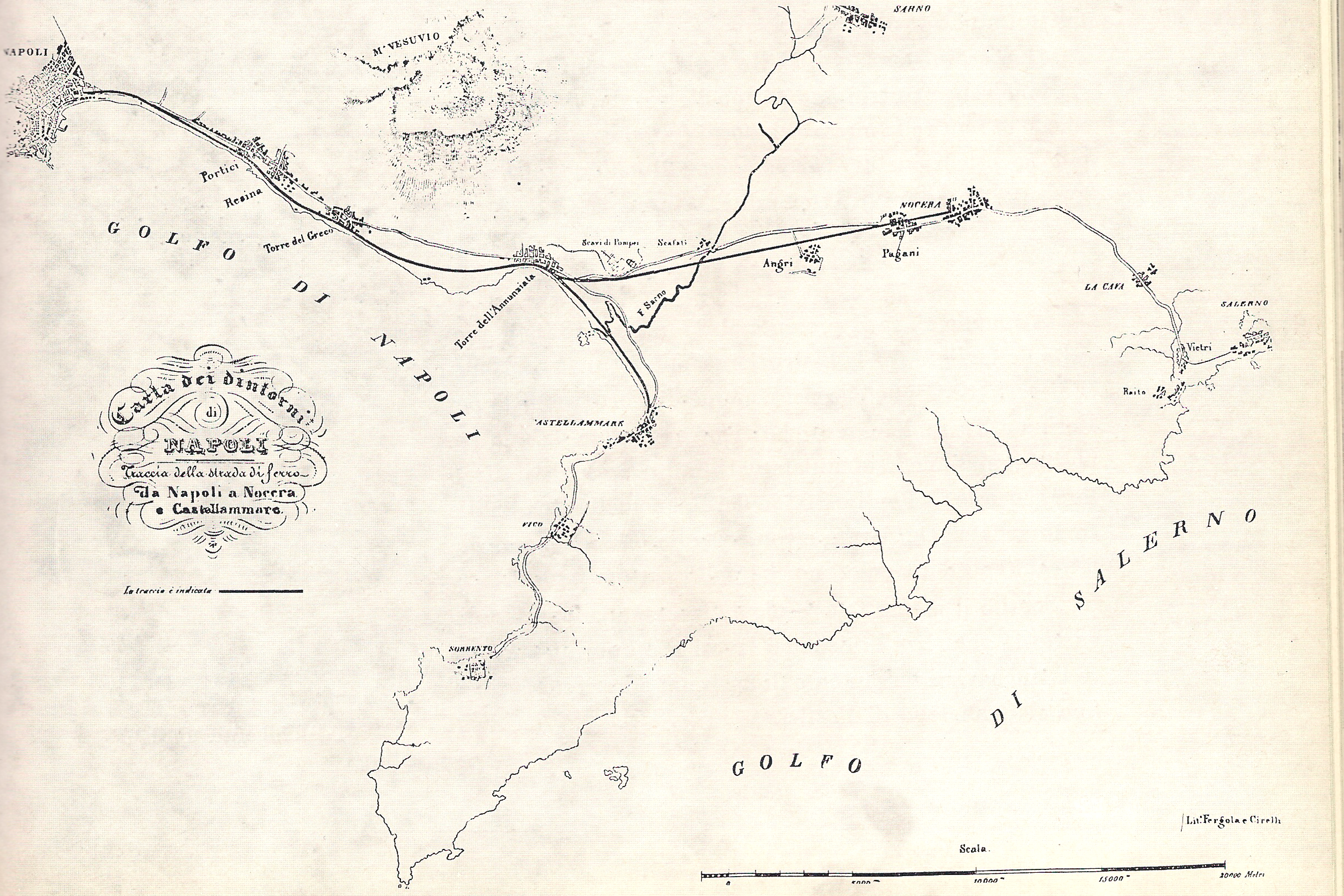
Planimetria della linea Napoli-Castellammare-Nocera

Azione per la costruzione della linea Bayard

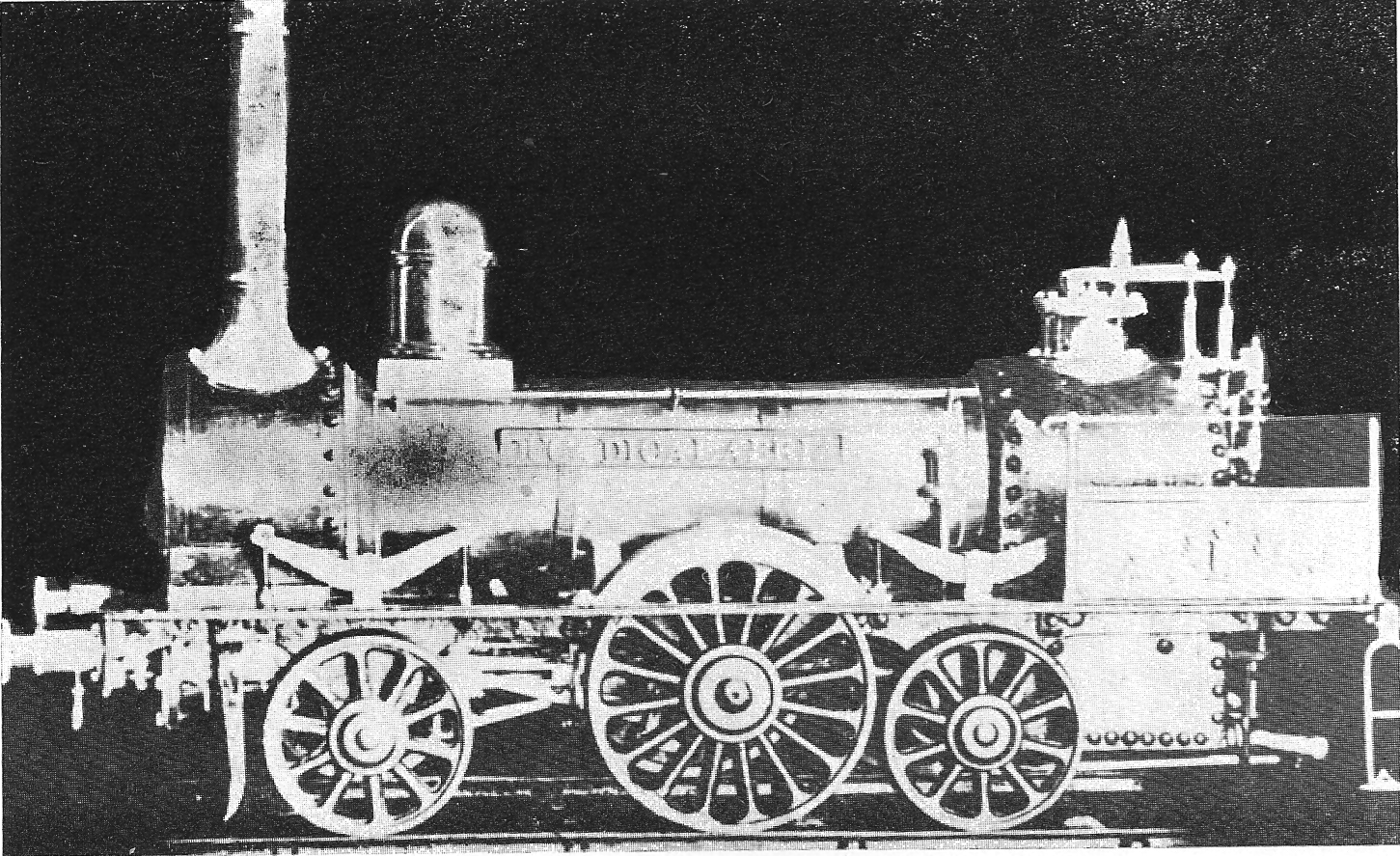
La "Duca di Calabria", ideata dal macchinista Coppola e costruita nelle Officine delle Stazioni di Napoli nel 1847 è da considerarsi la prima locomotiva interamente italiana

Uno dei primi vagoni di produzione napoletana

Galleria a Vietri sul Mare (sullo sfondo Salerno)

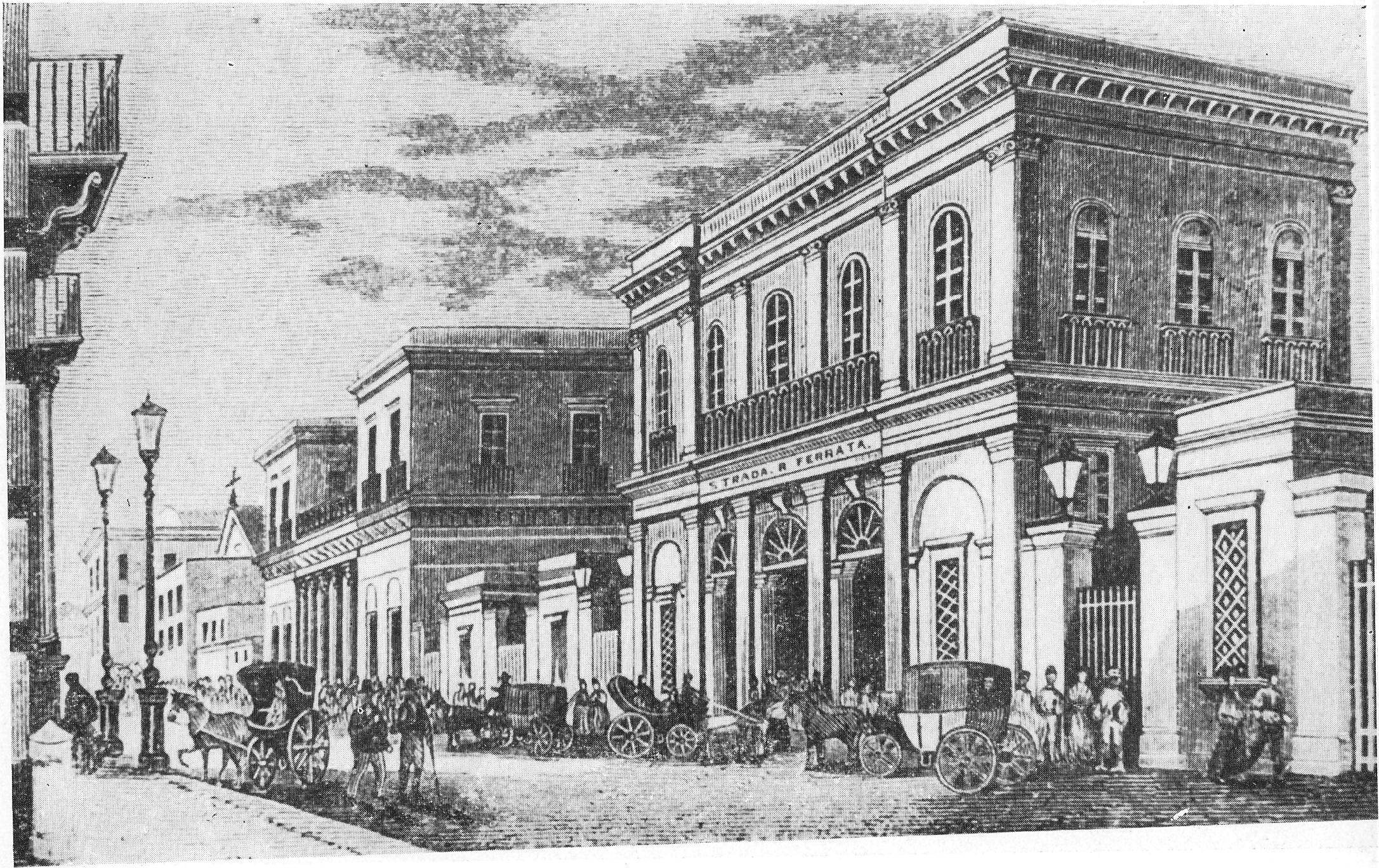
Le due stazioni di Napoli nel 1860: la "Regia" e la "Bayard"

All'inizio del XIX secolo molti tecnici ferroviari si interessarono alla situazione napoletana e fra tutti spiccò l'ingegnere francese Armando Bayard de la Vingtrie che "fissò il suo sguardo sulla florida e popolosa città di Napoli concependo l'idea di stabilire una strada di ferro che da questa città" si dirigesse "verso le tre province di Puglia, le tre della Calabria e quelle di Basilicata, ecc.".
Ferdinando II il 19 giugno 1836 rispose ufficialmente alle richieste del Bayard dandogli le concessioni per la costruzione di una prima linea ferroviaria tra Napoli, Castellammare e Nocera, "con facoltà di prolungarla verso Salerno, Avellino e altri siti". Per indennizzare il Bayard dei costi della costruzione, il governo borbonico concesse all'ingegnere francese per 80 anni il diritto di riscuotere le somme derivanti dall'utilizzazione della strada ferrata, allo scadere dei quali sarebbe subentrato lo Stato.
Il 27 marzo 1838 Bayard presentò il progetto per la costruzione del tratto Napoli–Portici, il quale venne immediatamente approvato e messo in costruzione. Il 3 ottobre 1839 ci fu l'inaugurazione della nuova "strada di ferro" alla presenza del re e dello stesso ingegner Bayard che, assieme alla corte e circondati da una folla plaudente, parteciparono al viaggio inaugurale riportando entusiastiche impressioni del nuovo mezzo. Così nacque la prima linea ferroviaria italiana, sulla quale in un solo mese viaggiarono circa 60.000 persone.
La grande frequenza di utenti rese necessario l'immediato ampliamento delle strade ferrate ai comuni contigui, che insieme formavano un bacino di quasi un milione di abitanti. Il 6 novembre 1840 venne decretata l'apertura del Real opificio di Pietrarsa il cui compito iniziale era quello di produrre per conto dello Stato rotaie, locomotive e tutto quanto fosse necessario alla costruzione delle nuove ferrovie. Il 1º maggio 1841 la ferrovia "Bayard" raggiunse Torre del Greco ed il 1º agosto 1842 venne inaugurato il tronco ferroviario per Torre Annunziata e Castellammare di Stabia. Il 18 maggio 1844 fu inaugurata la diramazione da Torre Annunziata per Pompei, Scafati, Angri, Pagani e Nocera.
Arrivati a questo punto si ritenne opportuno raggiungere anche Salerno. Nel 1845 l'ingegner Bayard presentò a Ferdinando II il progetto del prolungamento della sua linea ferroviaria da Nocera fino al capoluogo del Principato Citeriore. Questo progetto, ardito, in quanto prevedeva il superamento di pendenze accentuate e la rimozione di ostacoli in ambiente montano (compresa la costruzione di trafori), ottenne la concessione dal re, ma i cantieri rimasero fermi a causa di un contenzioso con un'altra società francese che venne risolto solo nel 1853. Al momento dell'unificazione la linea Bayard era arrivata, superando gli ostacoli naturali, fino a Vietri sul Mare e si apprestava a raggiungere la vicina Salerno per poi proseguire fino ad Eboli in un tratto pianeggiante.
Nel frattempo si era provveduto a costruire, questa volta totalmente a spese dello Stato, una prima linea ferroviaria diretta verso nord. L'11 giugno 1843 la linea Napoli–Cancello–Caserta fu aperta al pubblico. Il 25 maggio 1844 la linea venne prolungata fino a Capua, attraversando gran parte della fertile pianura campana e servendo quasi tutte le sue grandi città. Napoli, con il funzionamento delle due ferrovie (quella dell'ingegner Bayard e la Regia) assunse un nuovo volto: i traffici si fecero più intensi e il movimento delle persone fu incrementato. Il 3 giugno 1846 sulla linea "Regia" Napoli–Caserta si aprì la diramazione Cancello–Nola, che nel 1856 venne prolungata fino a Sarno.
Nel 1853 a Napoli fu inaugurato il primo telegrafo elettrico del regno, in comunicazione con Terracina, Ariano e Salerno. Negli anni successivi i telegrafi elettrici, presenti in tutte le stazioni napoletane, vennero collegati alle altre linee telegrafiche che si estendevano dall'alta Italia fino alla Sicilia. All'inizio degli anni cinquanta cominciarono a nascere progetti per scavalcare l'Appennino, in quanto si riteneva necessario congiungere la capitale alle regioni del mar Adriatico e Ionio. Nel 1855 Ferdinando II rilasciò al barone Panfilo De Riseis le concessioni per la costruzione della ferrovia tra Napoli e la frontiera del Tronto fino al confine pontificio, che avrebbe dovuto essere ultimata in 10 anni. Questa linea avrebbe dovuto attraversare Aversa, Piedimonte d'Alife, Isernia, Castel di Sangro, Lanciano, Ortona, Pescara, fino al Tronto (con diramazioni per Ceprano e Popoli Terme). Al momento dell'unità il tratto fino a Ceprano (al confine pontificio in direzione Roma) era quasi del tutto ultimato.
Nello stesso anno (1855) l'ingegnere pugliese Emmanuele Melisurgo ottenne dal re le concessioni per la costruzione della "Strada Ferrata delle Puglie" tra Napoli e Brindisi, a doppio binario, i cui lavori sarebbero dovuto cominciare l'11 marzo 1856. A causa di alcune difficoltà burocratiche generate da una società britannica i cantieri restarono chiusi per un anno, per questo motivo nel 1857 Ferdinando II decise di costruire direttamente per conto dello Stato la strada ferrata delle Puglie, facendo immediatamente cominciare i lavori tra Sarno e Avellino e tra Foggia e Barletta (lavori da ultimarsi entro 5 anni). La costruzione di questa notevole infrastruttura iniziò con il completamento del tratto Sarno-Mercato San Severino, tramite la galleria dell'Orco (inaugurata nel 1858). Da San Severino la ferrovia avrebbe dovuto dirigersi verso Montoro e Avellino. Da Avellino avrebbe percorso la valle del Sabato tra Taurasi e Grottaminarda per poi entrare nella valle dell'Ufita fino ad Ariano, proseguendo per Orsara, Troja e Foggia. Da Foggia la linea progettata avanzava in direzione sud per Cerignola, Canosa e Barletta, quindi per Trani, Bisceglie, Molfetta, Giovinazzo, Bitonto, Modugno e Bari. Da Bari poi si estendeva fino a Conversano, Monopoli, Ostuni e infine Brindisi. Questa linea doveva essere interamente costruita con materiali e mezzi di provenienza nazionale (principalmente Pietrarsa e Zino & Henry).

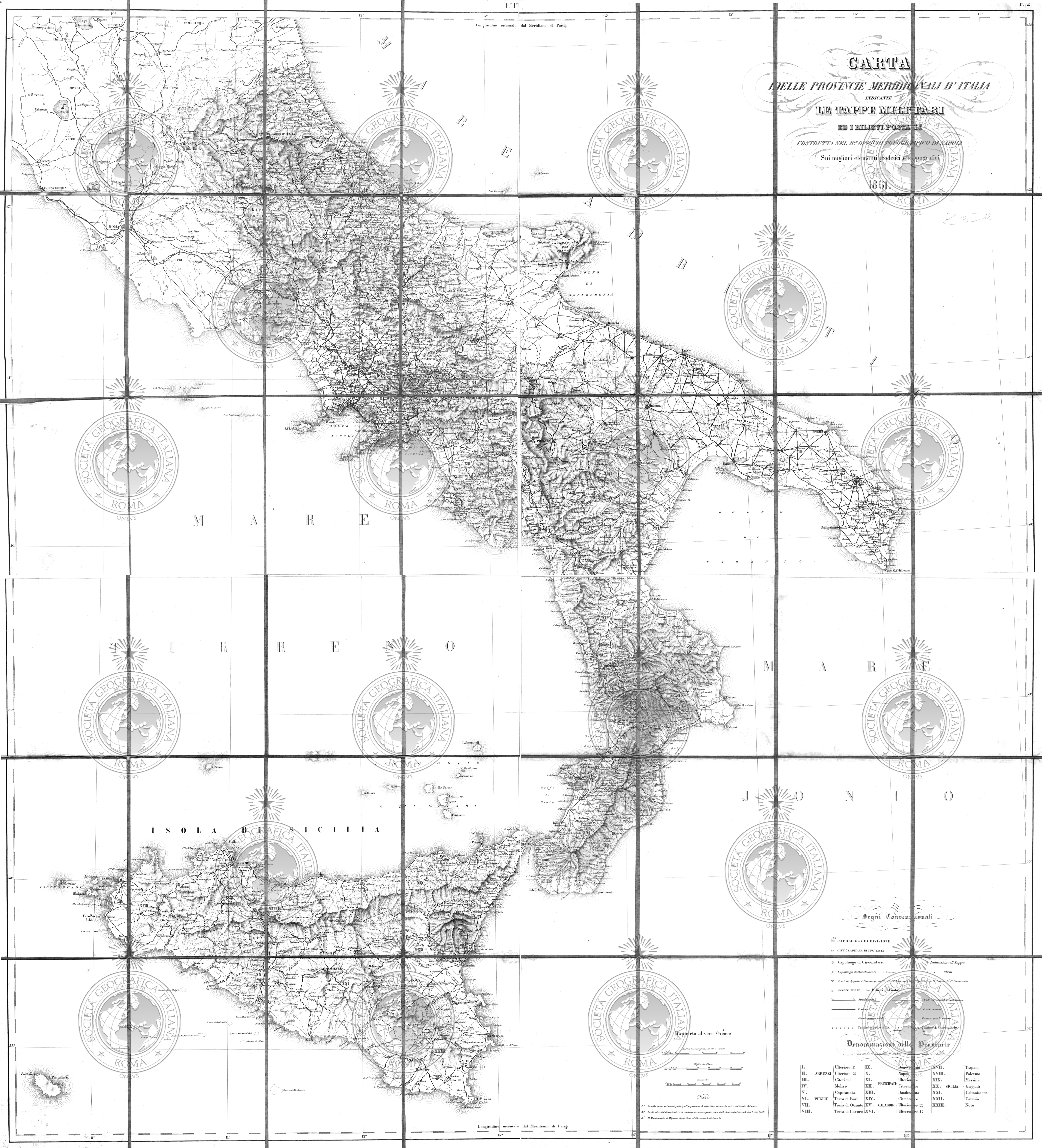
Carta delle province meridionali d'Italia (1861) in cui sono rappresentate le tappe militari, i rilievi postali, le strade e le ferrovie esistenti nel 1861

Negli ultimi anni di vita del reame arrivarono all'attenzione del governo borbonico altri progetti che prevedevano la costruzione di ferrovie dagli Abruzzi alle Calabrie, dalla Basilicata al Salento e della rete ferroviaria in Sicilia, totalmente assente. Nonostante fosse intenzione di Francesco II accelerare la costruzione della rete ferroviaria nazionale, tutti questi progetti rimasero solo sulla carta in quanto andarono incontro alla fine del regno avvenuta nel 1860, in seguito alla perdita dell'indipendenza. L'11 febbraio 1860 così ordinava Francesco II al Consiglio di Stato:
(Francesco Ogliari, "Terra di Primati" Storia dei trasporti italiani in Campania, Puglia, Basilicata, Calabria)
Tuttavia, dopo l'unità d'Italia, a livello infrastrutturale la rete ferroviaria nel mezzogiorno d'Italia continuava ad essere molto modestamente sviluppata, basti pensare che la ferrovia Napoli-Portici era lunga solo 7,25 km, a fronte dei 13 della Ferrovia Milano-Monza. Così, partire dal 1862, i progetti borbonici furono, in parte, ripresi e portati a termine dall'industriale mazziniano Pietro Bastogi. Al momento dell'unificazione italiana, nel territorio del Regno delle Due Sicilie le strade ferrate erano presenti solo in Terra di Lavoro in quanto erano utilizzati, al 1860, solo i 128 km già completati negli anni precedenti tra Capua e Salerno (la cui costruzione fu eseguita con criteri in linea con gli standard europei dell'epoca e per il cui esercizio vennero utilizzati veicoli prodotti dapprima all'estero e poi nelle officine del Regno. 

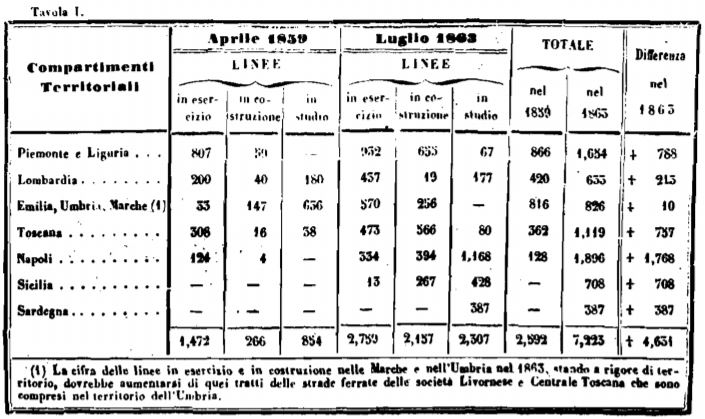
Strade ferrate nel periodo 1859-1863 -

Tutti gli altri progetti approvati dopo il 1855 erano ancora per gran parte in fase iniziale di realizzazione: al momento dell'unità potevano dirsi ultimate circa 60 miglia (110 km circa) di nuove strade ferrate sulle linee degli Abruzzi e delle Puglie, le quali tuttavia non erano ancora aperte al traffico ferroviario. 
Bisogna sottolineare d'altronde come la realizzazione di queste costruzioni fosse all'epoca difficoltosa, dato che le ferrovie campane (a differenza di quelle contemporaneamente costruite nell'area padana) dovevano giocoforza estendersi per grandi distanze in territori montuosi e geologicamente instabili prima di raggiungere le città della sponda adriatica e ionica.
Solo nel 1863 furono posti i primi chilometri di binari in Sicilia, con la Palermo-Bagheria.
Dopo il 1861 il Regno d'Italia avviò nel Meridione la costruzione di una grande rete ferroviaria, che passò in soli 10 anni da 124 km a 1.900 km.

### Strade rotabili

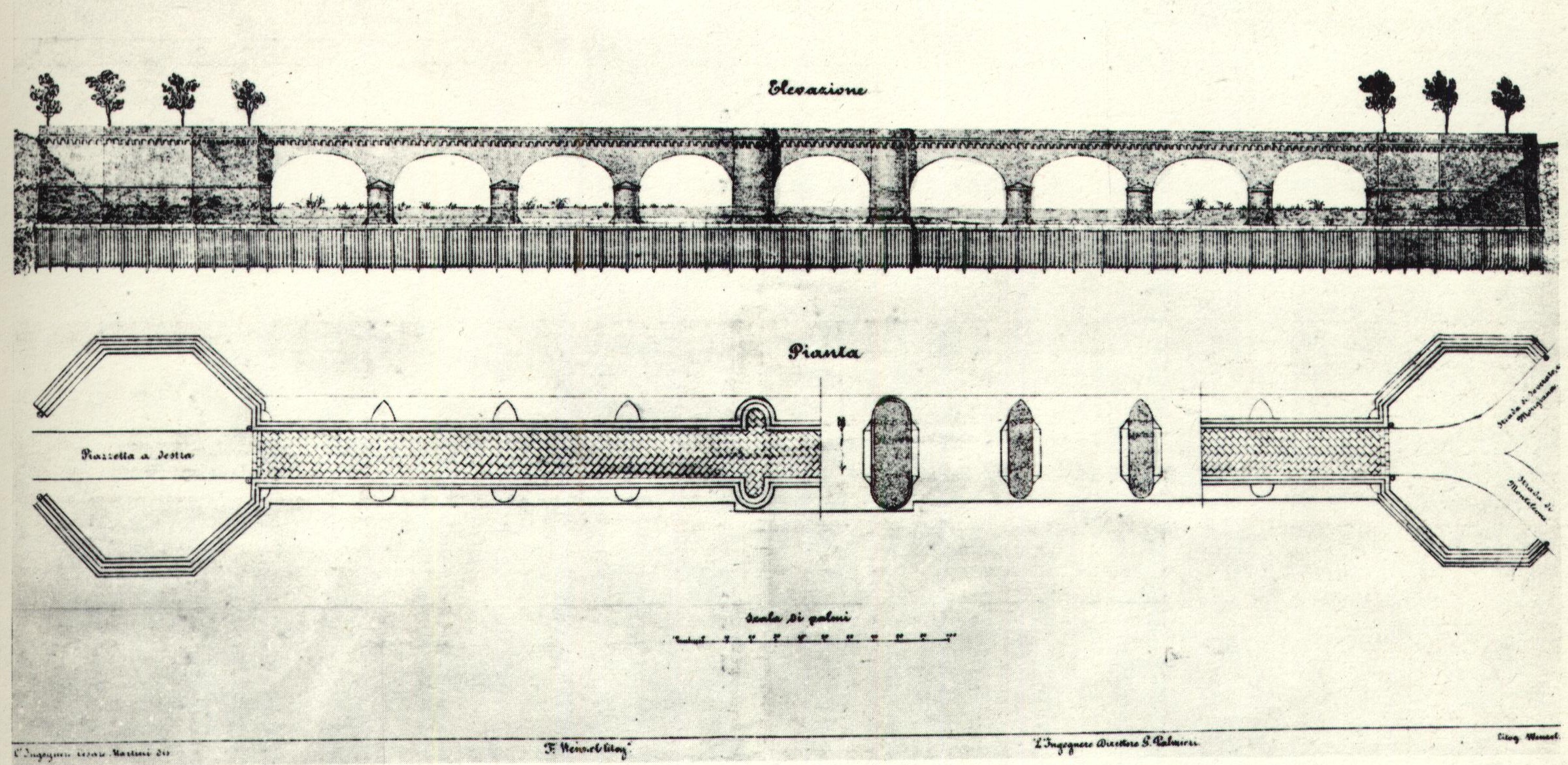
Ponte sull'Angitola (1842), oggi facente parte della SS 110

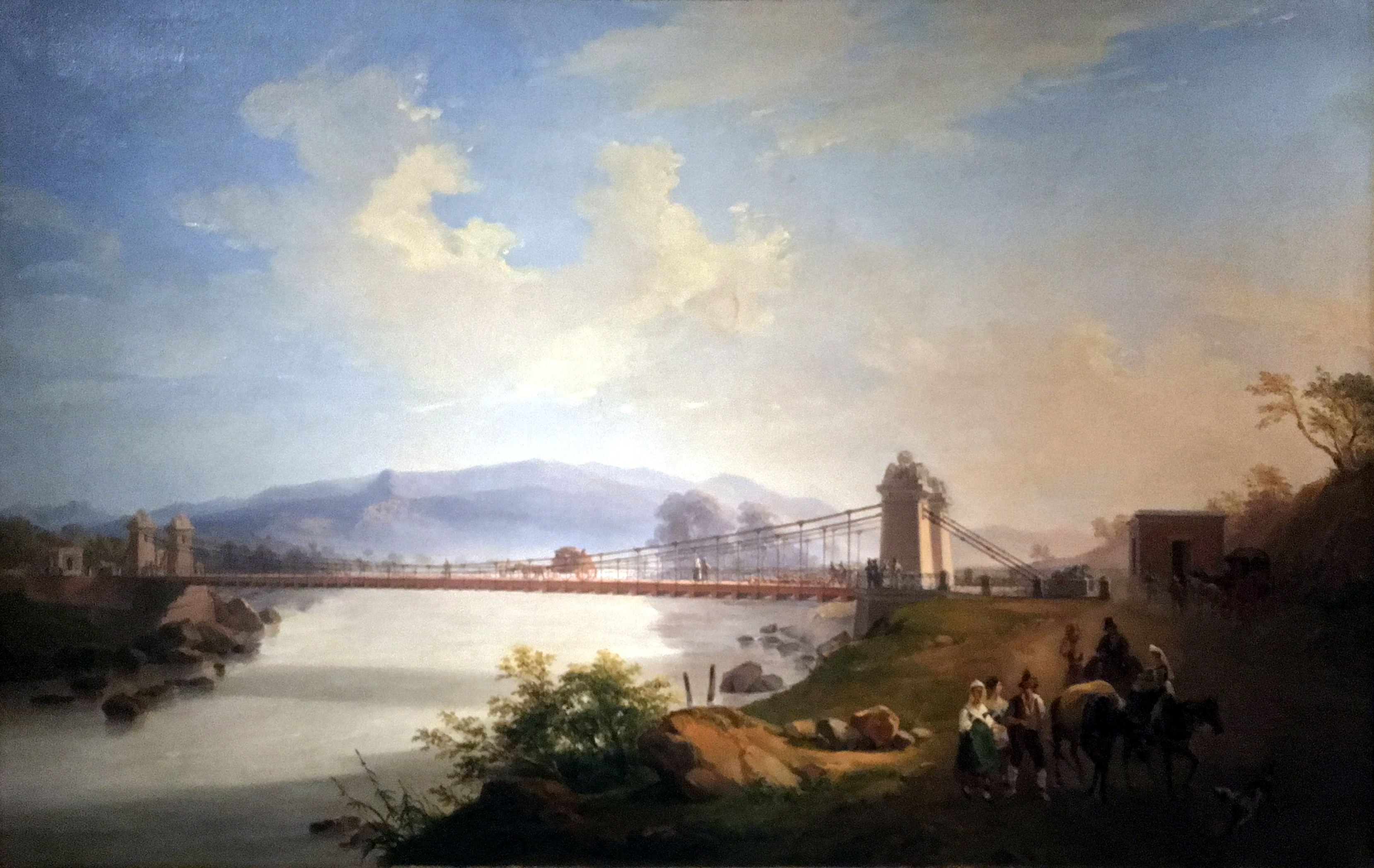
Il ponte sospeso "Maria Cristina" sul Calore

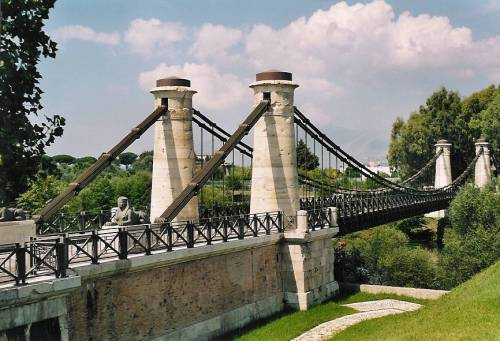
Il ponte Real Ferdinando sul Garigliano, primo ponte a catenaria d'acciao in Italia

Al momento dell'insediamento della dinastia borbonica il giovane re Carlo intraprese una politica volta alla completa ristrutturazione delle opere pubbliche trascurate nel periodo vicereale. Tra queste si diede rilevanza all'apertura di nuove strade, di cui le parti continentali del regno avevano grande bisogno. A partire dal 1734 vennero costruite nuove strade che, seguendo in parte il tracciato delle antiche strade consolari, collegavano la Campania con il confine pontificio, le Puglie, la Basilicata, gli Abruzzi ed il Molise. Di grande importanza economica era in particolare la Regia strada delle Puglie (oggi suddivisa in SS 7 bis, SS 90, SS 16, SS 100 ed SS 7 ter), che collegava la Campania alla costa pugliese.
Sotto l'occupazione napoleonica si diede nuovo impulso alla costruzione di strade rotabili, alla ristrutturazione delle vecchie strade e alla pavimentazione delle carraie militari non più rotabili. Tra queste nuove opere venne progettata anche la strada delle Calabrie che fu ultimata solo dopo il ritorno della dinastia borbonica sul trono di Napoli. Quest'opera, tra le più importanti del regno, percorreva per centinaia di chilometri territori aspri, instabili e montuosi, e richiese per la sua costruzione considerevoli sforzi sia economici, sia a livello progettuale che nelle costruzioni.
Nell'Ottocento Ferdinando I e Francesco I con l'ausilio della Direzione de' Ponti e Strade si impegnarono nella costruzione di nuovi collegamenti per tutti i capoluoghi delle province del regno, costruendo diramazioni che dalle strade principali si dirigevano verso le città principali, in modo da collegarle con la capitale, i mari ed i confini terrestri.
Durante il regno di Ferdinando II furono costruite numerose nuove strade (come la Tirrena Inferiore, l'Amalfitana, la Sorrentina, la Frentana, l'Appula, la Sannitica, l'Aquilonia, la Ferdinandea Salentina Gallipoli-Otranto, ecc. e numerosi ponti tra cui i due celebri ponti sospesi in ferro sul Garigliano e sul Calore, i primi del genere in Italia) e furono rimodernate, anche con la costruzione di numerosi nuovi tratti, le 5 grandi strade "Regie" che univano la capitale con gli Abruzzi, le Puglie, la Basilicata, le Calabrie e lo Stato Pontificio. Queste strade furono inoltre dotate di un servizio postale quotidiano che, grazie all'assenza di fermate durante le corse e ai frequenti cambi di cavalli presso le stazioni di posta, permetteva di raggiungere in poco tempo la meta prestabilita. Per comprendere l'impegno del governo ferdinandeo nella costruzione di nuove strade basti pensare che nel reame al 1828 erano in funzione complessivamente 1.505 miglia (circa 2.800 km) di strade rotabili, mentre al 1855 la loro estensione totale arrivava a 4.587 miglia (circa 8.500 km). Nello stesso periodo (1851) Carlo Filangieri, luogotenente del re in Sicilia dopo la rivoluzione del 1848/49, predispose la costruzione di una nuova rete stradale siciliana, di concezione moderna (parzialmente attuata nel primo decennio del regno ferdinandeo), con una lunghezza complessiva di 625 miglia e con 8 ponti sospesi, che avrebbe dovuto collegare tutte le principali città siciliane. Tuttavia per quanto il Filangieri disponesse di tutte le risorse e dei mezzi necessari per la costruzione della nuova rete viaria, la sua realizzazione venne sempre rimandata a causa della diffidenza del Cassisi, ministro di Sicilia a Napoli, nei confronti di questo progetto. La riforma organica della viabilità siciliana fu quindi molto rallentata dal governo di Ferdinando II, tuttavia il Filangieri, negli ultimi anni del suo mandato in Sicilia, fece comunque costruire di propria iniziativa alcune importanti strade (come quella da Palermo a Messina). Questa politica infrastrutturale fu continuata dal suo successore in Sicilia, il principe Ruffo di Castelcicala.
Al momento dell'Unità esisteva un sistema efficiente ed organico di strade Regie e Provinciali (rispettivamente a lunga e media percorrenza) che collegavano i capoluoghi ai centri economicamente più rilevanti ed alle aree strategiche del regno. Per quanto riguarda le strade rotabili comunali invece la situazione appariva molto meno omogenea. Gli storici che si sono occupati dell'argomento hanno sottolineato come molti dei comuni rurali e dei villaggi del reame, specialmente quelli situati nelle aree montuose dell'entroterra, fossero nel 1860 ancora privi di collegamenti rotabili con il sistema viario nazionale (la relazione Massari del 1863 parla di 1.321 comuni su 1.848 nel Mezzogiorno continentale, la maggior parte dei quali situati in Basilicata, negli Abruzzi e nelle Calabrie). Tuttavia ciò era una conseguenza dei criteri e delle strategie adottate dalla Direzione dei Ponti e Strade nella costruzione della rete viaria delle Due Sicilie. Gli obiettivi degli ingegneri napoletani erano infatti essenzialmente due: innanzitutto ridurre il più possibile le distanze e, di conseguenza, i tempi (ed i costi) di percorrenza per i traffici sulle lunghe distanze (principalmente tra la costa adriatica e quella tirrenica), favorendo la costruzione di strade in linea retta ed evitando deviazioni o inutili prolungamenti (quando non imposti dalla struttura oroidrografica dei territori attraversati). L'altro obiettivo era quello di evitare pendenze eccessive, dato che anche minime variazioni di pendenza avrebbero reso estremamente difficoltoso il transito ai mezzi di trasporto a trazione animale in uso all'epoca.
Ciò comportava che le costruzioni stradali avvenissero quasi esclusivamente in aree pianeggianti o, per le zone montuose, nei fondivalle e sui costoni (evitando l'attraversamento dei numerosi centri abitati situati in cima alle alture). I comuni situati nelle aree montuose dovevano perciò provvedere a proprie spese a costruire bretelle rotabili comunali che collegassero i propri centri abitati all'asse viario presente nel fondovalle. Questa soluzione suscitò spesso le proteste dei comuni nei confronti dell'Amministrazione di Ponti e Strade, istituzione che tuttavia non antepose mai gli interessi dei singoli centri abitati all'efficienza complessiva delle costruzioni.
Nel complesso la scarsità di infrastrutture stradali si faceva sentire molto nel Sud preunitario, che poteva contare su una rete stradale di soli 14.000 km, mentre la Lombardia, quattro volte più piccola aveva già una rete stradale di 28.000 km.

### Poste e telegrafi

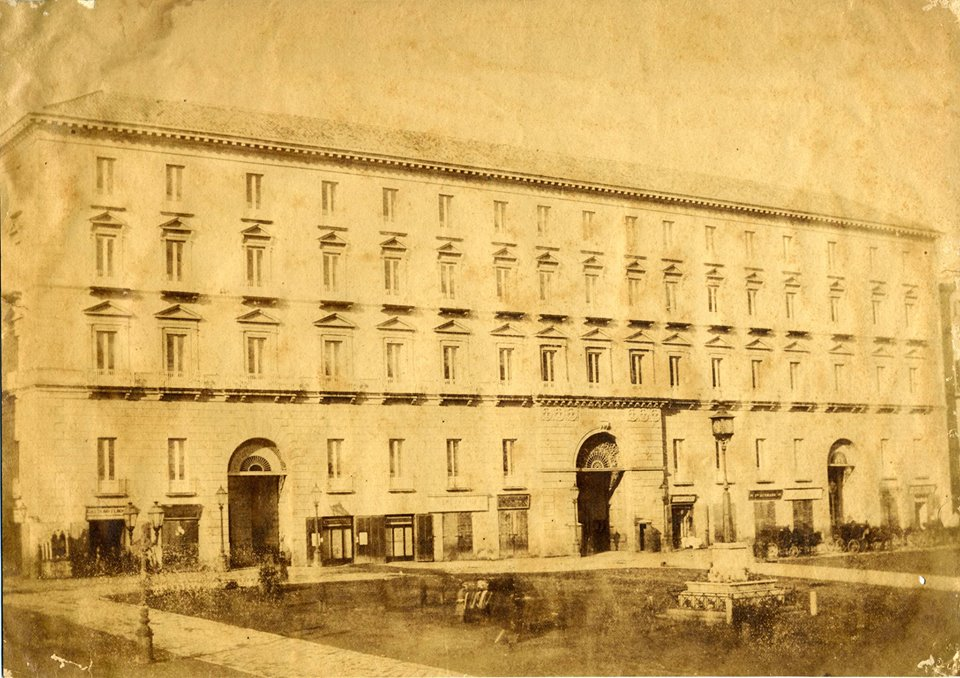
Anni '50: il Largo di Castello con il Palazzo dei Ministeri Reali (Palazzo San Giacomo). Al centro della piazza si può notare l'orologio elettrico di città, collegato ai cavi dell'adiacente Officina dei Telegrafi Elettrici

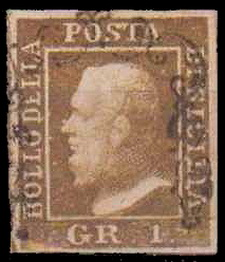
Francobollo da 1 grano della Posta di Sicilia (1859)

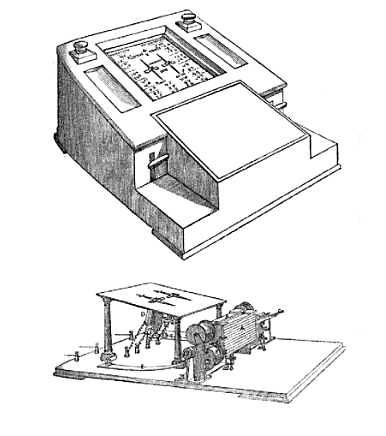
Il telegrafo Henley a due aghi impiegato nelle Due Sicilie, dotato di generatore magneto-elettrico

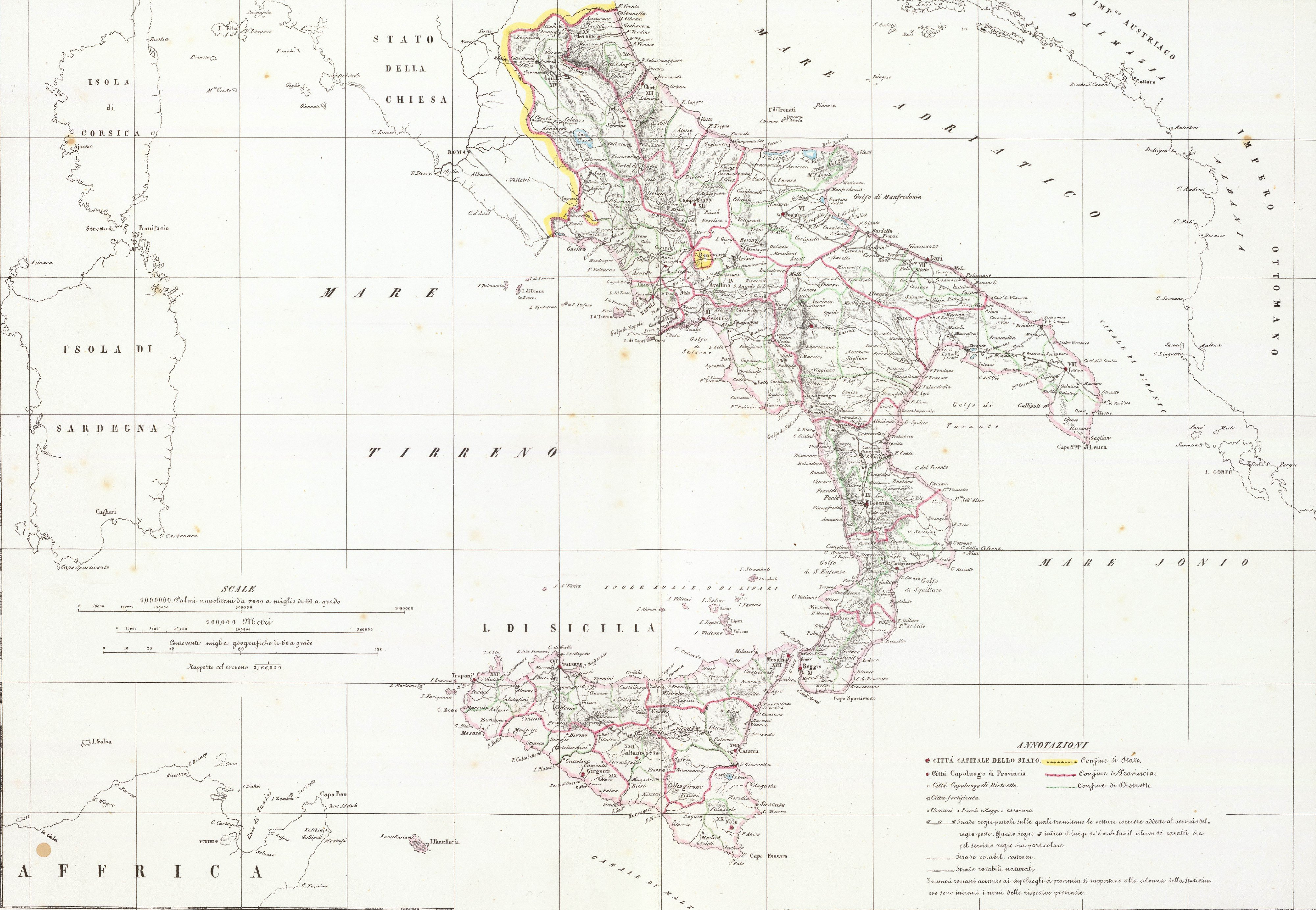
Mappa disegnata nel 1842 dal cartografo Benedetto Marzolla riportante le Strade Regie percorse dal servizio postale in quell'epoca

Al contrario di quanto accadde per la costruzione delle nuove strade ferrate al di fuori della Campania, la costruzione di nuove linee telegrafiche fu fortemente voluta da Ferdinando II in tutto il regno. Nel regno l'uso del telegrafo ottico di tipo Chappe era attestato fin dal 1802, tuttavia la prima linea telegrafica elettrica napoletana fu costruita e messa in funzione solo nel 1853 tra Napoli e Terracina. Nei primi mesi del 1858 il sovrano fece redigere un nuovo regolamento per l'impianto ed il servizio dei telegrafi elettromagnetici, adottando i più moderni sistemi di Henley e Morse. Inoltre furono notevolmente incrementate le stazioni telegrafiche aperte ai privati, in quanto la maggior parte delle stazioni erano fino a quel momento impiegate per le sole comunicazioni istituzionali e con l'estero.
Il territorio del regno fu ripartito in sette divisioni telegrafiche, suddividendo gli uffici che vi operavano in tre classi.
La tassa minima si applicava ai telegrammi da 25 parole, il prezzo aumentava dopo altre 25 parole, poi ogni 50 parole, senza calcolare gli indirizzi. Questo sistema venne poi in parte ripreso dal servizio telegrafico del Regno d'Italia.
Il 25 gennaio 1858 venne inaugurata la linea telegrafica elettrica sottomarina tra Reggio Calabria e Messina, ed il 27 fu messa a disposizione dei privati. Nel 1859 vennero posizionati inoltre i cavi sottomarini tra Modica e Malta e tra Otranto e Valona, in collegamento con le linee telegrafiche dell'Europa centro-orientale. Seguirono numerose inaugurazioni di nuove stazioni e linee telegrafiche fino alla fine del regno, che trovò le Due Sicilie dotate di 86 stazioni e di 2.874 km di linee.
I francobolli postali furono istituiti con un decreto del re del 9 luglio 1857. Il decreto imponeva di affrancare i giornali, le stampe e la corrispondenza in generale, con la facoltà di far pagare le spese postali e l'affrancatura al destinatario.
Furono create sette serie di francobolli: da mezzo grana, da uno, da due, da cinque, da dieci, da venti e da cinquanta grana. I fogli erano soggetti a bolli di uno o due grana, a seconda della destinazione della lettera. I bolli si annullavano con un timbro nero, riportante la parola "annullato". La prima emissione di francobolli per le Poste Napoletane avvenne il 1º gennaio 1858. I nuovi francobolli erano di vari colori e generalmente riportavano incisioni su filigrana rappresentanti il busto di Ferdinando II o i simboli del reame (3 gigli, cavallo sfrenato e trinacria). Con decreto del 28 febbraio 1858 la circolazione dei francobolli fu estesa anche alle Poste Siciliane.

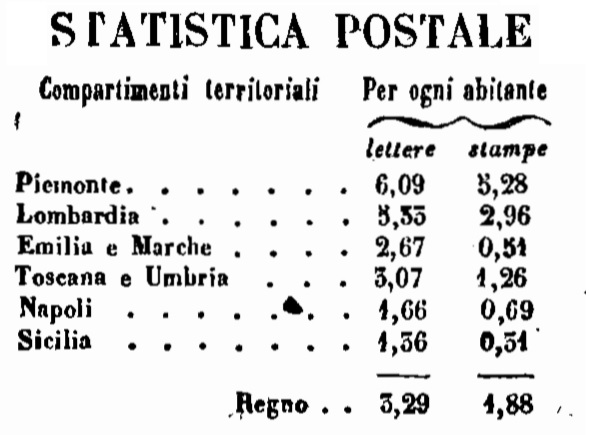
Statistica lettere e stampe inviate nel 1862

Tradizionalmente le spedizioni postali via terra avvenivano 4 volte alla settimana da Napoli per le regioni continentali (e viceversa) e sei volte per l'estero (confine pontificio). L'Officina Centrale della Posta nel Regno delle Due Sicilie era situata a palazzo Gravina (Napoli). Con il decreto del 1857 furono istituite anche delle spedizioni postali "rapide" tra Napoli e Lecce, Napoli-Teramo e Napoli-Campobasso (e viceversa). Con ordinanza del 19 gennaio 1858 si stabilirono nuovi orari per le 6 linee principali: il tragitto per le Puglie doveva compiersi in 50 ore all'andata e al ritorno, quello per le Calabrie in 80 ore, quello per gli Abruzzi in 28 ore, quello per il Molise in 13, quello per Sora in 15 e quello per Terracina (confine pontificio) in 14 ore. Generalmente questi tragitti per l'interno del regno avvenivano sulle grandi Strade Regie, o in alcuni casi su strade provinciali minori, contemplando ben precise fermate per il cambio dei cavalli e stazioni di sosta per i passeggeri. È da ricordare infatti che il metodo più usato per viaggiare all'interno delle Due Sicilie era quello delle corse postali, che quindi contemplavano anche il trasporto di passeggeri.
Si faceva largo uso dei trasporti via mare: era impiegato un buon servizio postale su navi a vapore per raggiungere le isole e l'estero.